# السياحة في محافظة مازندران
السياحة في مازندران: ان تضاريس مدينة مازندران هي متنوعة، وفيها الكثير من المواقع السياحية الطبيعية والأثرية، حيث يمكن ممارسة التزلج والصيد وقضاء العُطلات على شواطئها المتمثلة ببحر قزوين، الموقع الجغرافي والطبيعي لهذه المحافظة جعل مازندران تندرج ضمن المحافظات الإيرانية الأوائل في استقطاب السياح والسياحة الطبيعية. فهي تقع بين سهول خضراء مطلة على بحر قزوين من جهة الشمال، ومناطق غابية وجبلية من جهة الجنوب والتي تضفي عليها قيمة سياحية وترفيهية فريدة بسبب ما تتمتع به من مناخٍ حار وبارد في آنٍ واحد باختلاف إمكاناتها خلال فصلي الربيع والصيف. تستضيف محافظة مازندران سنوياً ما يقرب من 12 مليون سائح من داخل إيران وعشرات الآلاف من السياح الأجانب. تتميز محافظة مازندران بعدد كبير من المحميات الطبيعية ومعظمها على هيئة غابات أو بحيرات أو جزر أو مراعٍ أو حدائق ومنتزهات عامة وهي عبارة عن بيئات طبيعية لبعض الفصائل من الأشجار والنباتات البرية وكذلك الحيوانات الفريدة التي يخشى انقراضها وتخضع جميع هذه المحميات لمراقبة شديدة من قبل سلطات منظمة حماية البيئة وتوجد الكثير من الينابيع المعدنية في محافظة مازندران تُستَخدَم للمعالجة من الأمراض المختلفة. ومن المناطق السياحية في مازندران هي آبرود. أما غابة النور فهي من المناطق السياحية الكبرى لإقليم مازندران وتتمتع بطبيعة رائعة واشجار نادرة حيث تستقبل سنوياً أعداداً هائلة من الزائرين. وتشتهر بصناعة البسط  وزراعة الأرز والتين إلى جانب الصناعات الخشبية وصيد الأسماك والكعك والحلويات الشعبية وأنواع المربى التي يتم تصديرها للخارج والأعشاب الجبلية. من جانب آخر تعود بلدات‌ محافظة مازندران‌ إلى آلاف‌ الأعوام‌ وتملك‌ بنايات‌ تاريخية‌ تعود لماضي يبعث‌ الفخر، وتضم مازندران 1500 أثراً تاريخياً وقد تم ثبيت‌ 126 أثراً في‌ مراكز التراث‌ التاريخية.

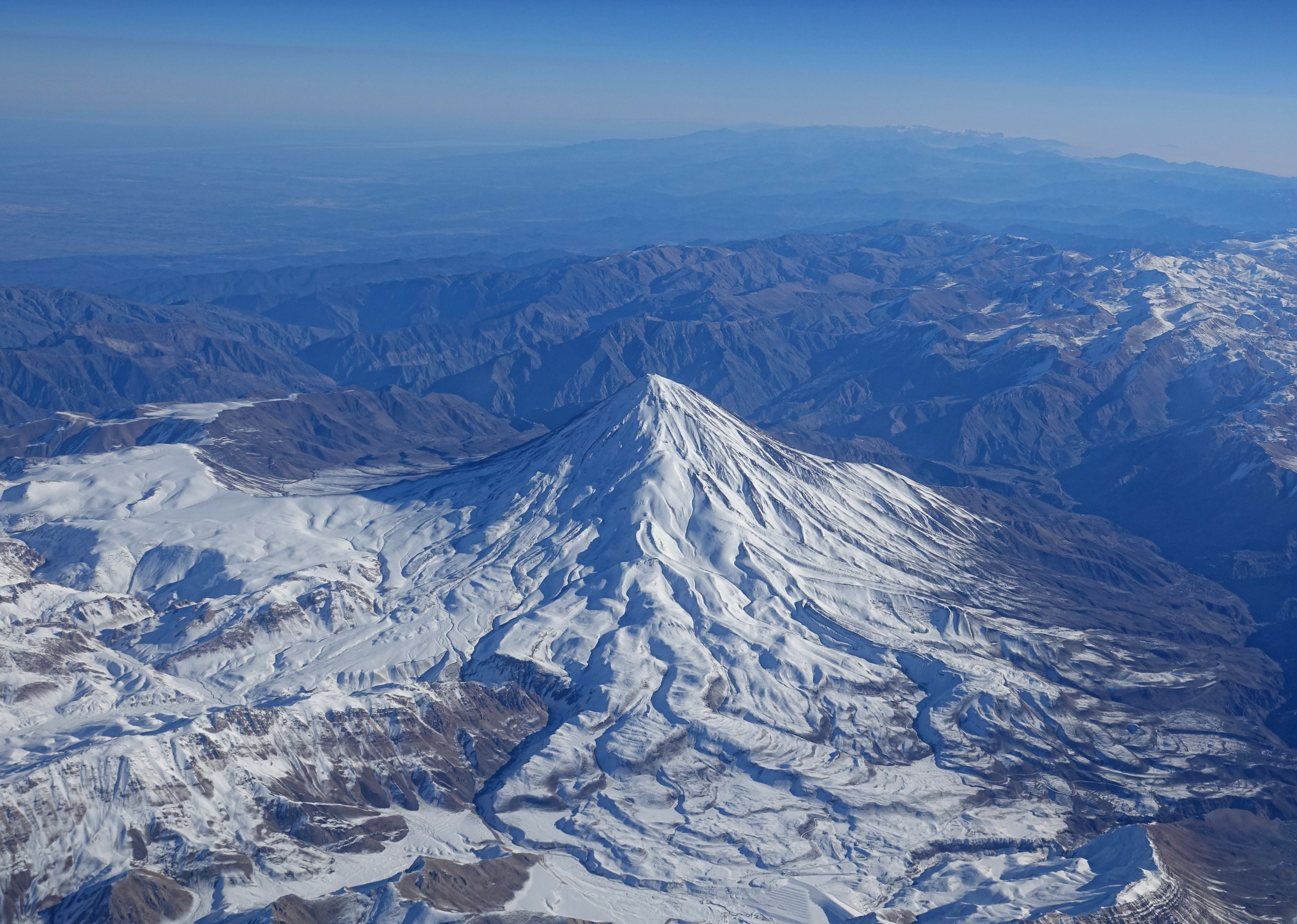
جبل دمافند فی آمل

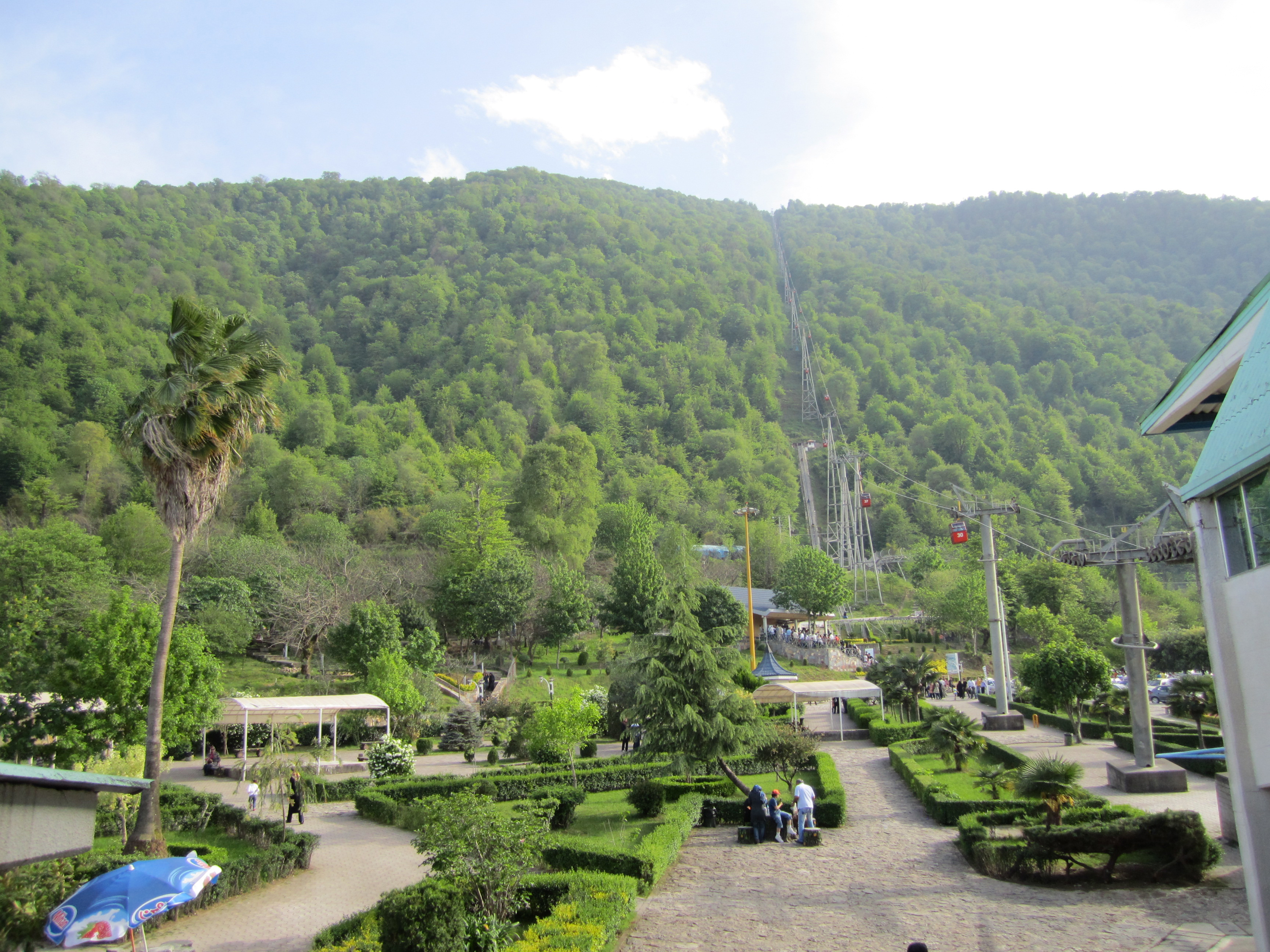
تلفريك نمك آبرود في مدينة مازندران السياحية

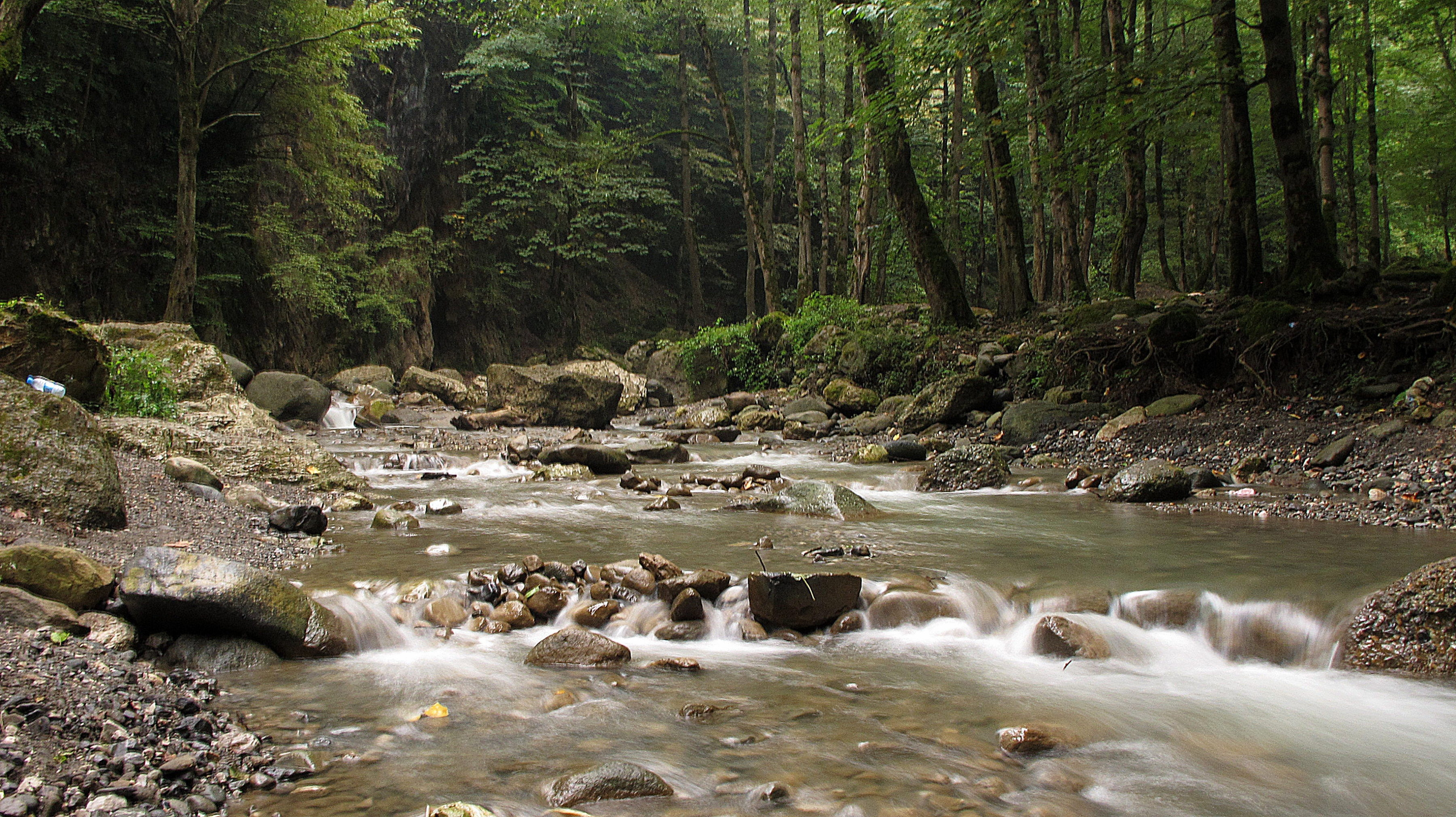
الغابات في رامسر

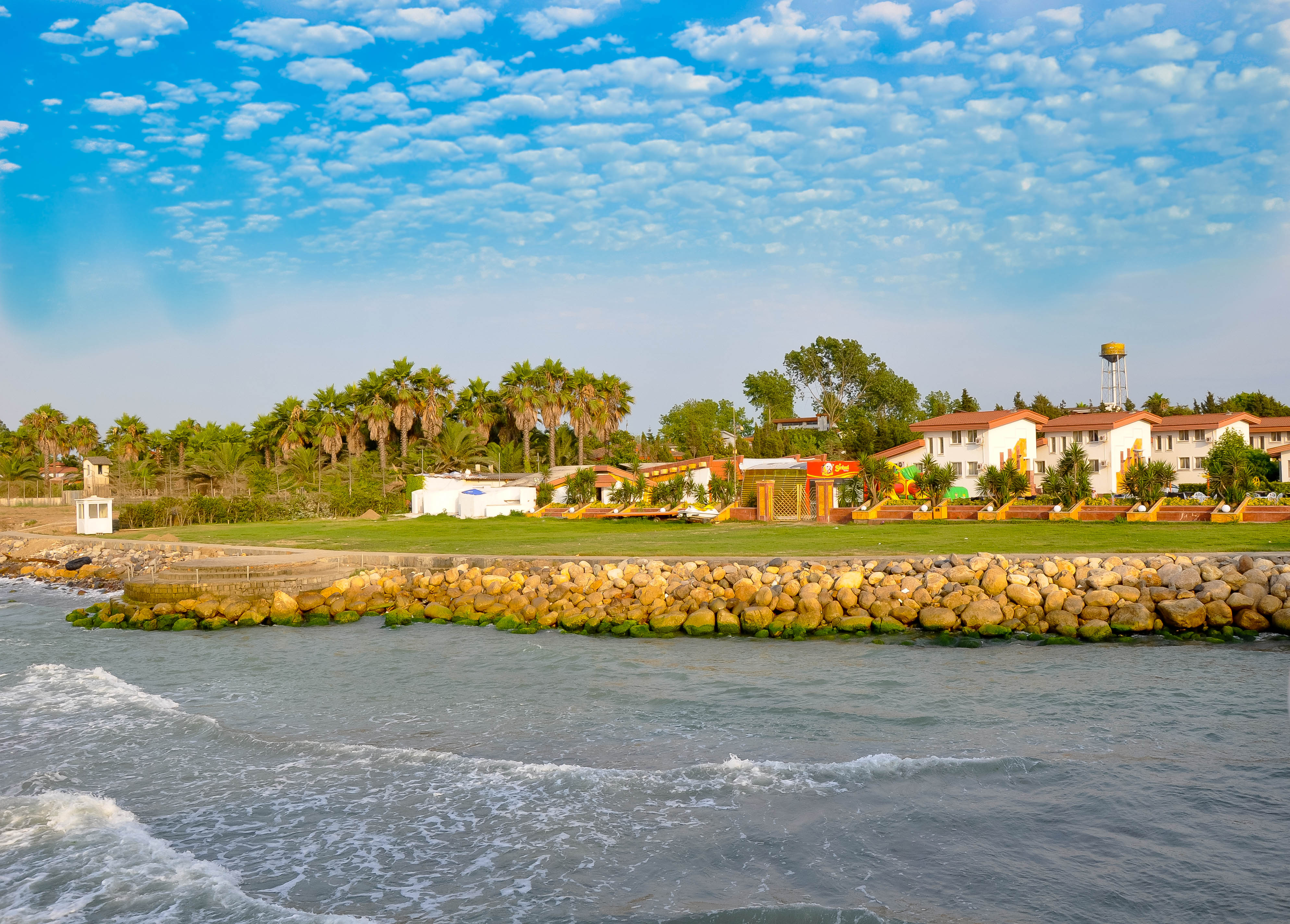
ساحل مازندران

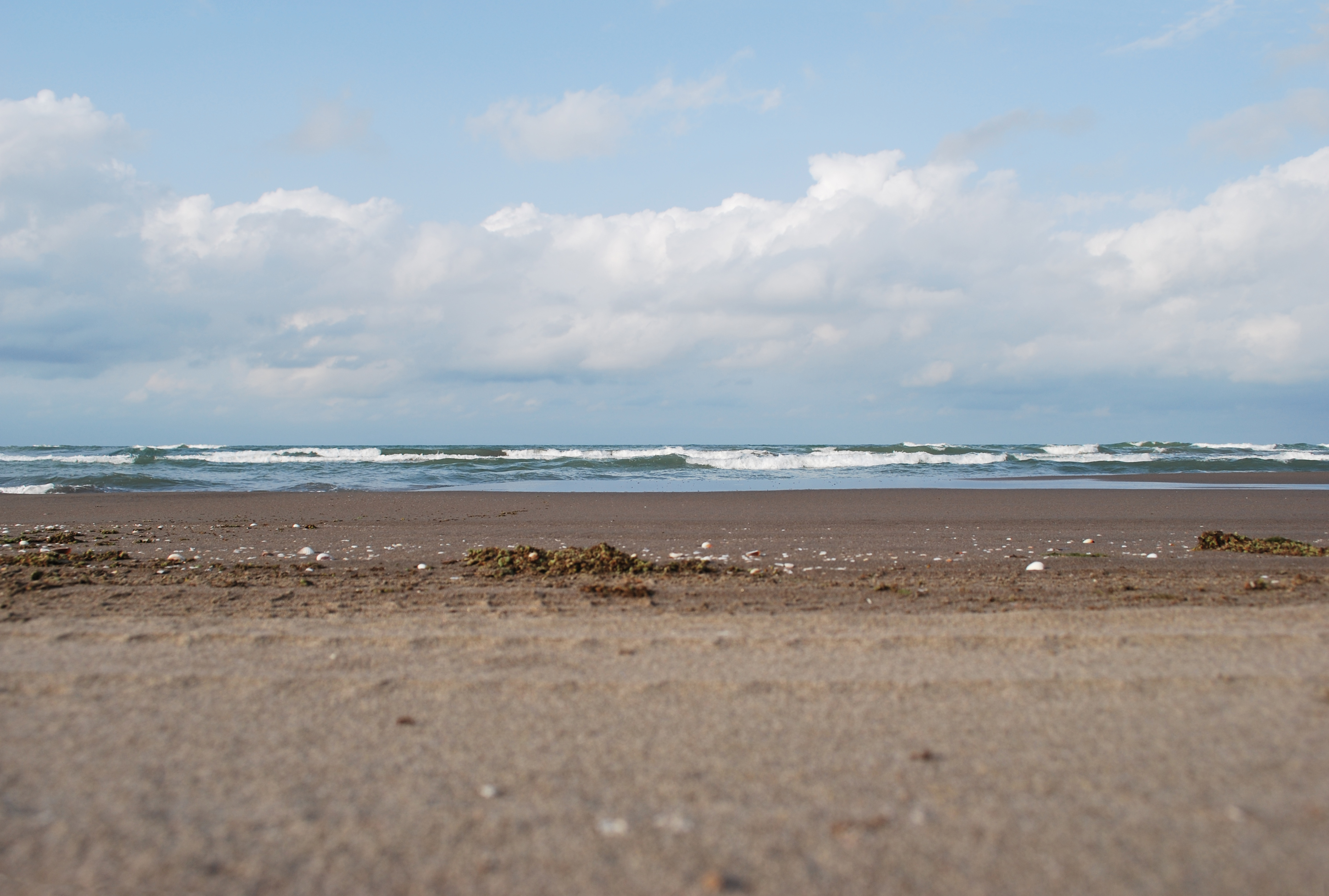
ساحل بحر مازندران

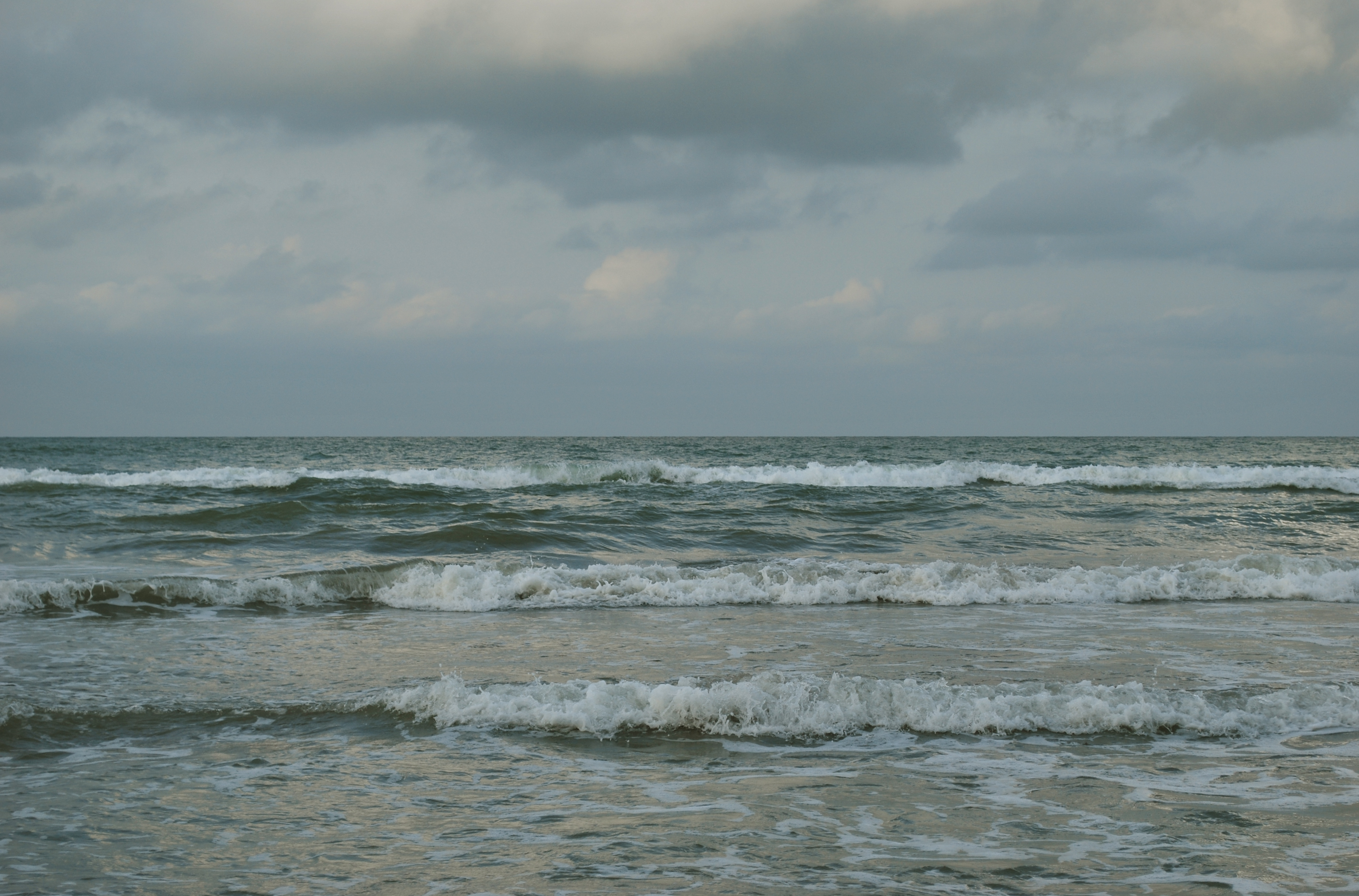
بحر مازندران

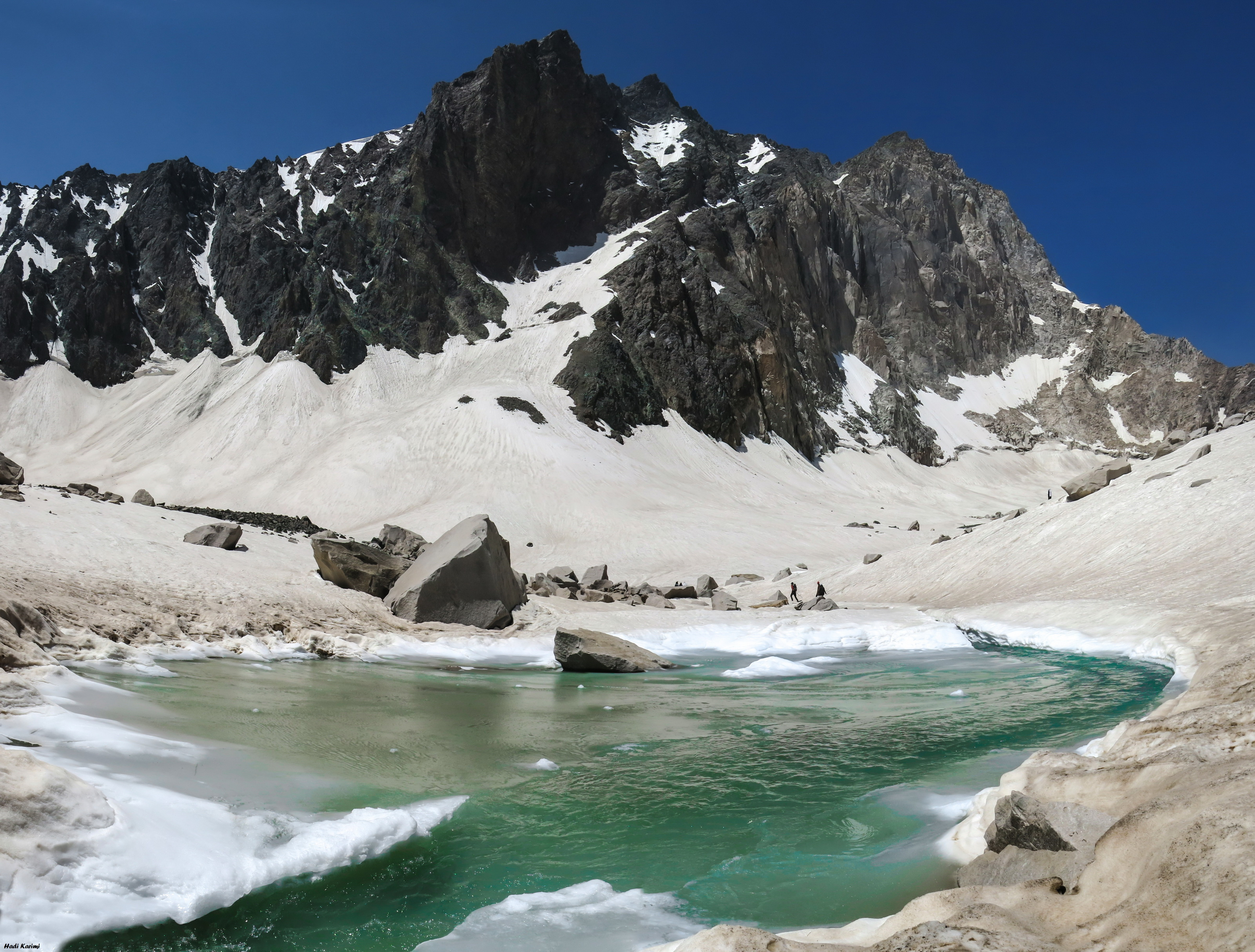
بحيرة جليدية في علم كوه

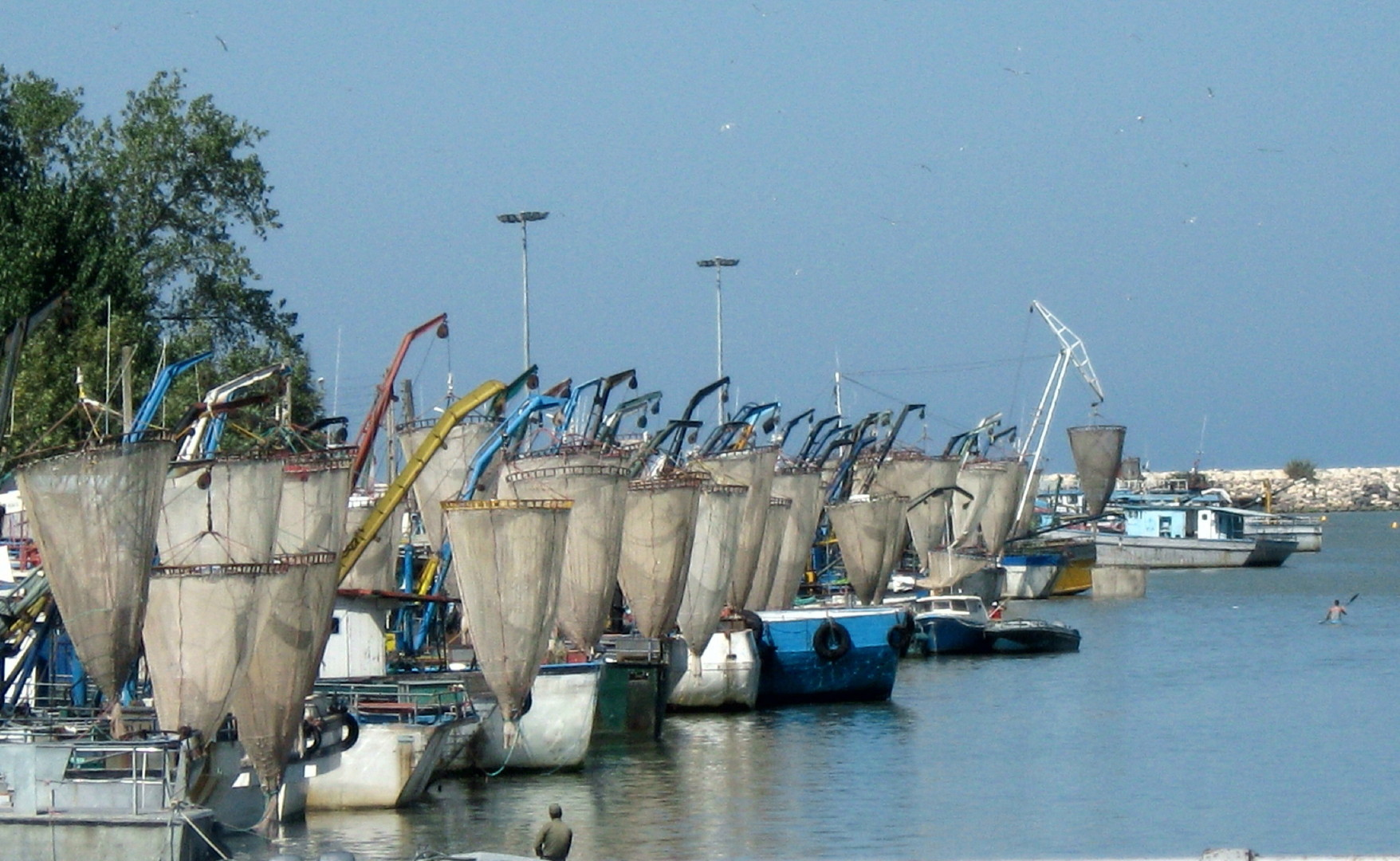
بابلسر في مازندران

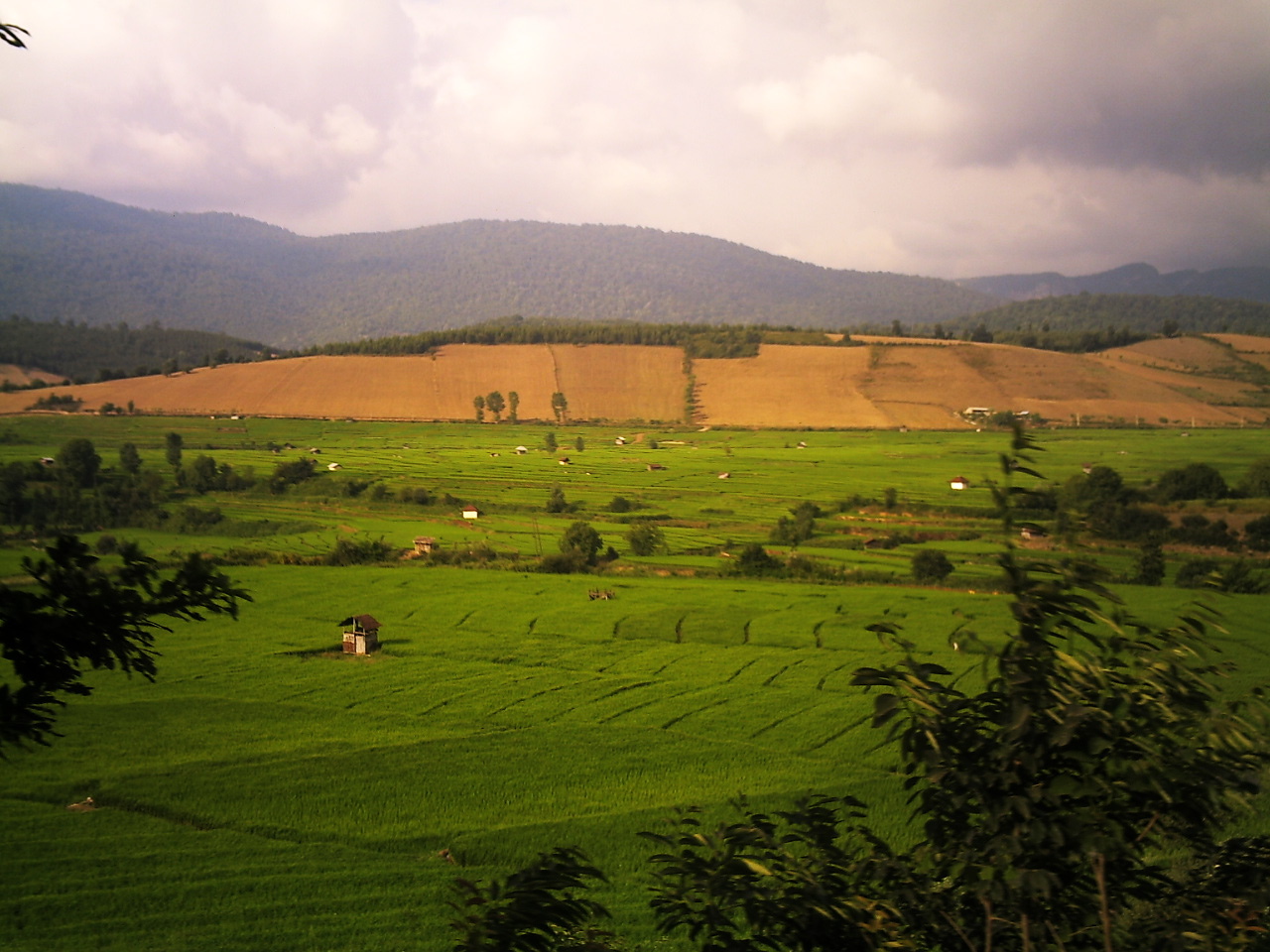
الطبيعة في مازندران

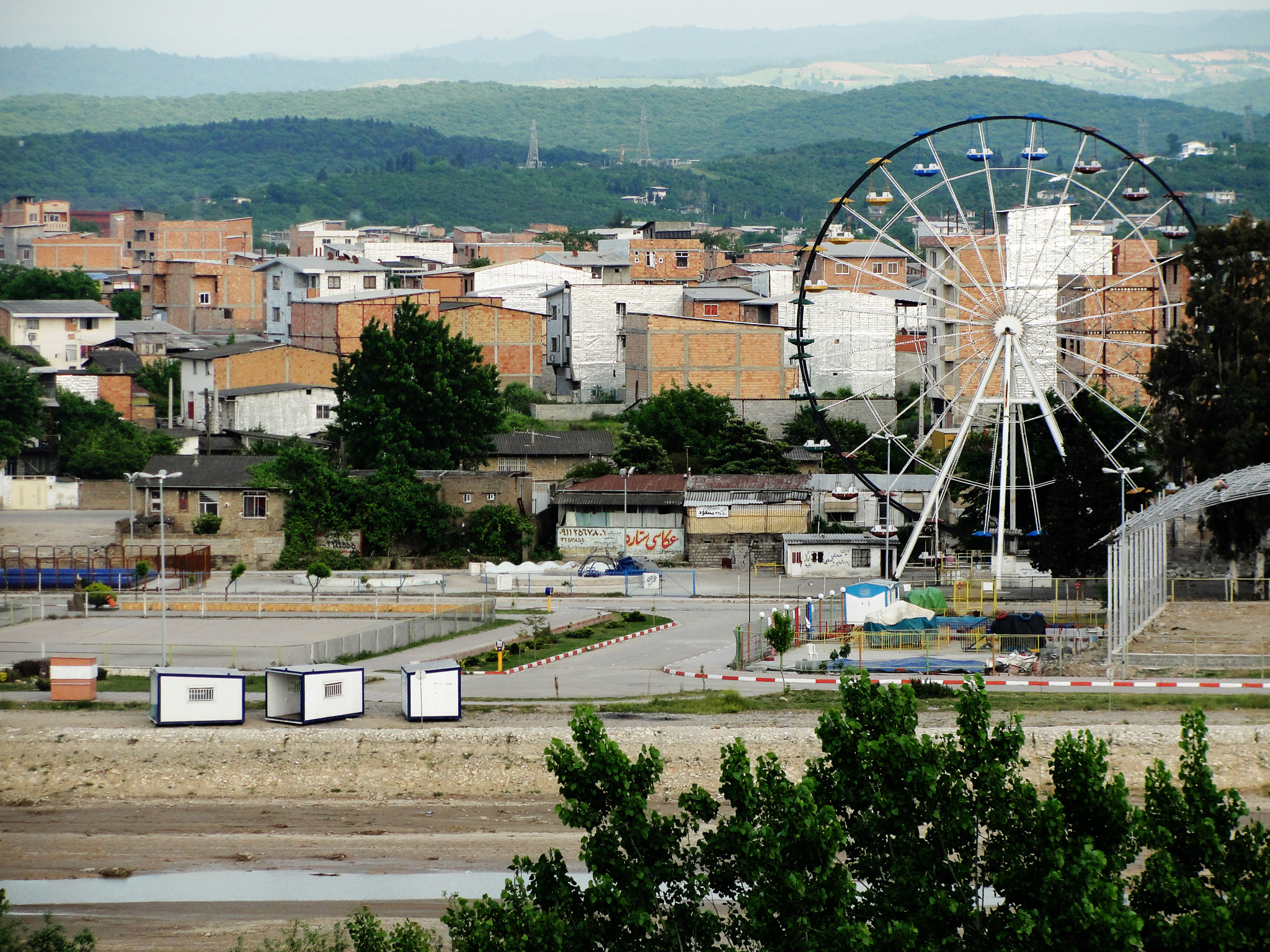
مدينة ساري

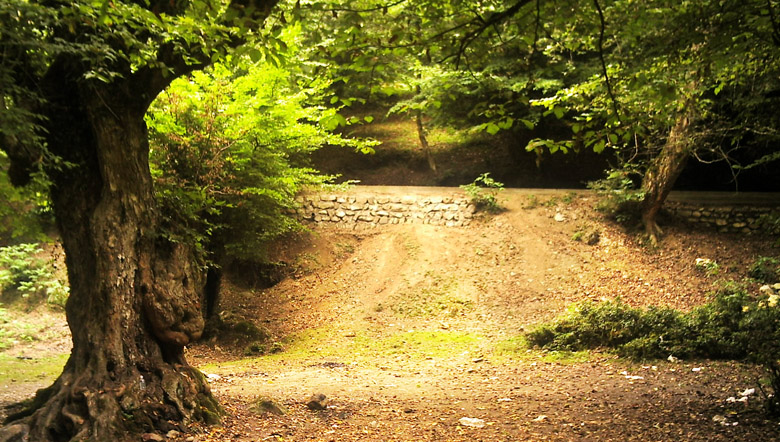
غابة فی ساري

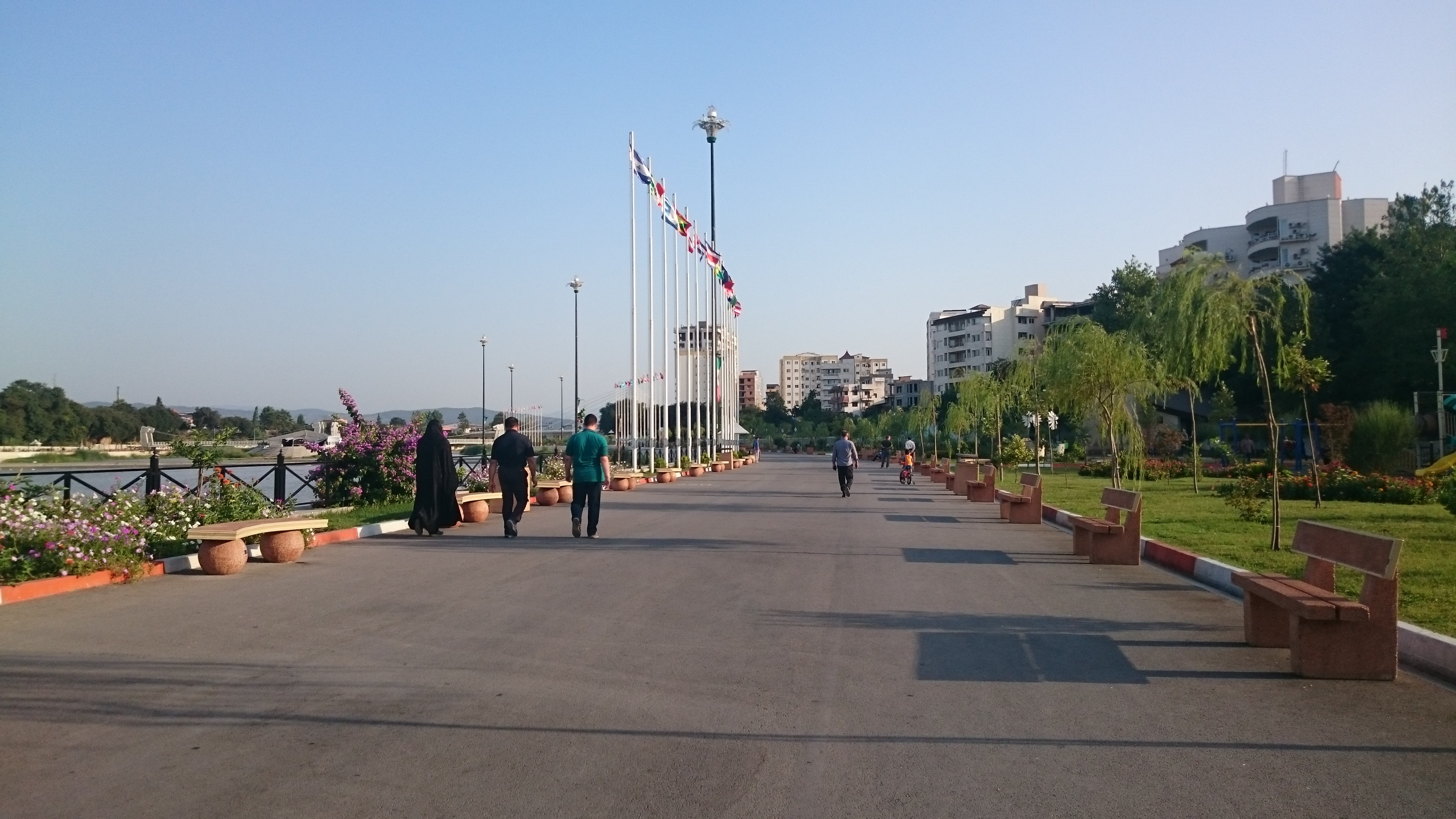
حديقة الأمم في ساري

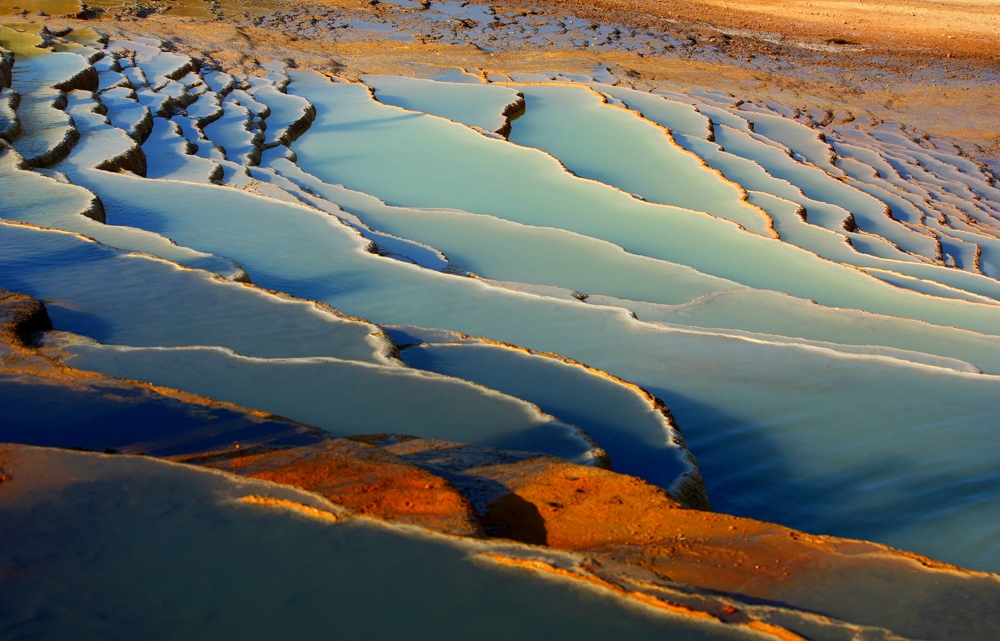
ينابيع باداب سورت المعدنية في مازندران

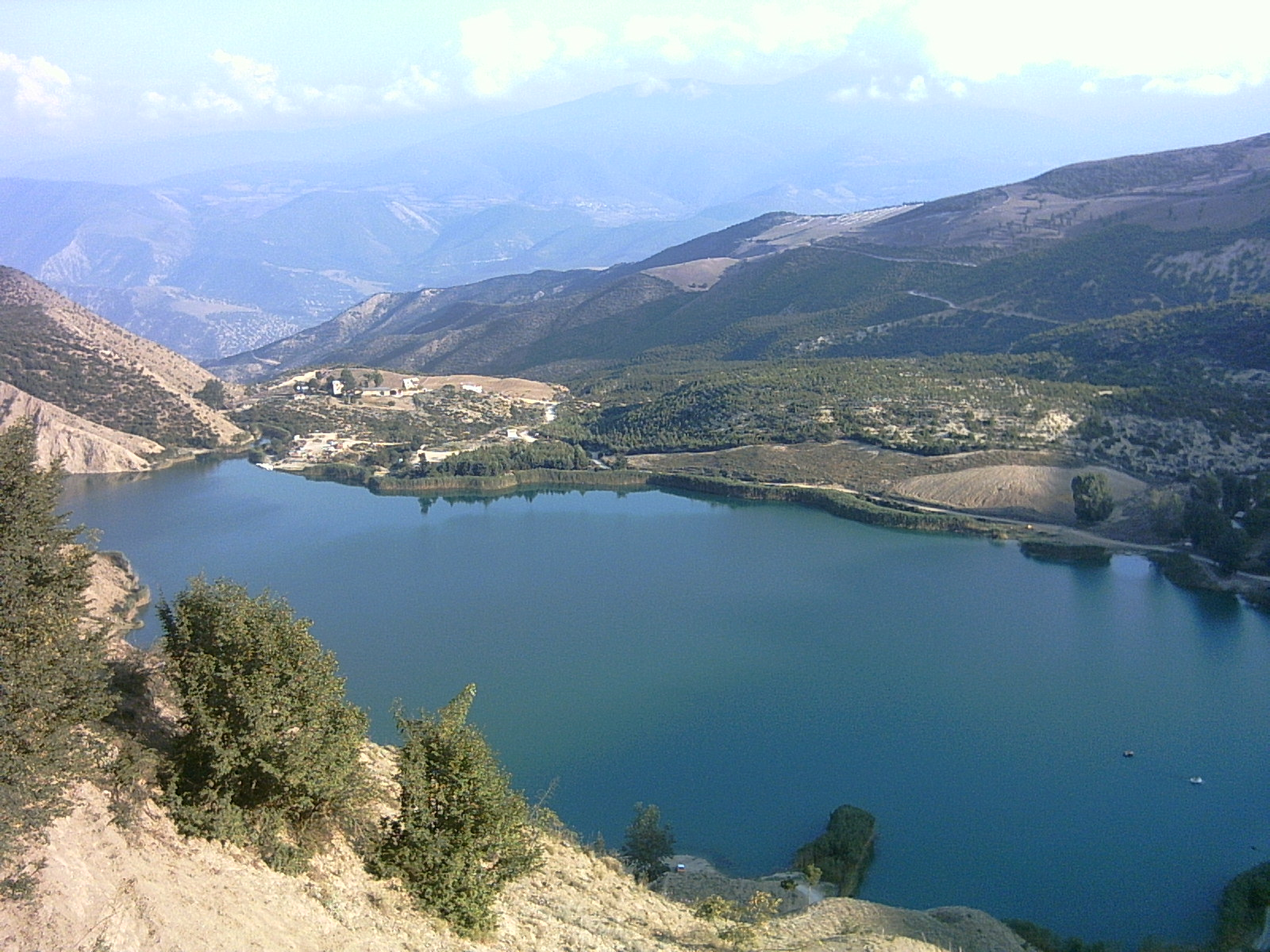
بحيرة ولشت في كلاردشت بمازندران

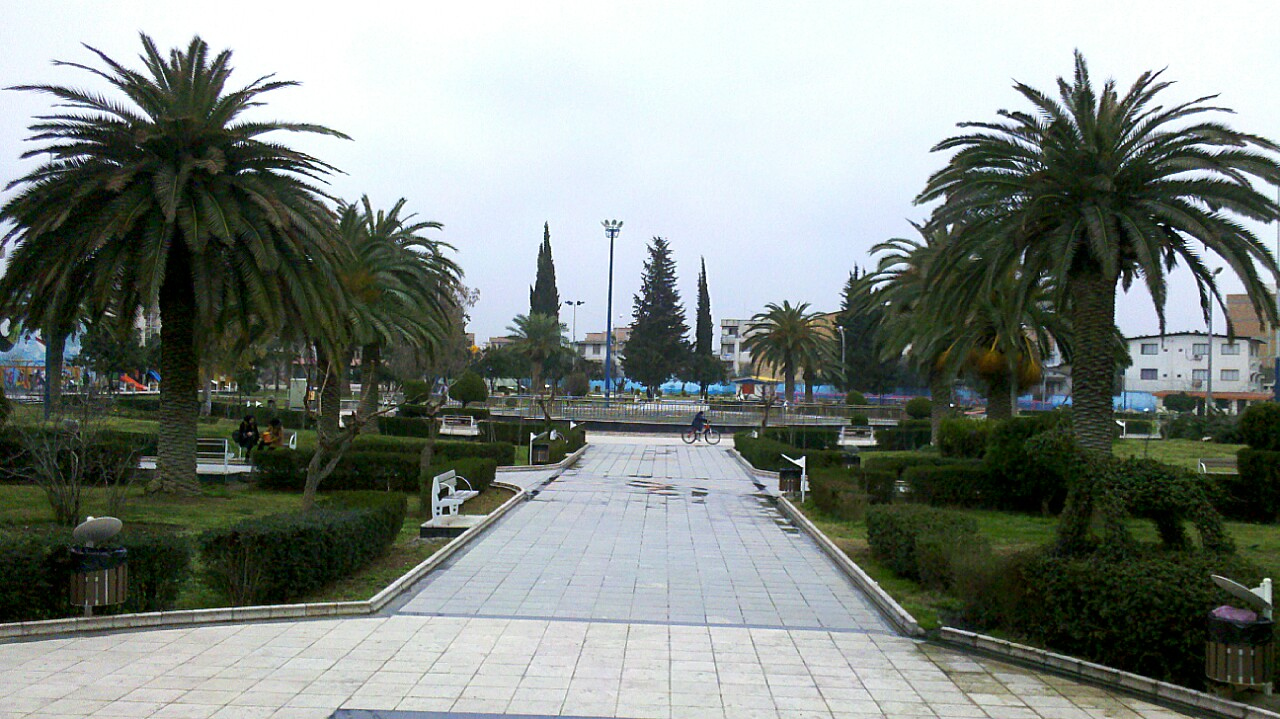
حديقة الشمس في ساري

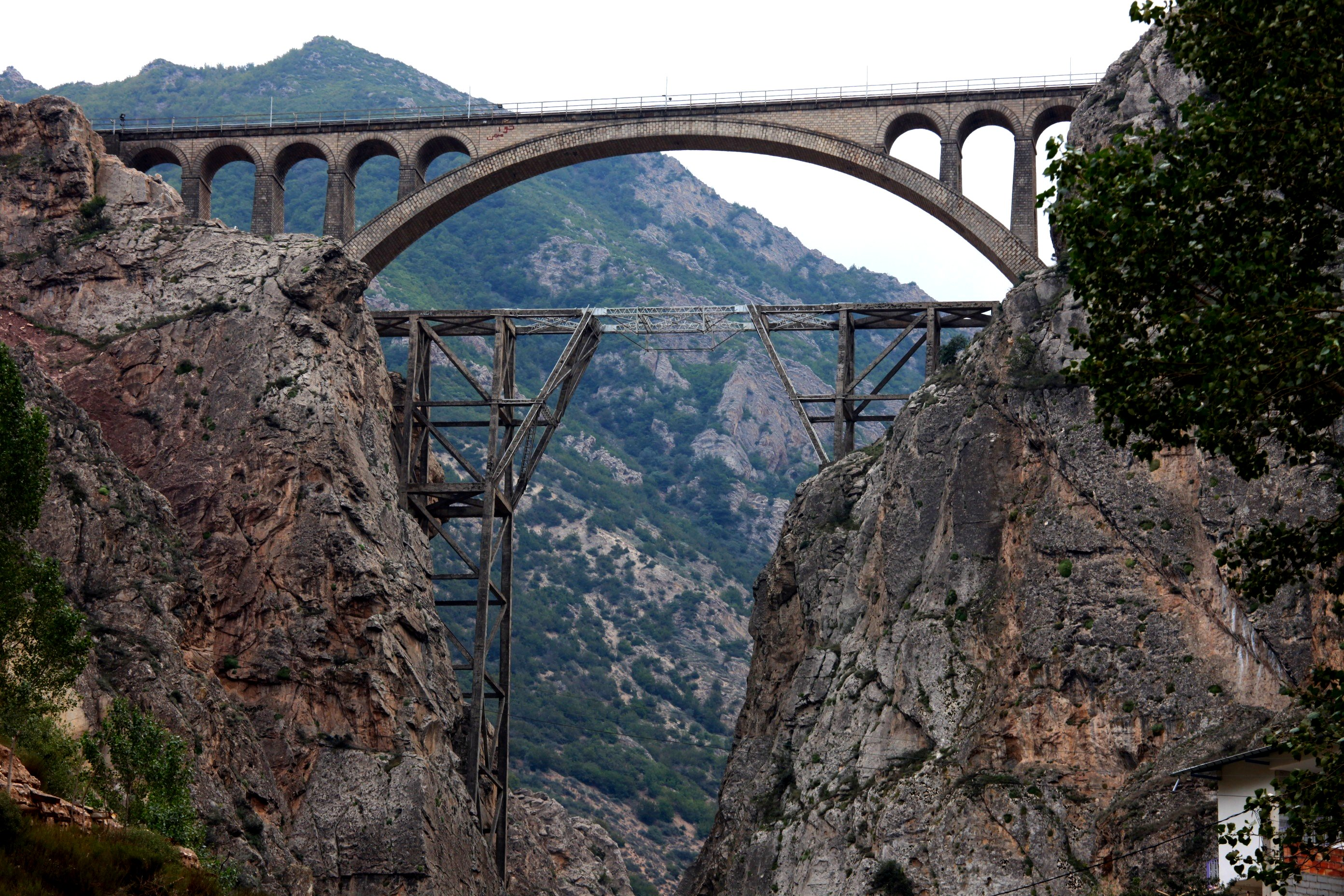
جسر ورسك الأثري في مدينة مازندران

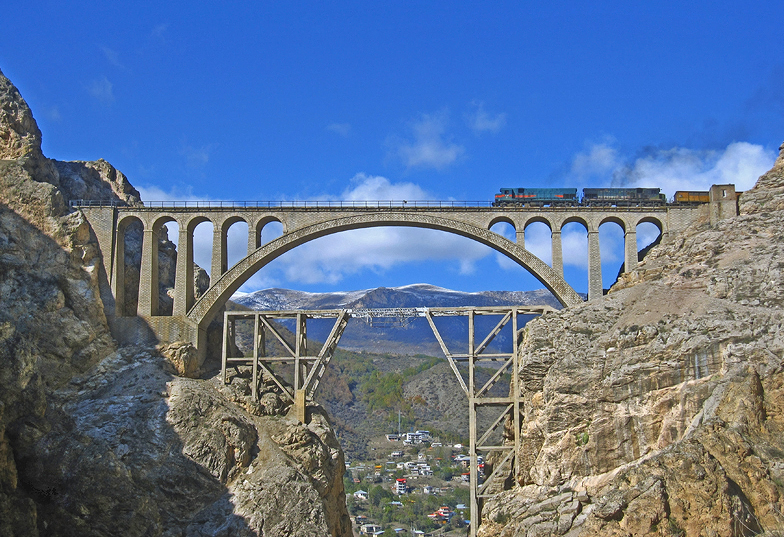
جسر ورسك

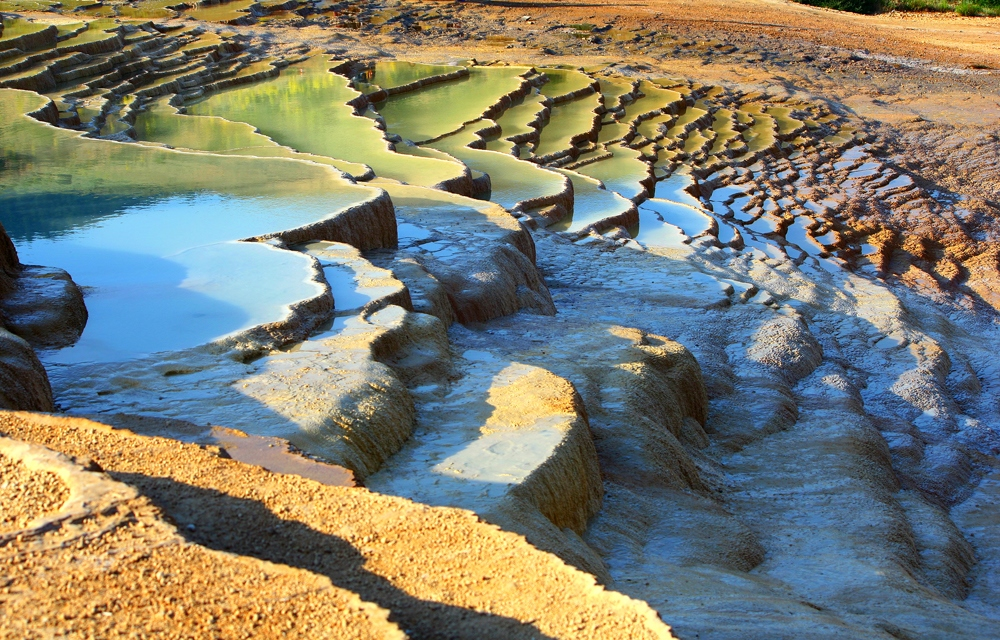
باداب سورت ثاني أكبر ينبوع ماء مالح في العالم

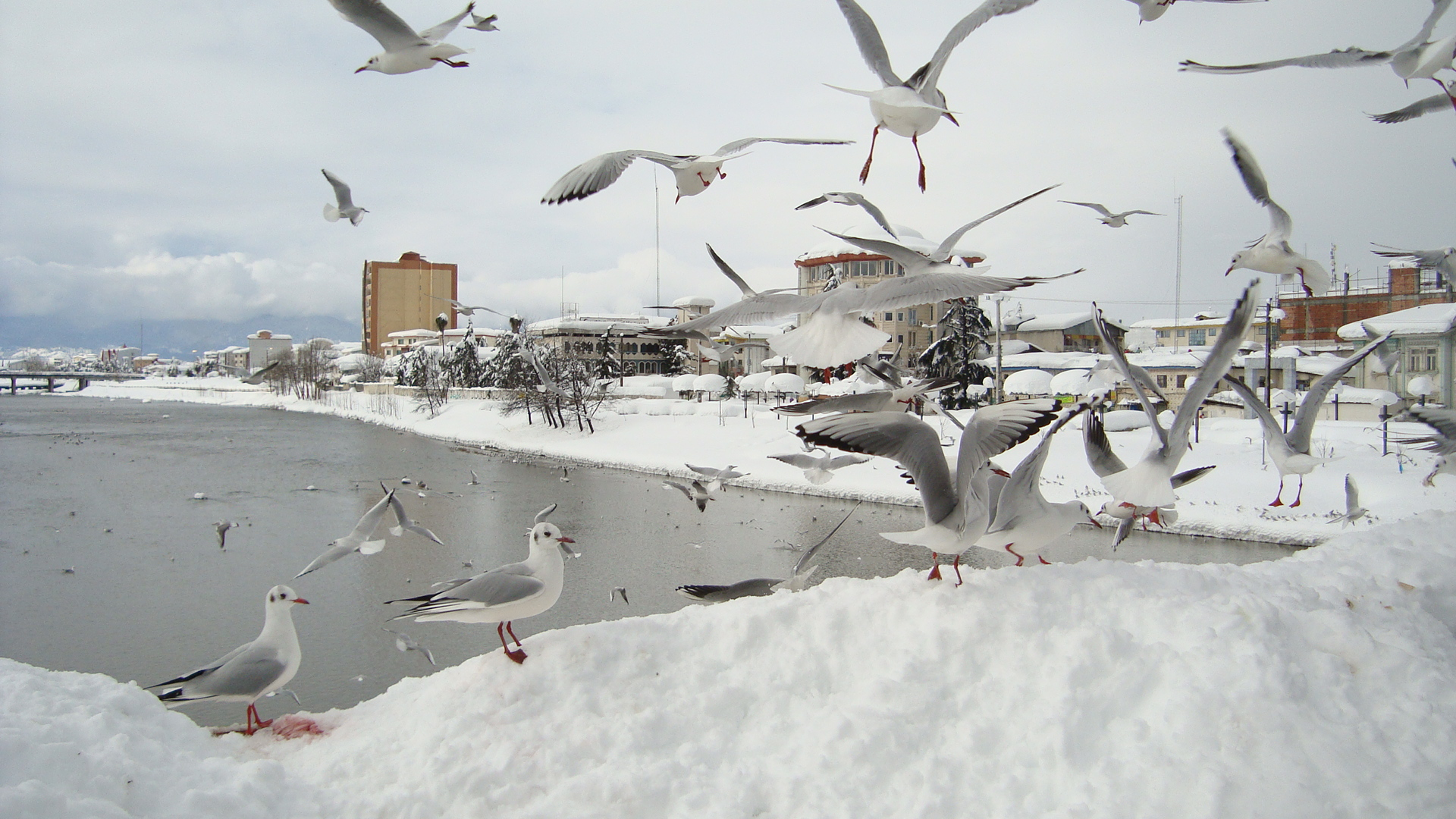
الثلوج في مازندران

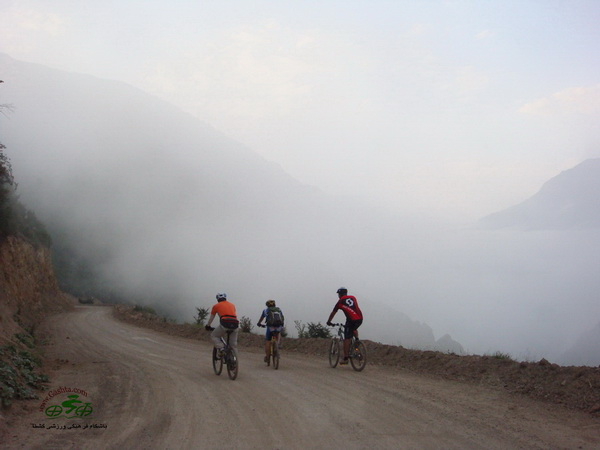

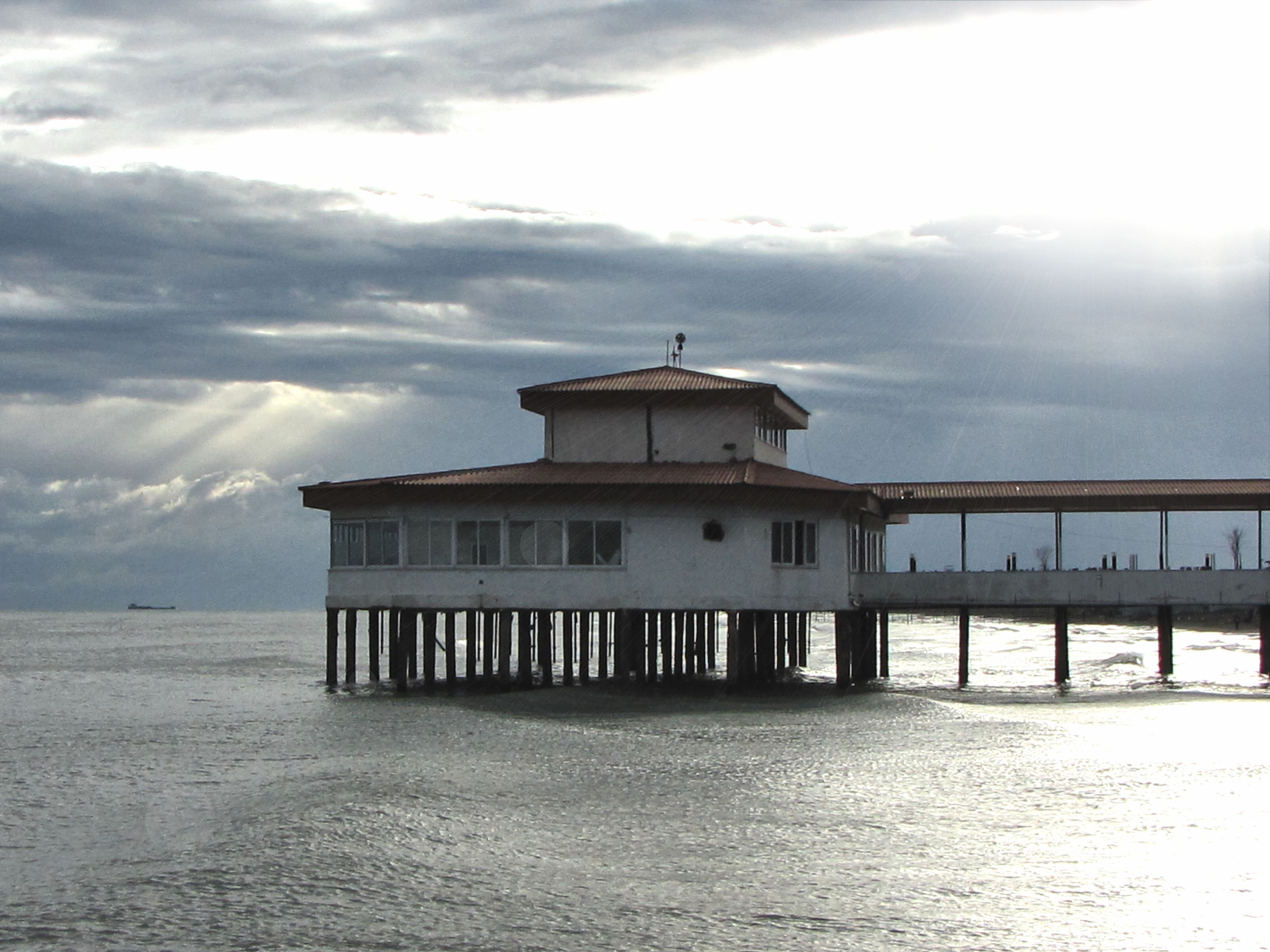

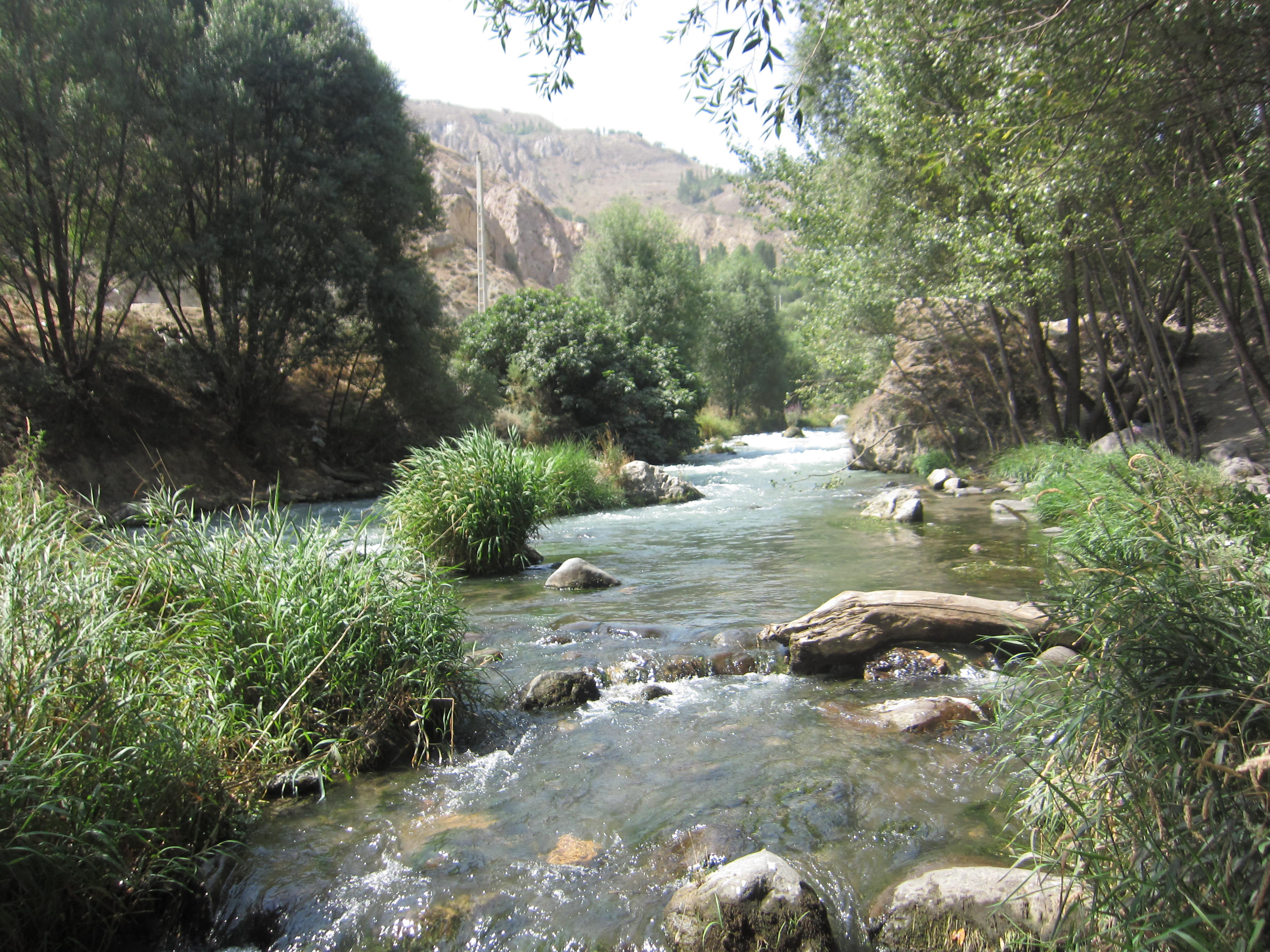
نهر هراز في مازندران

## موقع مازندران الجغرافي
ان محافظة مازندران الخضراء تقع في شمال إيران وتمتد على ساحل بحر قزوين ومركزها مدينة ساري التي تبعد عن طهران نحو 250 كم. وتتأثر طبيعة هذه المحافظة وفقاً للموقع الجغرافي والمرتفعات الجبلية ومدى ارتفاعها عن مستوى سطح البحر، ومجاورتها للبحر، والرياح الموسمية وحجم الغابات ايضاً. لذلك نلاحظ ان مناخ المحافظة كثير التنوع بالرغم من مساحتها الصغيرة. ونظراً لقربها من طهران فان محافظة مازندران تستقبل العديد من الزائرين والمسافرين الذين يرغبون في التسلية وقضاء وقت الفراغ والاستجمام. ومابين‌ جبال‌ ألبرز الشامخة‌ وبحر قزوين تستقر أرض‌ جميلة‌ ورائعة‌ ذات‌ طبيعة‌ خلابة‌ تأخذ بألباب‌ الزائرين‌، هذه‌ المساحة‌ الخضراء الجميلة‌ تسمى‌ «مازندران».‌

## تاريخ المدينة
تقع‌ مازندران‌ ناحية‌ المرتفعات‌ الواقعة‌ في‌ امتداد جنوبي‌ بحر قزوين والتي‌ يظهر انها كانت‌ تسمى‌ «طبرستان‌» حتى‌ القرن‌ السابع‌، في‌ ذلك‌ الزمن‌ شاعت‌ «طبرستان» وثبت‌ إسمها في‌ الكشوف‌ الجغرافية‌ ثم‌ احتلت‌ كلمة‌ مازندران‌ محلها وأصبحت‌ أكثر تداولاً، وفي‌ القديم‌ كانت‌ كلمة‌ مازندران‌ تطلق‌ على‌ الجهة‌ الشمالية‌ لإيران  على‌ امتداد بحر قزوين على جيلان‌ وقد دخل‌ هذا الاسم في‌ الروايات‌ والأساطير القديمة‌ و«شاهنامة فردوسي‌» (الأثر الأدبي‌ الإيراني ‌المشهور). تبلغ‌ مساحة إقليم مازندران 47365 كيلومتر مربع‌ تحده‌ من‌ الشمال‌ بحر قزوين والجمهوريات‌ المستقلة‌ من‌ الإتحاد السوفيتي‌ سابقاً، ومن‌ الجنوب‌ سمنان‌ والإقليم‌ المركزي‌ ومن‌ الشرق‌ محافظة خراسان‌ ومن‌ الغرب‌ جيلان. تشكل‌ سلسلة‌ جبال‌ ألبرز في‌ جنوب‌ مازندران‌ قوساً كبيراً يصل‌ عرضه‌ إلى‌ 50 كيلومتر ويفصل‌ الجهات‌ الشمالية‌ لإيران‌ عند ذلك‌ المركز ويحتفظ‌ برطوبة‌ بحر قزوين في‌ السفوح‌ الشمالية‌ لجبال‌ ألبرز ويكون‌ سبباً مباشراً في‌ وفرة‌ الأمطار التي‌ بعثت‌ حياة‌ خضراء ذات‌ هواء عليل‌ وطبيعة‌ رائعة‌ لتلك‌ المنطقة.

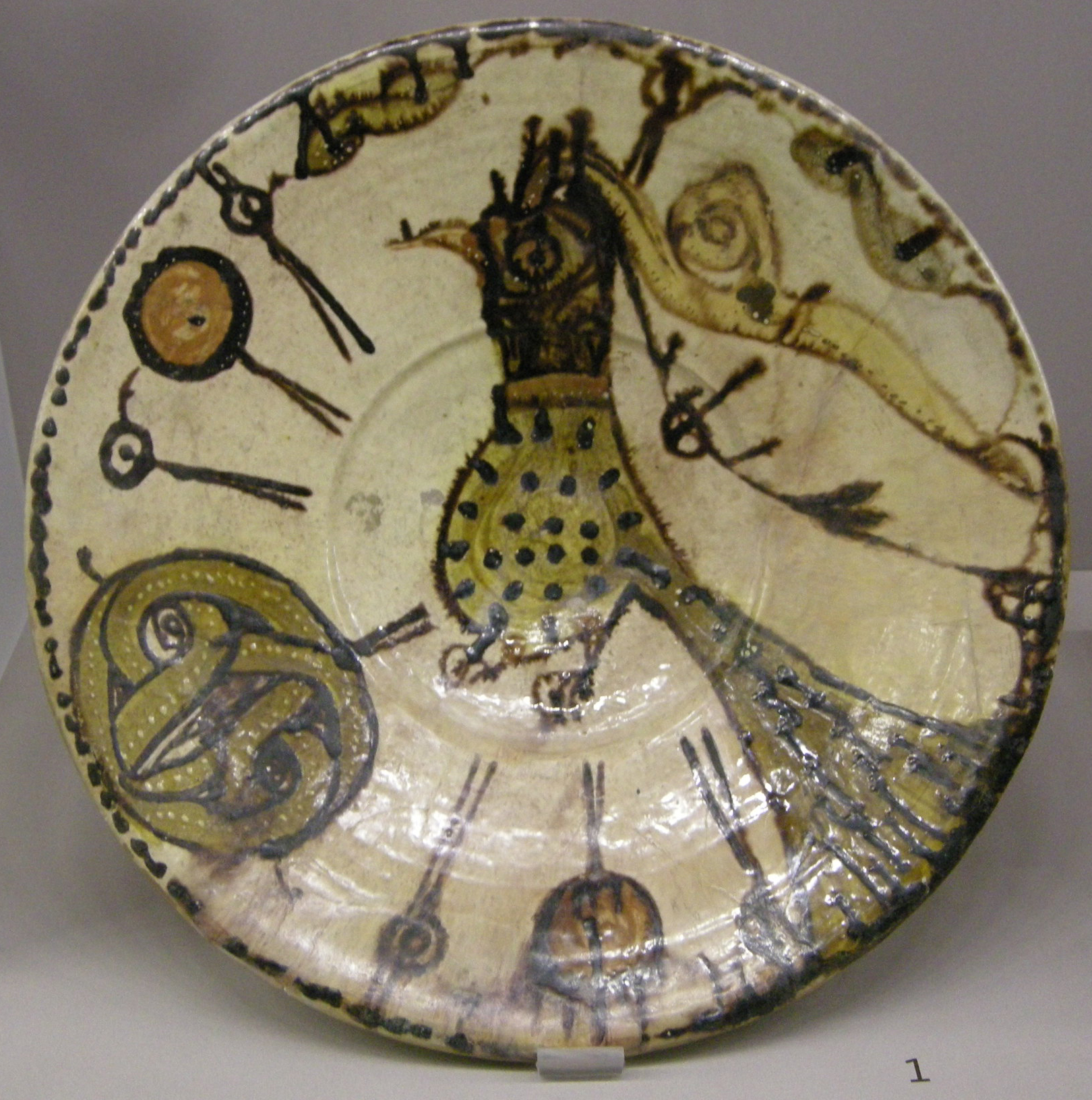
طبق أثري وجد في ساري

## المعالم السياحية الطبيعية في مازندران
تُعَد مازندران جنة الطبيعة والسياحة في إيران بسبب وجود معالم طبيعية لا تُعَد ولا تحصى مثل الغابات والبحيرات وينابيع المياه المعدنية إضافةً إلى سهول واسعة ومجموعات كبيرة ومتنوعة من المزارع وبساتين الفواكه والحمضيات وحقول الشاي والأرز وشواطئها الجميلة وفنادقها الفخمة، الجديدة منها والقديمة. وهذه أهم المعالم الطبيعية الجاذبة للسياح في المدينة:
- بحر قزوين:

ان بحر قزوين يلعب دوراً رئيسياً في مناخ السواحل الإيرانية الشمالية، ويضفي جمالاً نادراً على مدن کيلان ومازندران وکرکان. ان عرض الساحل الإيراني على بحر قزوين والممتد من مدينة آستارا وحتى مدينة کميشان ومصب نهر اترك، يتراوح بين 3 و30 کيلومتراً. ويتميز بحر قزوين بلونه الأزرق الغامق وهدوءه، اما المنظر الجنوبي للمحافظة فعبارة عن غابات کثيفة على سفوح جبال ألبرز. وتبرز قمم الجبال المغطاة بالثلوج من وراء أشجار الحمضيات ومزارع الرز. وتتميز السواحل بجمالها وشواطئها الرملية الرائعة والتي قلما يوجد لها مثيل في العالم.
- ساحل رامسر:

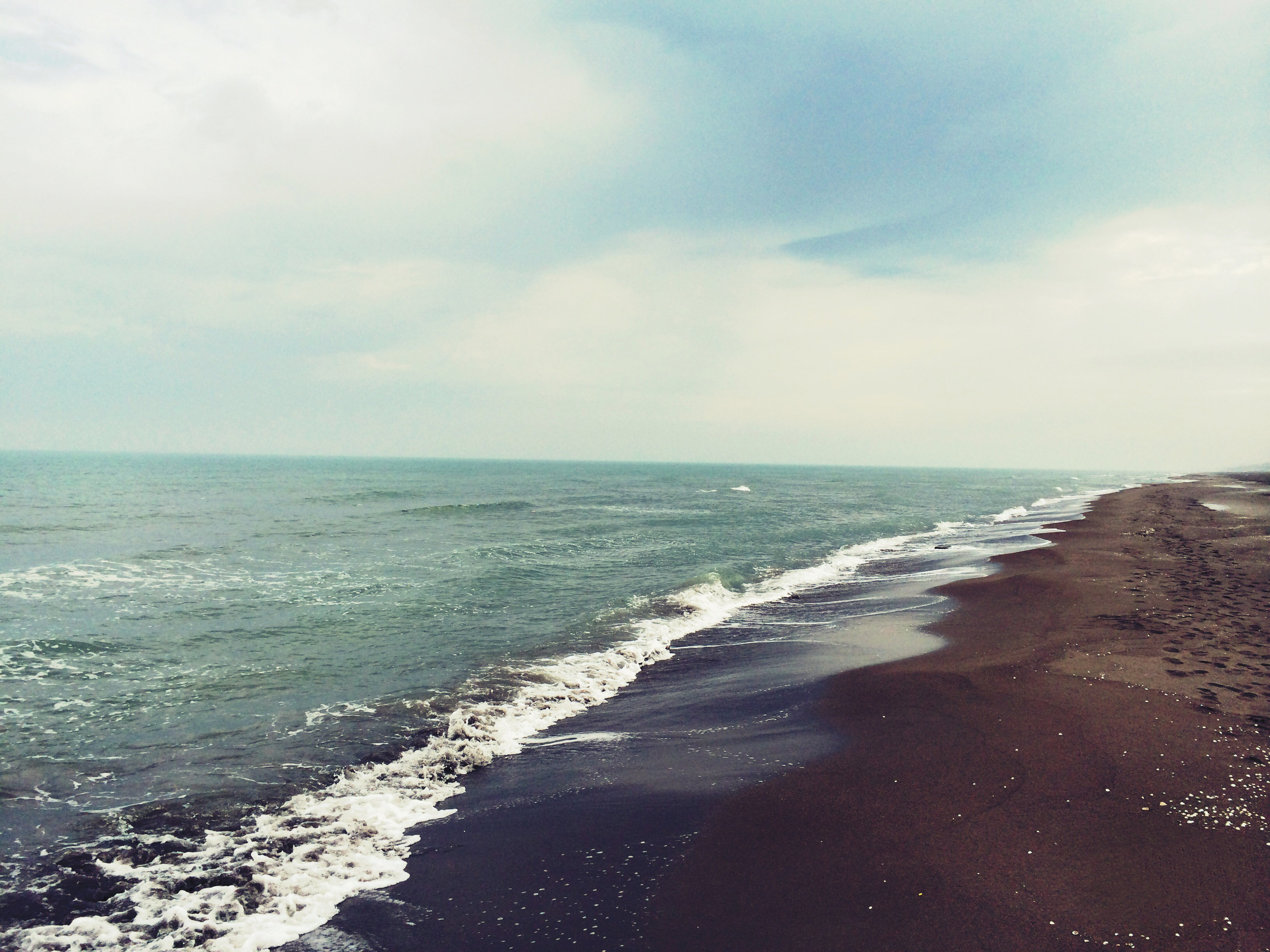
شاطىء بحر قزوين في خرمشهر

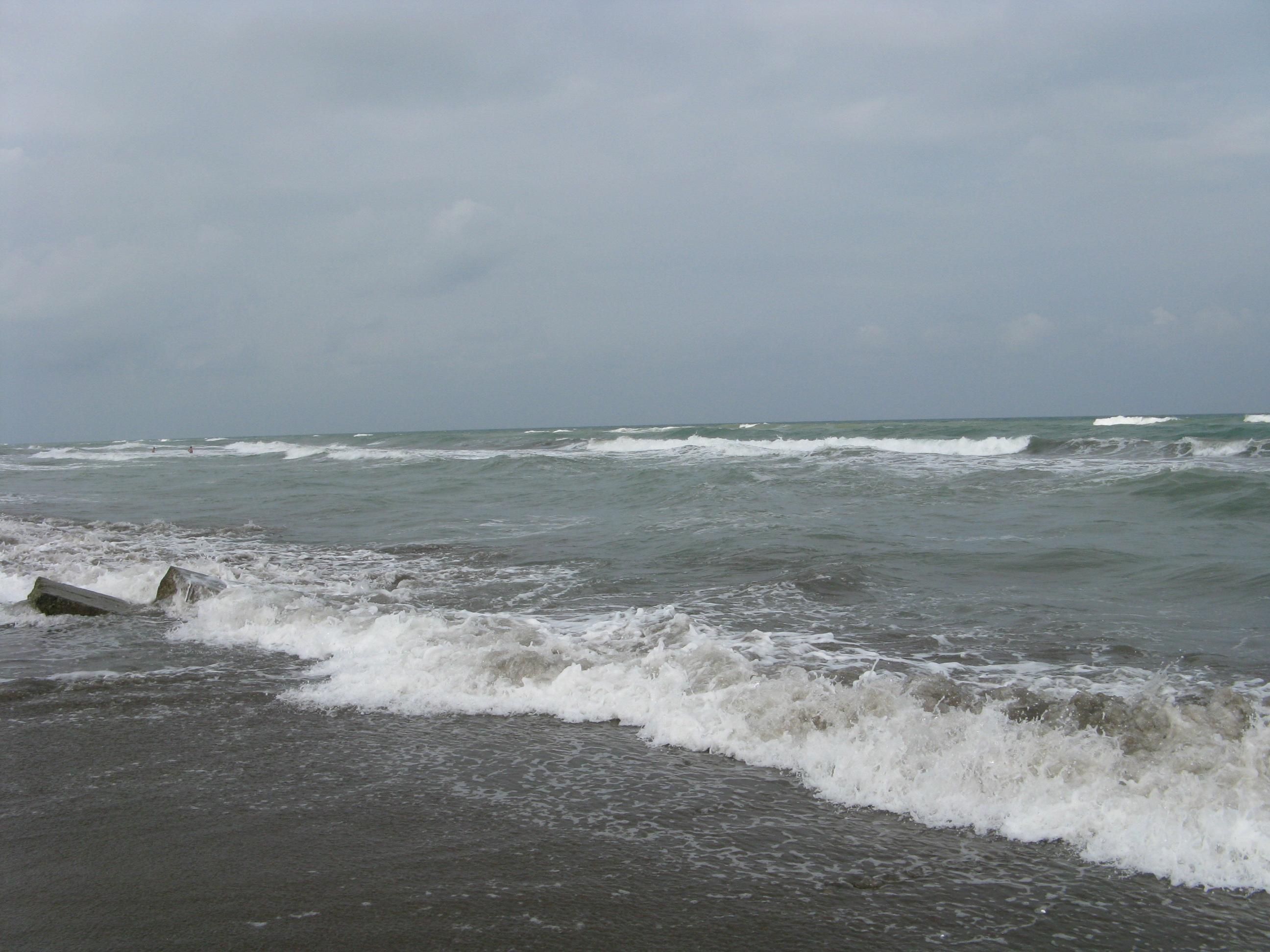
ساحل بحر قزوين في نوشهر

هذه المنطقة عبارة عن شريط ساحلي ضيق يبلغ طوله 120 کم ومساحته 2500 کيلومتر مربع. وهي إحدى أجمل السواحل التي تقع على بحر قزوين نظراً لقربها من الغابات الجبلية وانبساط أرضها. ويتراوح عرض هذا الشريط بين 3 کيلومترات في منطقة رامسر ليصل إلى 30 کم في مدينة تنکابن وبين 5 و10 کيلومترات في مدينتي نوشهر وجالوس. وتشهد المنطقة زحاماً شديداً خاصةً في العطلات وفصل الصيف نظراً لقربها عن طهران، لذلك تتوفر کافة الخدمات اللازمة من فنادق ووسائل الترفيه والتسلية. وتتميز مدينة رامسر بوجود عدد من ينابيع المياه المعدنية هي سلسلة من الينابيع التي تحتوي على الکبريت والبيکربونات. ومن بينها ينابيع جواهرده، کتالم، سادات محله.
- الحديقة التأريخية:

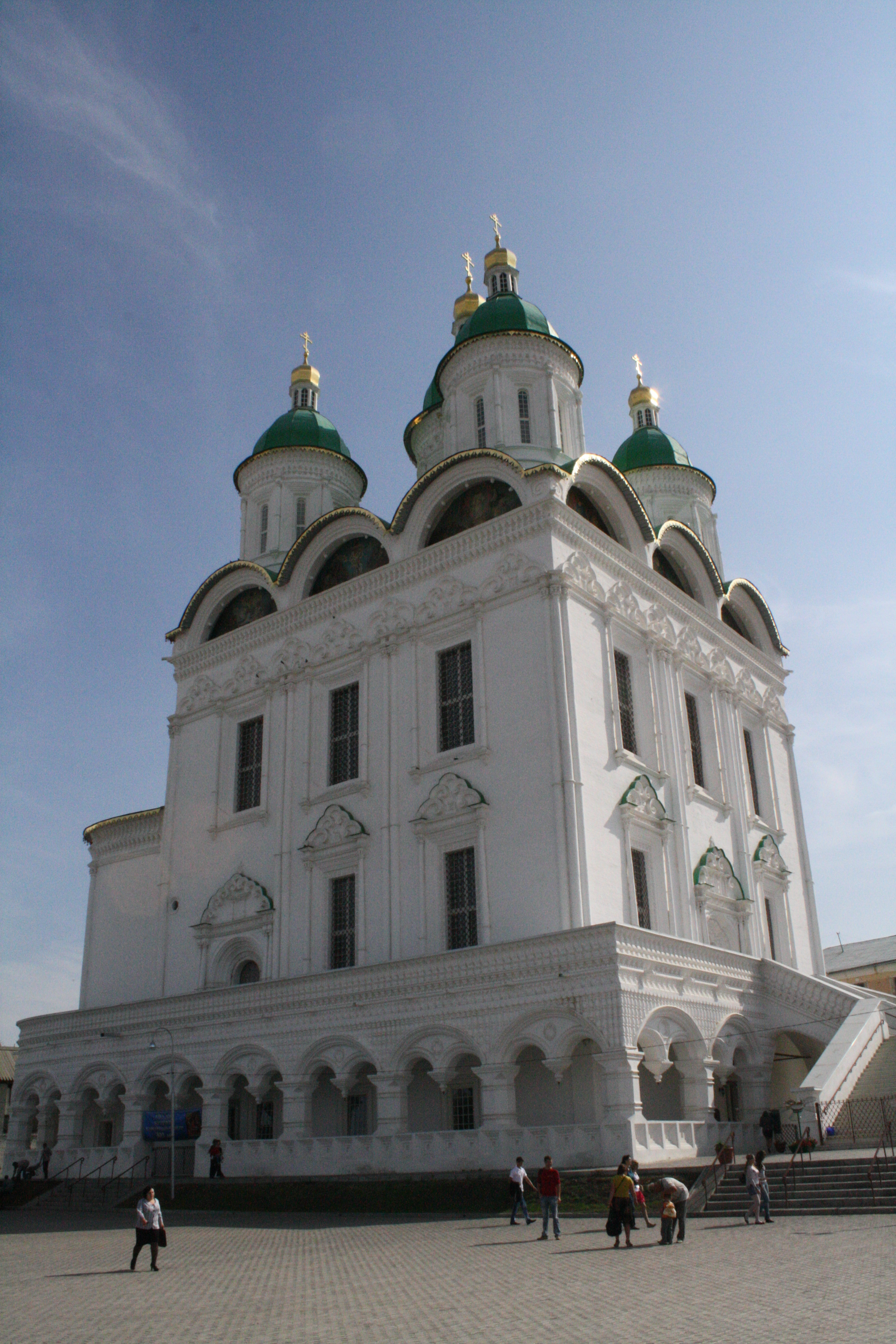
معالم رامسر

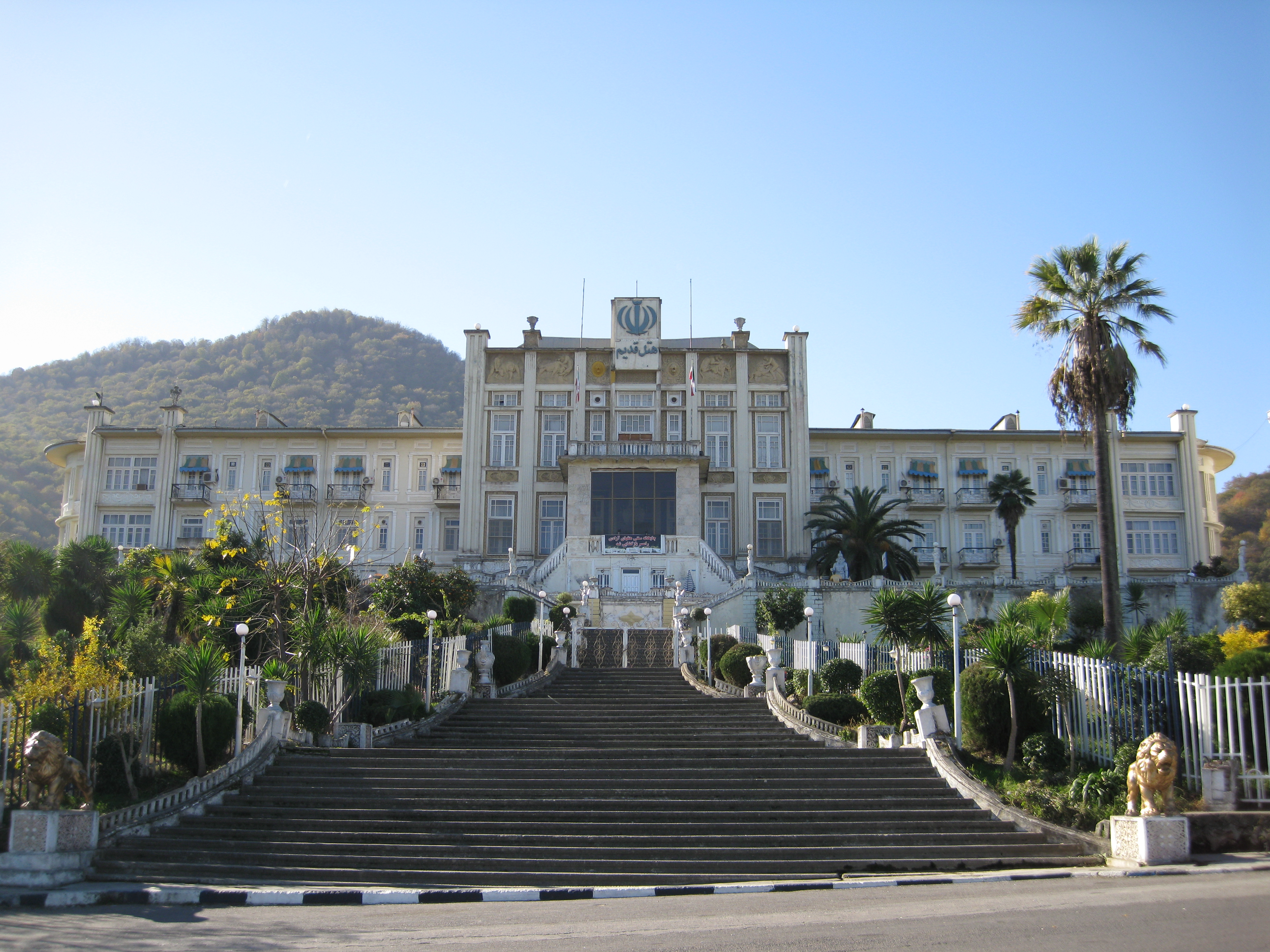
الفندق القديم في رامسر

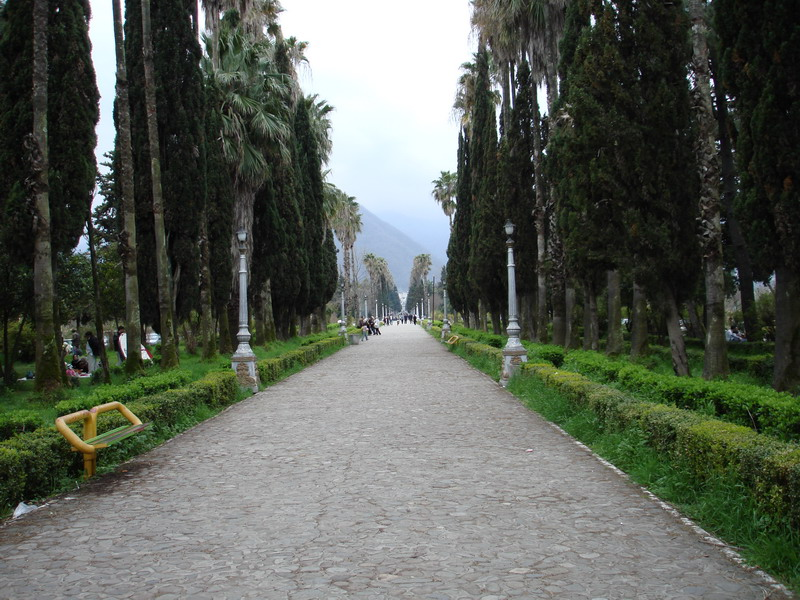
الشارع المقابل لفنادق رامسر

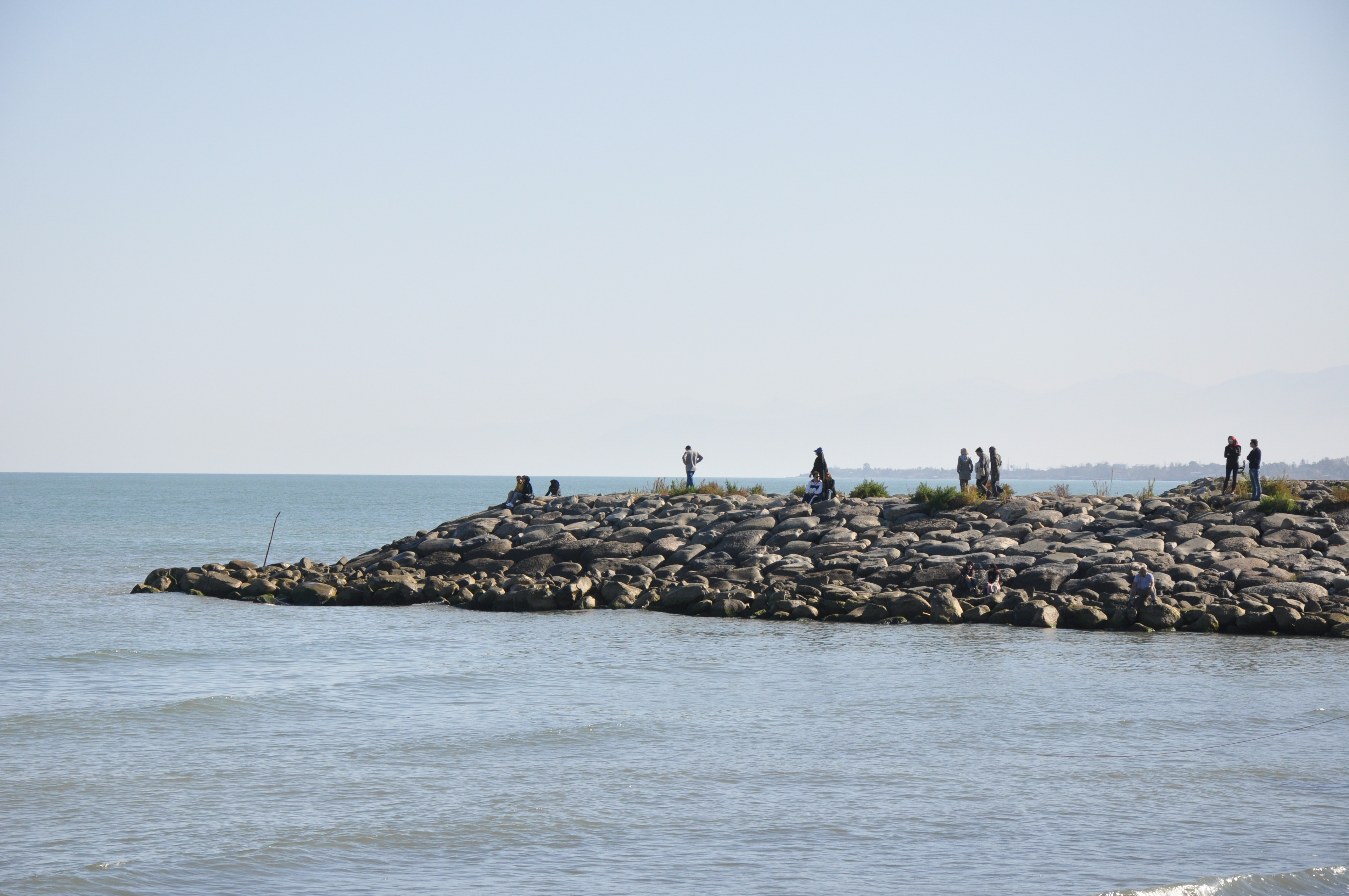
ساحل رامسر

ان الحديقة التأريخية في رامسر ومنشآتها قد تم تسجيلها ضمن التراث الوطني في إيران. تبلغ مساحة هذه الحديقة 60 الف متر مربع. ان مبنى الحديقة جميل للغاية ويعود بناءه إلى عصر الملك البهلوي الأول، ويشمل البناء على طابق واحد بشکل مستطيل وبمساحة 600 متر مربع.
- الغابات والبساتين والحدائق الطبيعية:

توجد بعض المواقع التي تتوفر فيها خدمات کالماء والکهرباء والمطاعم ودورات مياه وملاجيء للمبيت. وبعض هذه الغابات والحدائق تحتوي على حيوانات برية محمية، بإمکان المسافرين والسياح التنزه فيها. ومن بين هذه  الغابات هي:
غابة سي سنکان
هذه الغابة تشبه غابة نور من حيث الخدمات المتوفرة بها، ويوجد بها أشجار الصفصاف بوفرة. کما انها قريبة من بجر قزوين لذلك فهي تشهد زحاماً شديداً من قبل السياح والمسافرين وأهالي المنطقة.
غابة جالوس
هذه الغابة تقع على مسافة 7 کم من مدينة جالوس باتجاه طهران. کما ان نهر جالوس يمر بجوارها. وقد تم إنشاء معسکر للتخييم في الغابة تتوفر فيها کافة الوسائل اللازمة لإقامة ومبيت المسافرين والسياح.
غابة وحديقة نمك آبرود
تبلغ مساحة هذه الغابة اکثر من 200 هکتار وتحتوي على أشجار برية کثيفة ومتنوعة مثل الصفصاف والبلوط والتوسکا والافرا، ويبلغ عمر بعض أشجار الصفاف أکثر من 700 سنة. ان طبيعة غابة نمك آبرود تُعتبَر عذراء وبکر، وقد تم المحافظة على هذه الطبيعة لکي لاتتعرض إلى عمليات التحديث.
- جبل دماوند:

من أشهر جبال إيران ومن أروع وأجمل المعالم الطبيعية في شمال إيران بمحافظة مازندران وبالقرب من عاصمة إيران مدينة طهران، جبل دماوند البالغ ارتفاعه إلى أكثر من 5610 حيث يُعتبَر أعلى قمة ليس فقط بين قمم جبال ألبرز الشامخة في إيران بل بين جميع القمم المتوفرة في الشرق الأوسط وهذه تجعله حلماً جميلاً وفخراً كبيراً لأي متسلق للجبال في موسم التسلق أي من يونيو إلى سسبتمبر كما تجعل الثلوج ترافقه ولا تفارقه أبداً كحلة بيضاء تزيد من جماله وروعته بحيث تتمكنون من رؤيته من بعيد خلال يوم تكون السماء صافية.
هناك المعالم الطبيعية الفريدة في نوعها في جبل دماوند وهذه تمنحه مكانة سياحية متميزة وتبدّله إلى محطة مثالية للسياح من أرجاء العالم منها سفوح مخضرة وعيون وأنهار جارية مثل نهر تلخ رود أو ينابيع المياه الساخنة والمعدنية العلاجية مثل نبع لاريجان على ضفة نهر هراز في جنوب الجبل فضلاً عن وجود الثلاجات الطبيعية ذات مناظر لطيفة وأيضاً شلال يخي أي (الثلجي) من أروع شلالات إيران للمزيد من المتعة والأوقات المفعمة بالهدوء وفي القرب من قمة دماوند يمكن زيارة سهل وبحيرة لار التي تُعتبَر من معالم مازندران الطبيعية الموصى بها أو سهل شقائق النعمان من أجمل سهول إيران خلال فصلي الربيع والصيف.
- هضبة كلار:

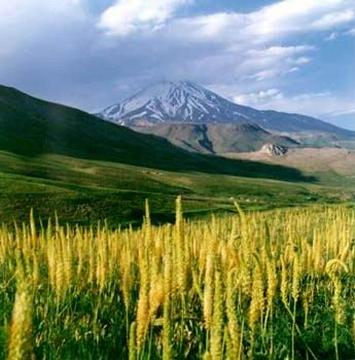
سفح جبل دماوند

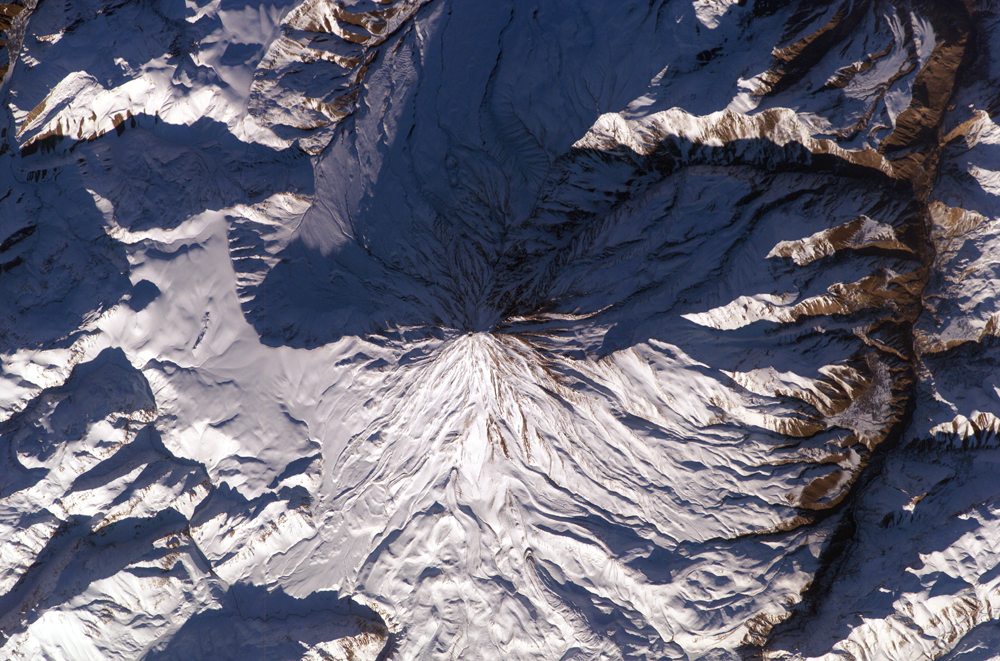
قمة صدع جبل دماوند في الفضاء

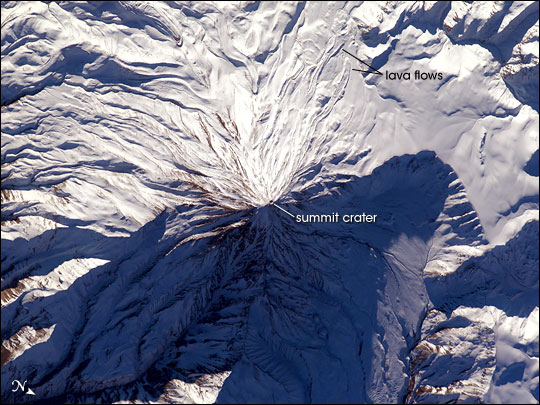
دماوند من الفضاء

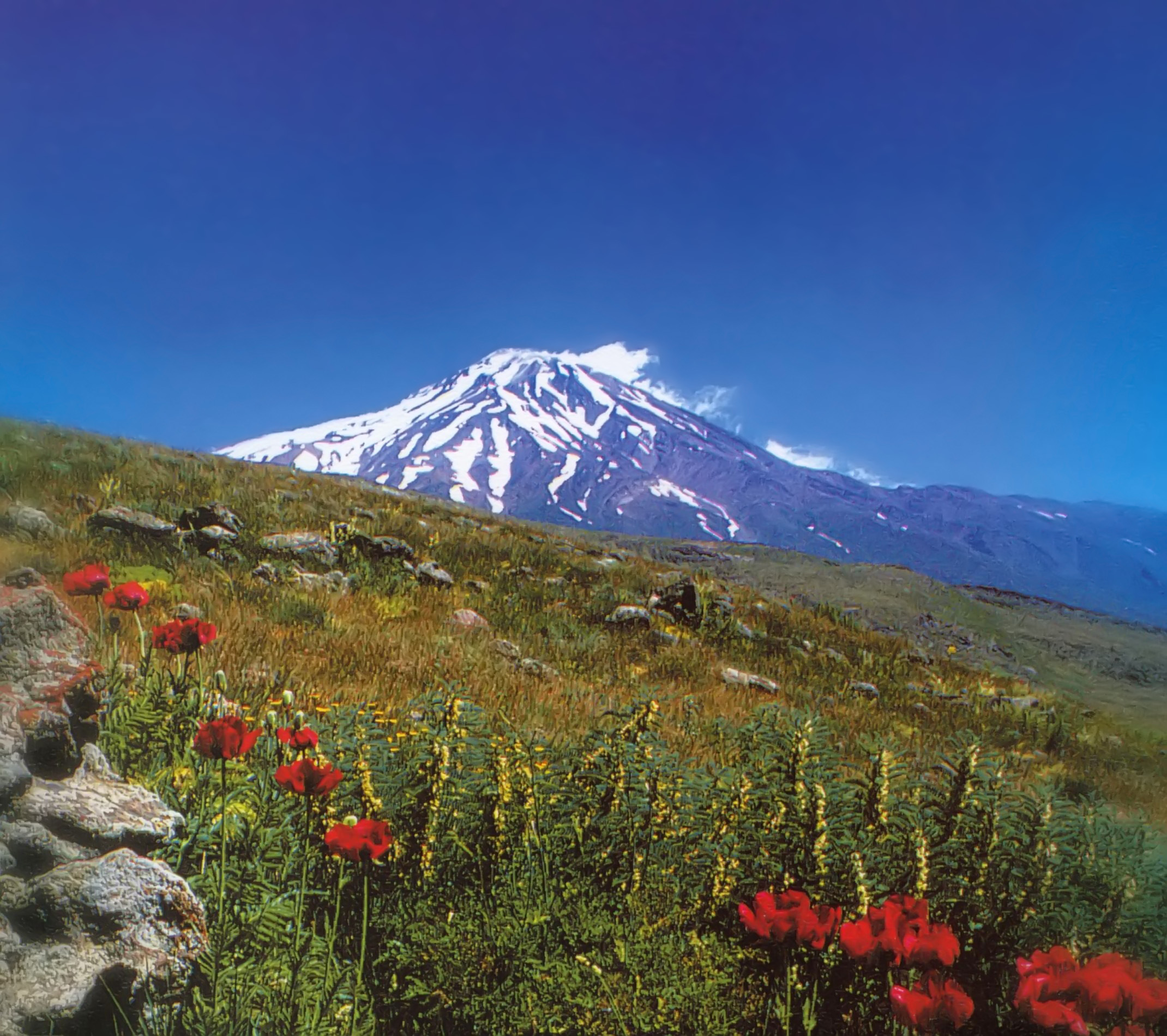
جبل دماوند

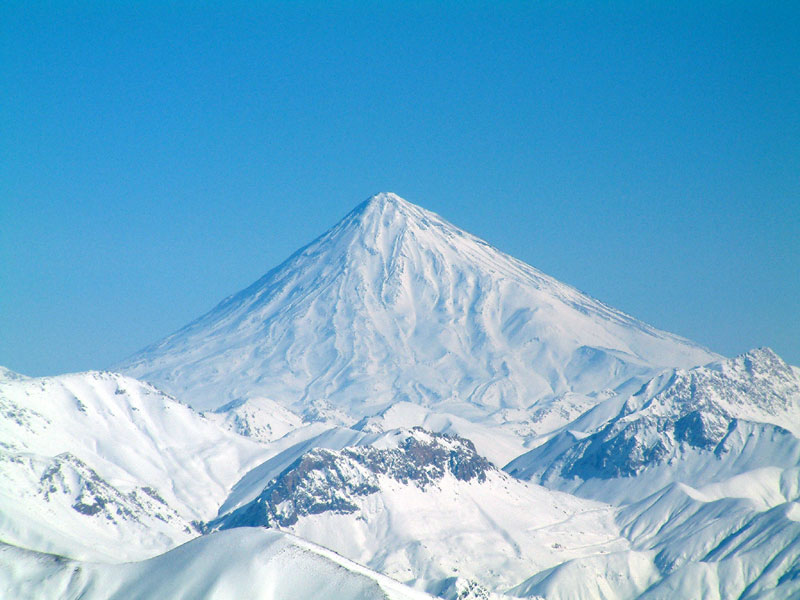
دماوند في الشتاء

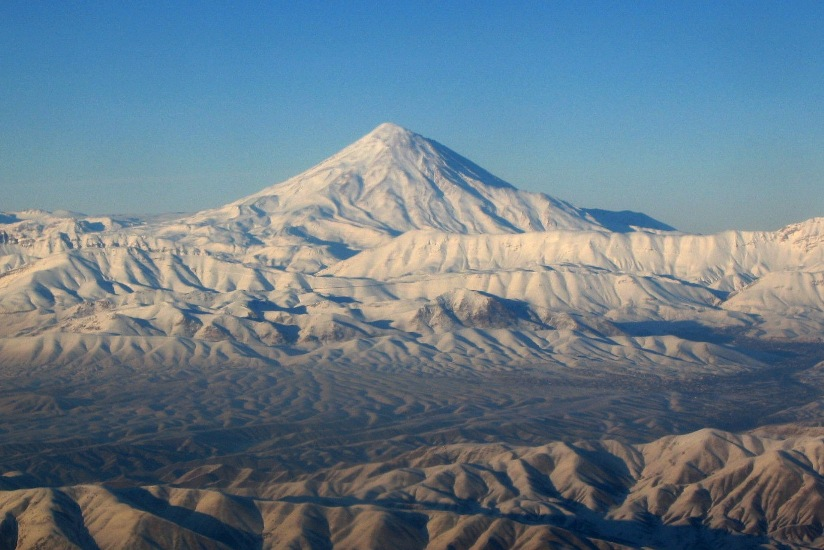
جبل دماوند

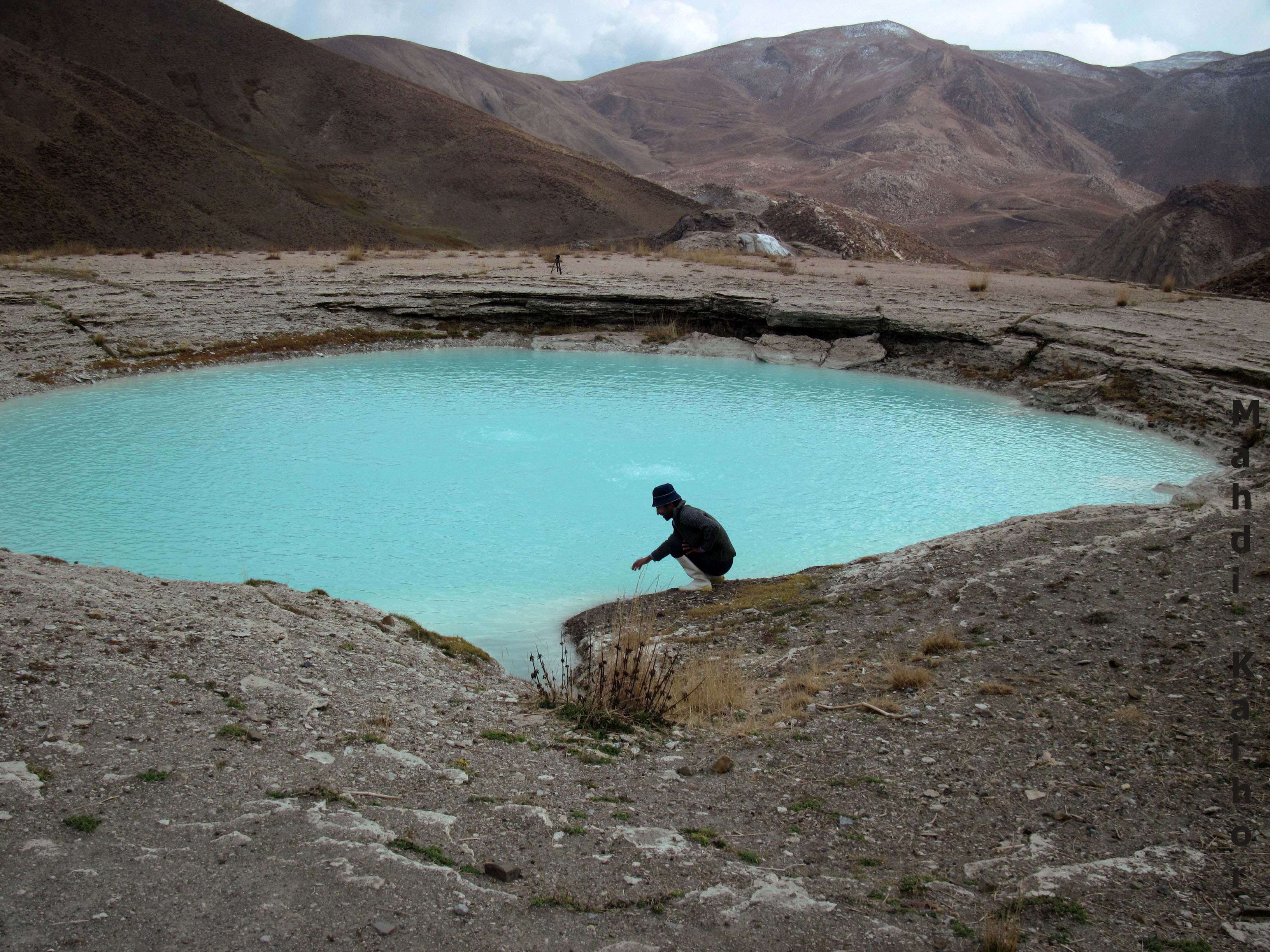
تشيشمي ديو أساياب مياه معدنية

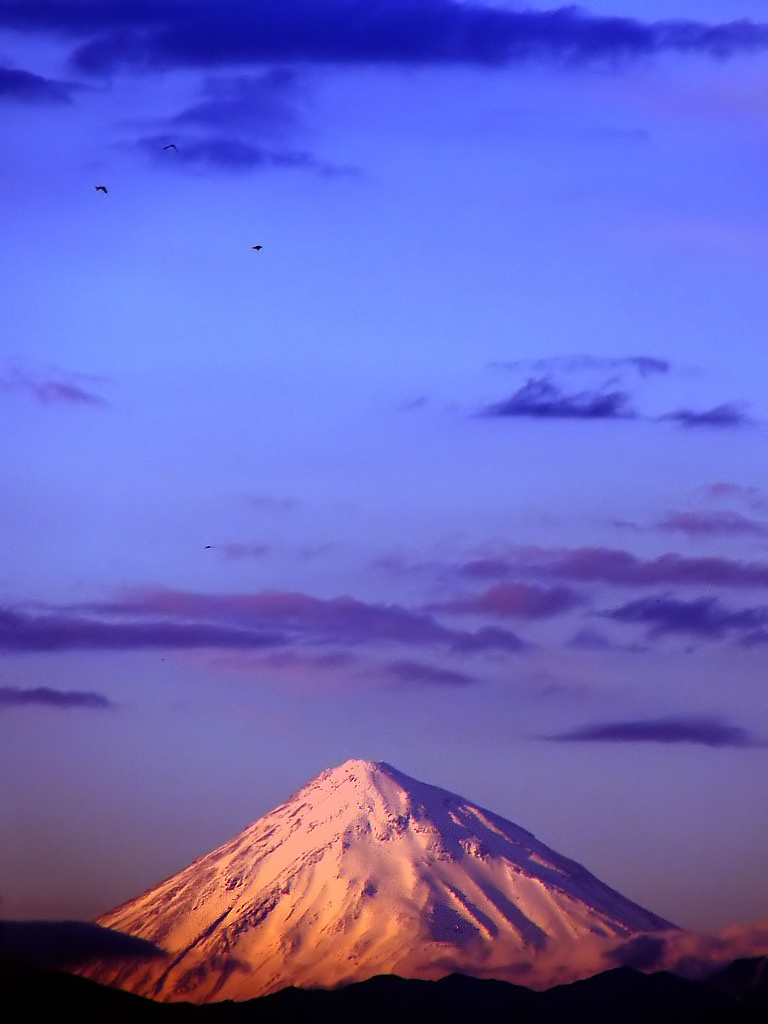
شرق جبل دماوند في شهر أكتوبر

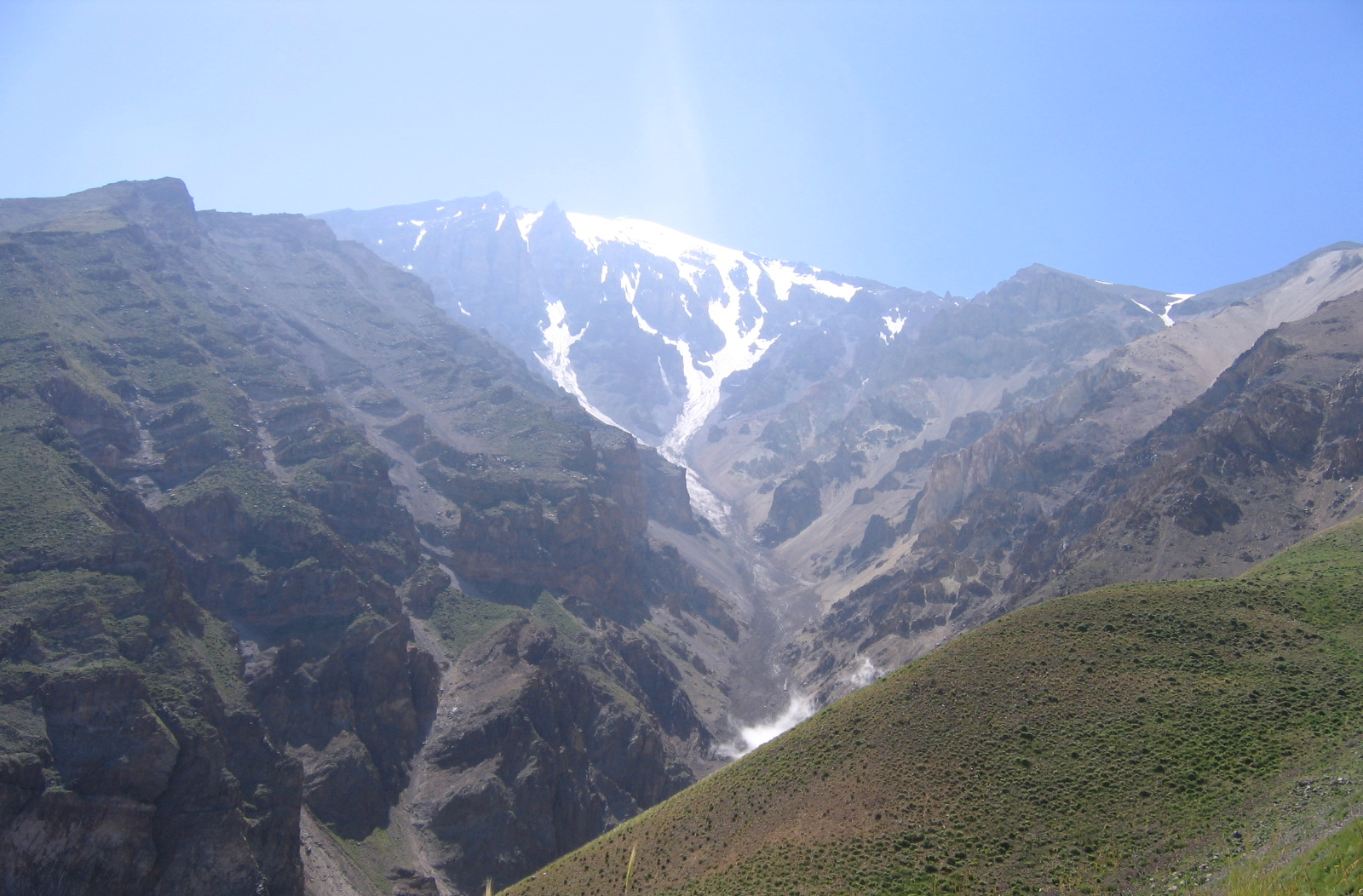
جبل دماوند

تقع هذه الهضبة الأثرية التابعة لكلاردشت في ضواحي هذه المدينة. وهي من الجاذبيات السياحية والمعالم الأثرية لكلاردشت. لعبت هذه الهضبة التاريخية دوراً أساسياً في الكشف عما يجول في أذهان علماء الآثار من تساؤلات وغموض فيما يخص المنطقة الجنوبية لسواحل بحر قزوين، مما جعلهم يسمونها «جنة المنقبين عن الآثار».
- ينابيع المياه المعدنية:

يبلغ عدد الينابيع في مازندران إلى مئات أغلبها موجودة في أقضية رامسر وتنکابن وجالوس ونوشهر وآمل وبابُل وساري وبهشهر. والينابيع المذکورة أعلاه، تقع على السفوح المرکزية لسلسلة جبال البرز والبرکان الخامد دماوند. وهي ينابيع ساخنة ونتيجة للنشاط  البرکاني لسلسلة جبال البرز في باطن الأرض. لذلك فإن هذه الينابيع تتمتع بمواصفات خاصة مفيدة لمعالجة بعض الأمراض الروماتيزمية والجلدية. توجد العديد من الينابيع المعدنية في محافظة مازندران، بعضها يُستَخدَم لتأمين مياه الأراضي الزراعية لوفرة المياه فيها، والبعض الآخر يُستَخدَم للمعالجة من الأمراض المختلفة. ان اکثر المناطق التي تحتوي على الينابيع هي: (جنب رودبار) و (اشکورات) و (دوهزار) و (سه هزار) و (کلاردشت) و (بلدة) و (کجور) و (لار) و (لاريجان) و (کلوکاه) و (آلادشت) و (سواد کوه) و (کياسر) وغابات (نکا) وبهشهر. اما أشهر هذه العيون المعدنية فهي ينابيع باداب سورت:
 هي عبارة عن مجموعة من عيون المياه المعدنية شمال إيران، والتي تُعتبَر ثاني أكبر ينبوع ماء مالح في العالم بعد ينبوع باموك كاله في تركيا، وتُعتبَر هذه الينابيع عبارة عن طبقات من المياه المالحة التي كَوَّنت ترسبات من الملح والحديد والمعادن على سفوح الجبل عبر آلاف السنين. تنبع هذه الينابيع على شكل قطرات من صخور بلورية متدرجة على شكل طبقات مسطحة تتدرج نحو الأعلى،  وعند السير عليها نحو الأعلى تكون هذه العيون برتقالية اللون لكن حين الاستدارة نحو الخلف نجد ان الأرض والمياه التي تقع في الأسفل لونها يتراوح بين الأخضر والأزرق ان هذا الأختلاف في الألوان يعود إلى اختلاف حموضة الماء وانخفاض ملوحته تدريجياً حتى يصل إلى طعمه المتعادل. هذه الينابيع هي ثاني أثر طبيعي في إيران بعد جبل دماوند تم تسجيلها ضمن قائمة آثار التراث الطبيعي الوطني الإيراني عام 1998م. يبلغ ارتفاع هذه الينابيع 1841 متراً عن سطح البحر.
▪ان مجموعة باداب سورت تتكون من جزئين أو (مكانين) رئيسيين هما عين الماء المالحة والحامضة وبالإضافة إلى ذلك  لاتقتصر هذه المجموعة الطبيعية على هذين المكانين بل يوجد مكان آخر باسم باداب سورت الصغير، والذي يشتهر بشورسر.
- بحيرة ولشت:

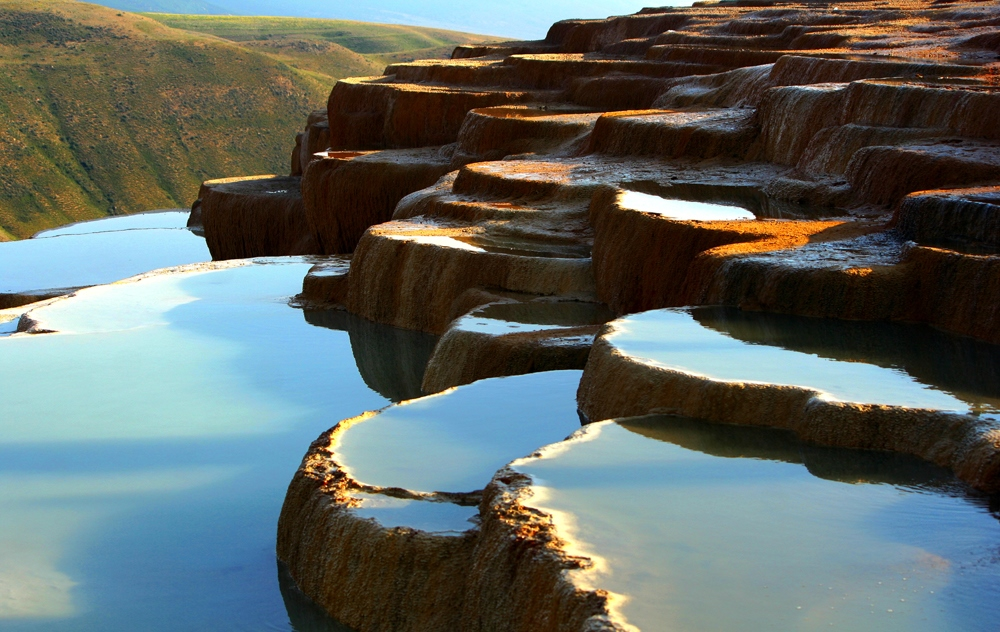
ينابيع باداب سورت، ثاني أكبر ينبوع ماء مالح في العالم

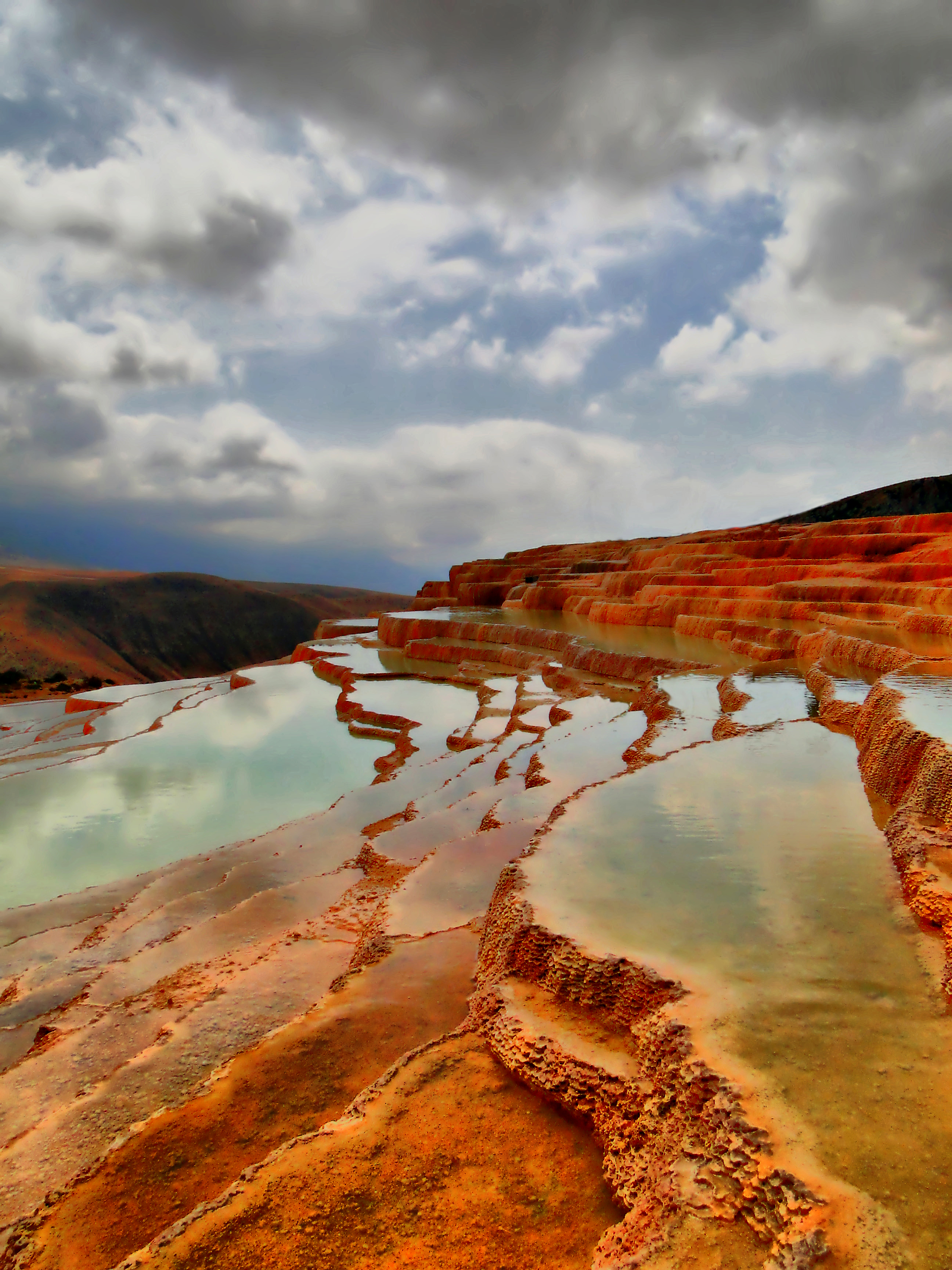

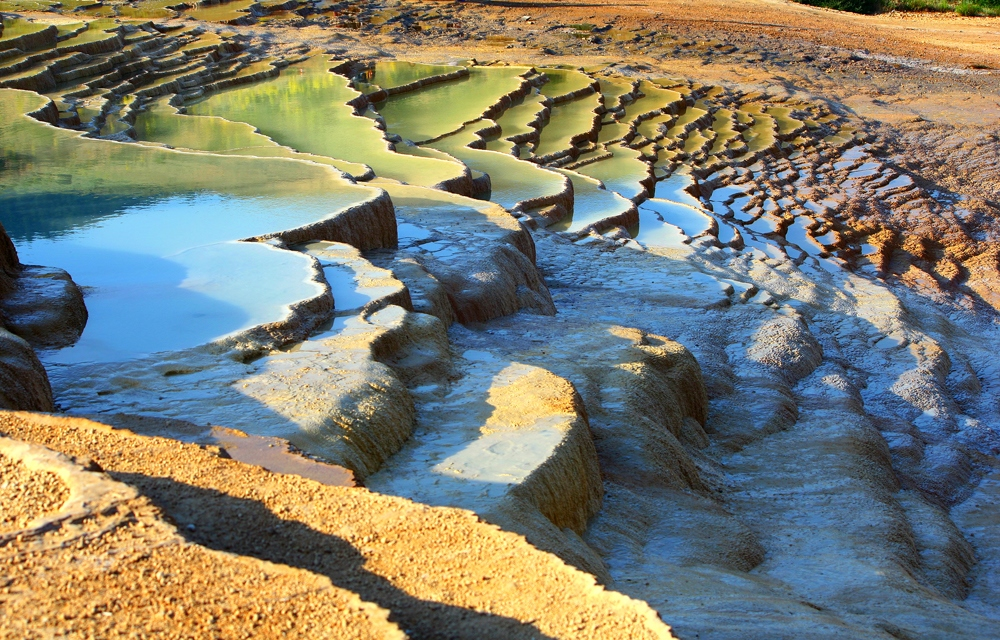
باداب سورت ثاني أكبر ينبوع ماء مالح في العالم

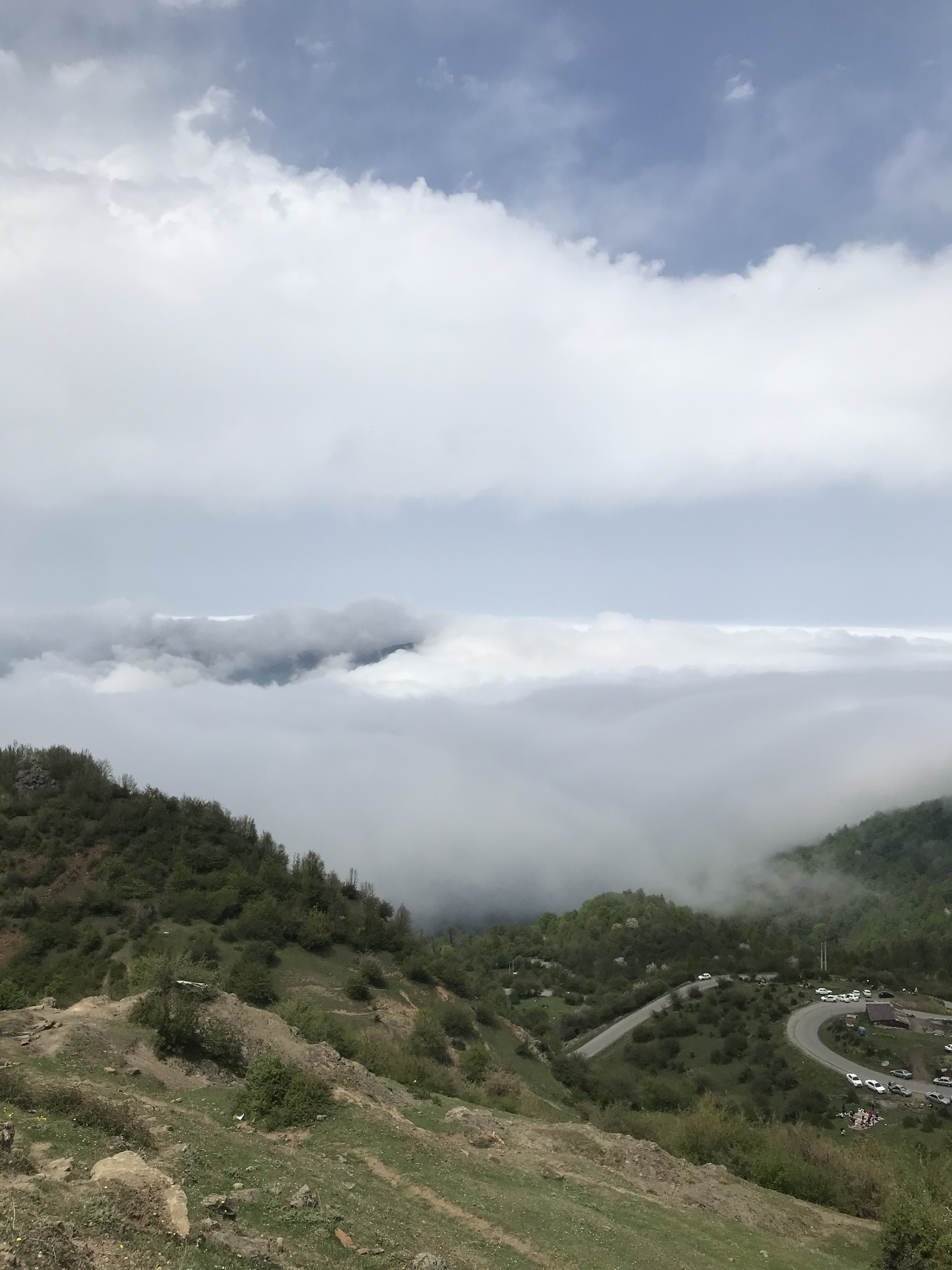
مرتفعات غابات أمل

هي من أهم البحيرات الطبيعية ذات المياه العذبة في إيران والتي تتدفق مياهها من العيون الجوفية، حيث تُعَد واحدة من عشر بحيرات ماء عذب في البلاد. تبلغ مساحة هذه البحيرة 150 ألف متر مربع وبعمق 20 متر، ويُقَّدَر منسوب المياه فيها حوالي ثلاثة ملايين متر مكعب. تقع هذه البحيرة في عمق التلال الشرقية لمدينة كلاردشت بالقرب من قرية سما. ولعذوبة مياهها تُعتبَر البحيرة مكاناً ملائماً للطيور المهاجرة وكذلك الأسماك وسائر المائيات.
- كلاردشت:

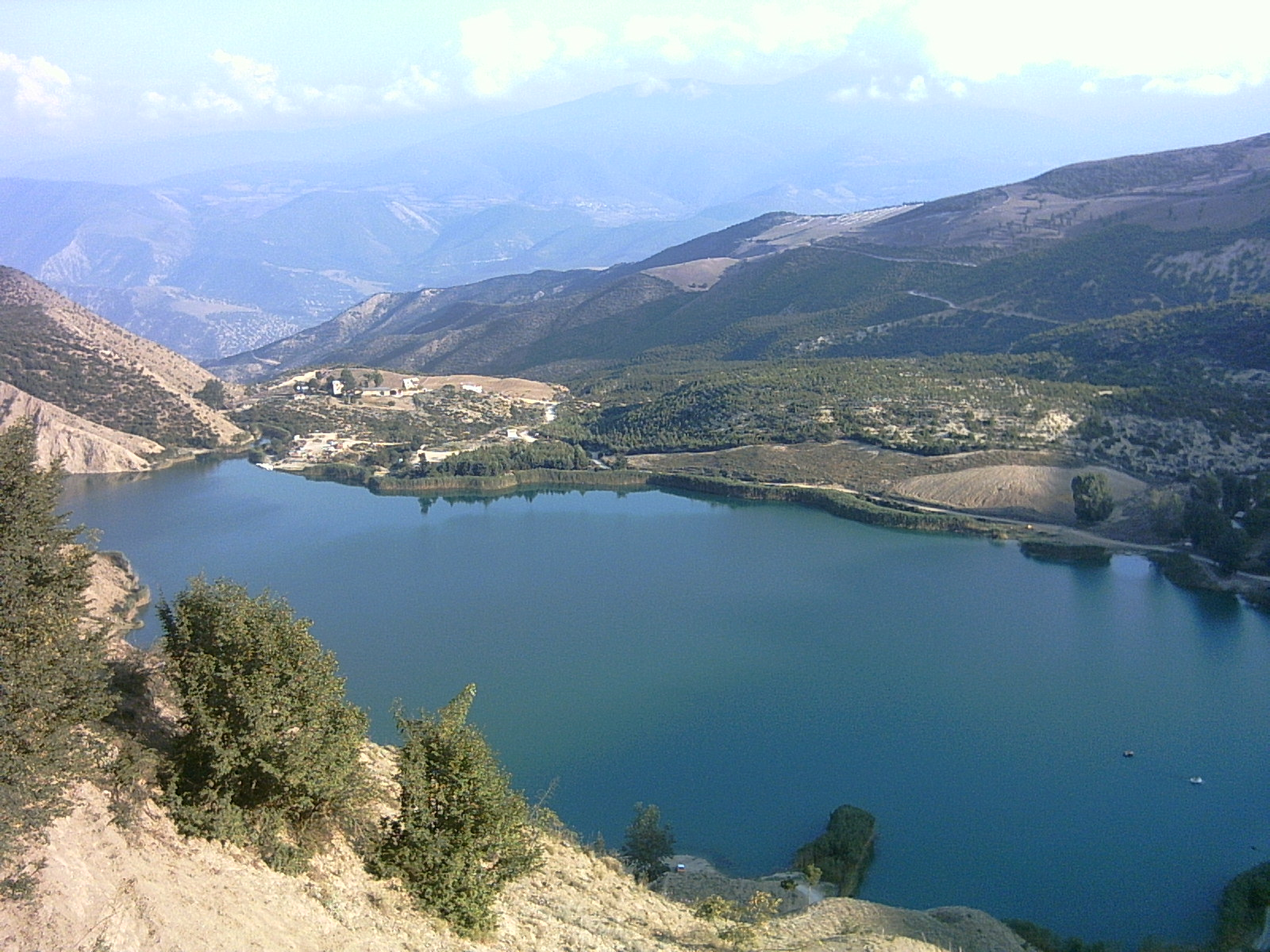
بحيرة ولشت في كلاردشت بمازندران

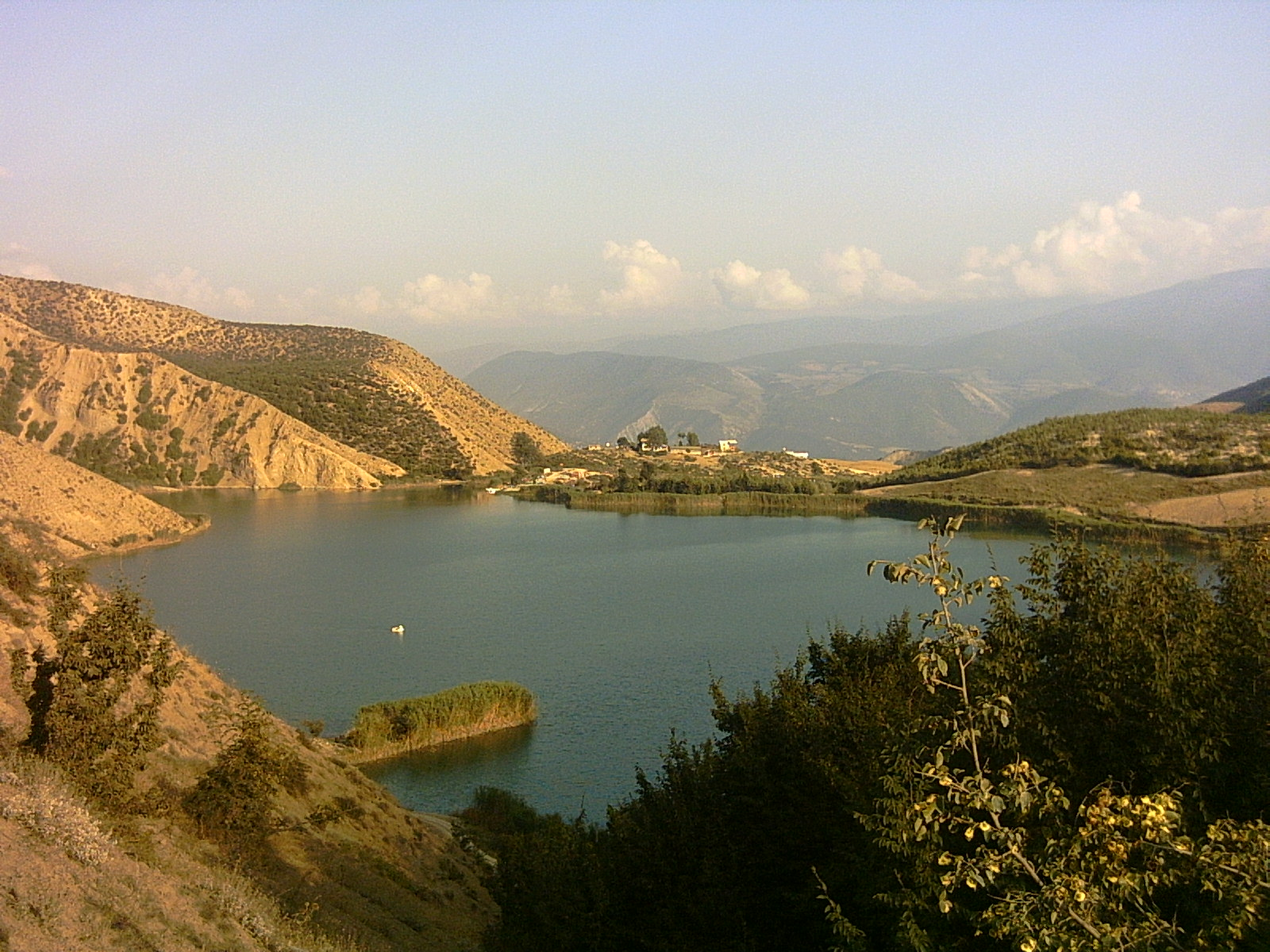
بحيرة ولشت الطبيعية في كلاردشت

تقع جنوب غرب جالوس في غابة مرتفعة ومناخ معتدل وجميل جداً، وتُعرَف هذه المنطقة بـ (جنة إيران). ويتحدث أهالي کلاردشت باللغة المازندرانية (وهي إحدى اللهجات الفارسية) وقد أدت تنقيبات علماء الآثار إلى اکتشاف إناء کلاردشت الذهبي، ويعود تاريخه إلى 4000 سنة قبل الميلاد. ان المناخ المعتدل لمنطقة کلاردشت بالإضافة إلى مجاورتها للبحر من ناحية وللمرتفعات الجبلية من ناحية أخرى فإنها أصبحت مزدهرة. تقع کلاردشت في الطريق إلى جبل علم کوه، وتتميز المنطقة بمساحاتها الخضراء وينابيعها المتعددة. کما ان هندسة البناء هو مزيج بين الطراز المحلي والحديث. لذلك أصبحت کلاردشت منطقة سياحية واستراحة فريدة.
- قرية لاويج:

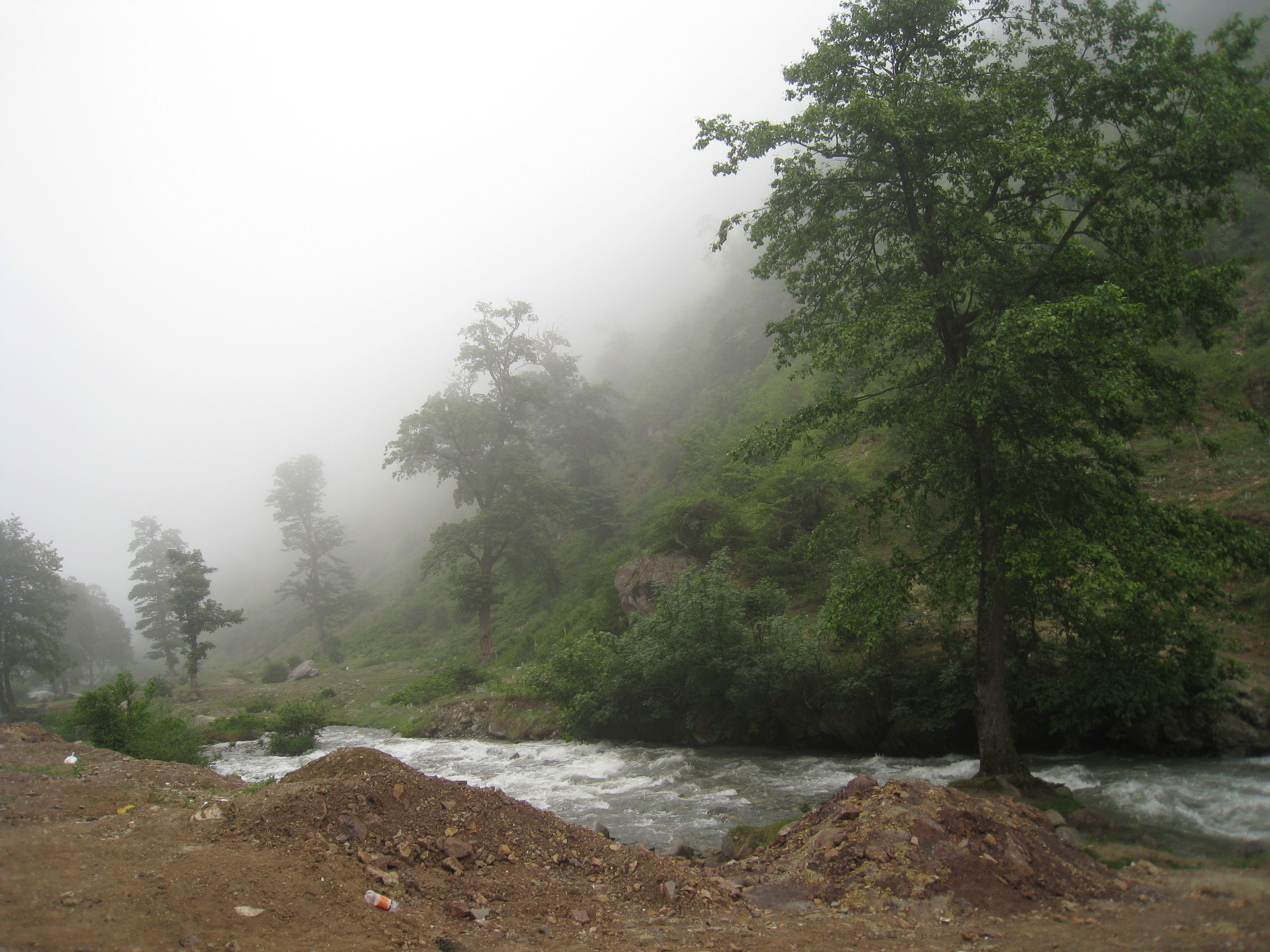
الطبيعية في كلاردشت

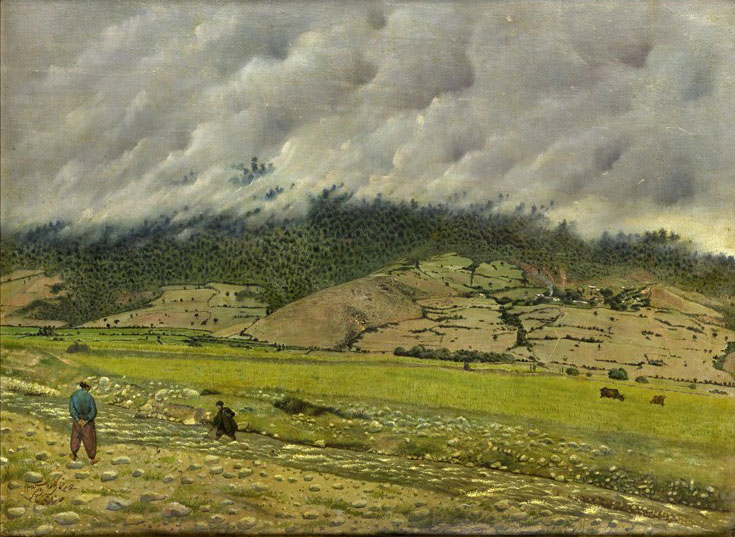
كمال الملك في كلاردشت

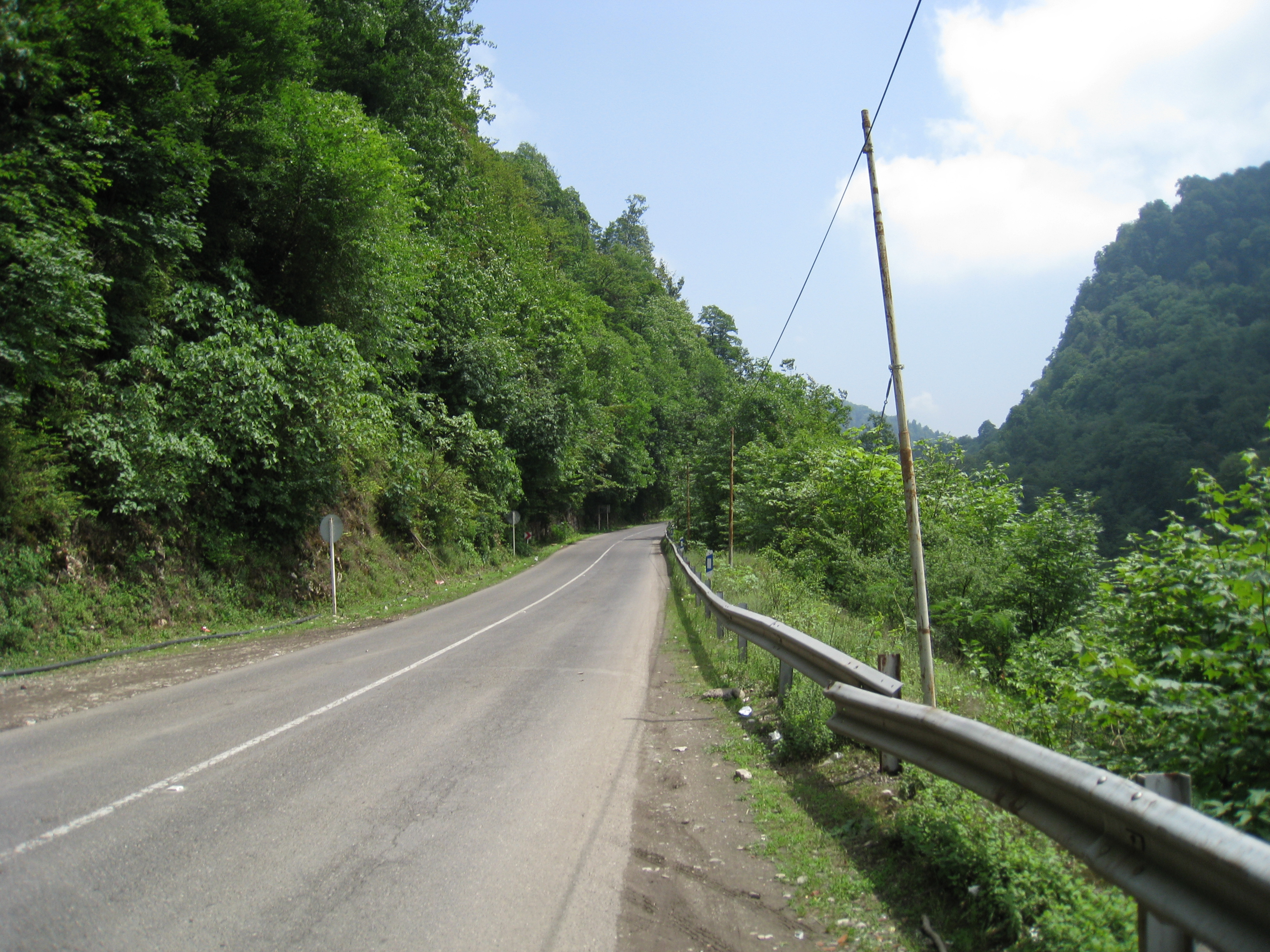
طريق كلاردشت إلى عباس آباد

تبعد قرية لاويج عن مدينة نور بمحافظة مازندران 35 كيلومتراً وهي قرية أثرية مجهولة تروي حكايات وقصصاً عن تاريخها القديم وتقع علی سفوح جبال البرز وتحيطها الغابات والأنهار والشلالات وعدة ينابيع من المياه المعدنية العذبة. هذه القرية التي كانت ومازالت تنبض بالحياة تبدو وكأنها قلعة طبيعية عظيمة، الأمر الذي جعلها موضع اهتمام الولاة والحكام والأمراء في غابر العصور والقرون، حيث اتخذوا منها مكاناً لأخذ الراحة، فيها أو الهروب والنجاة من الأعداء والغزاة. التاريخ غير المدون لقرية لاويج يعود إلى العصر الساساني وحتى ما قبله. بقايا الأطلال والخرب العدّة والمقابر والمكتشفات الأثرية وغيرها من الأشياء التاريخية، كل ذلك يحكي جذور هذه القرية الضاربة في عمق التاريخ التليد، ما يرسم لنا ولو بقليل الامتدادات التاريخية للحياة البشرية في هذه المنطقة. فضلاً عن وجود قبور قديمة في القرية، هناك من علماء الآثار من يرون احتمال وجود معبد نار قديم على هضاب القرية. كما يقول أهالي لاويج أنه تم العثور على أشياء أثرية أثناء عمليات التنقيب التي أجريت في القرية، بما فيها مسكوكات تعود إلى العهد الساساني وكذلك حلى ذهبية وفضية تتضمن قلائد وأساور وأقراطاً وسيوفاً وما إلى ذلك. كان أهالي القرية يبنون بيوتهم في غابر الأيام من المواد الإنشائية الطبيعية المتوفرة فيما حولهم. البيوت تقع بالقرب من بعضها البعض، ولا يفصلها أي سياج أو جدار، ما يؤشر على عمق الأواصر العاطفية والعائلية التي كانت تسود القرية منذ القديم. من الجاذبيات الطبيعية الأخرى لقرية لاويج، وجود أشجار كثيفة ومتشابكة أغصانها في غابات يبلغ ارتفاعها 2500 متر عن سطح البحر. ومن الأشجار التي تطالعنا في لاويج، أشجار الزان التي ترمز إلى الفترات التاريخية القديمة للغابات الهيركانية والتي تعود إلى ما قبل ملايين السنين. شلال لاويج هو إحدى شلالات محافظة مازندران شمال إيران ولا يوجد سائح يزور هذه القرية السياحية إلا ويزور هذا الشلال. أما ينابيع ماء لاويج المعدنية الساخنة فتقع على سفوح جبال لاويج الشرقية، حيث تفور المياه من جوف الأرض. هذه المياه ونظراً لأنها تضم العناصر المعدنية والكبريتية الغزيرة، لها فوائد طبية وعلاجية للالتهابات الجلدية وآلام المفاصل وأوجاع الظهر والأقدام، الأمر الذي ساعد على اجتذاب عدد كبير من السياح في جميع فصول السنة، ناهيك عن أن القرية توفر إمكانيات ومرافق خدمية جيدة للسياح من أجل الإقامة والاستفادة من مياهها المعدنية الساخنة.

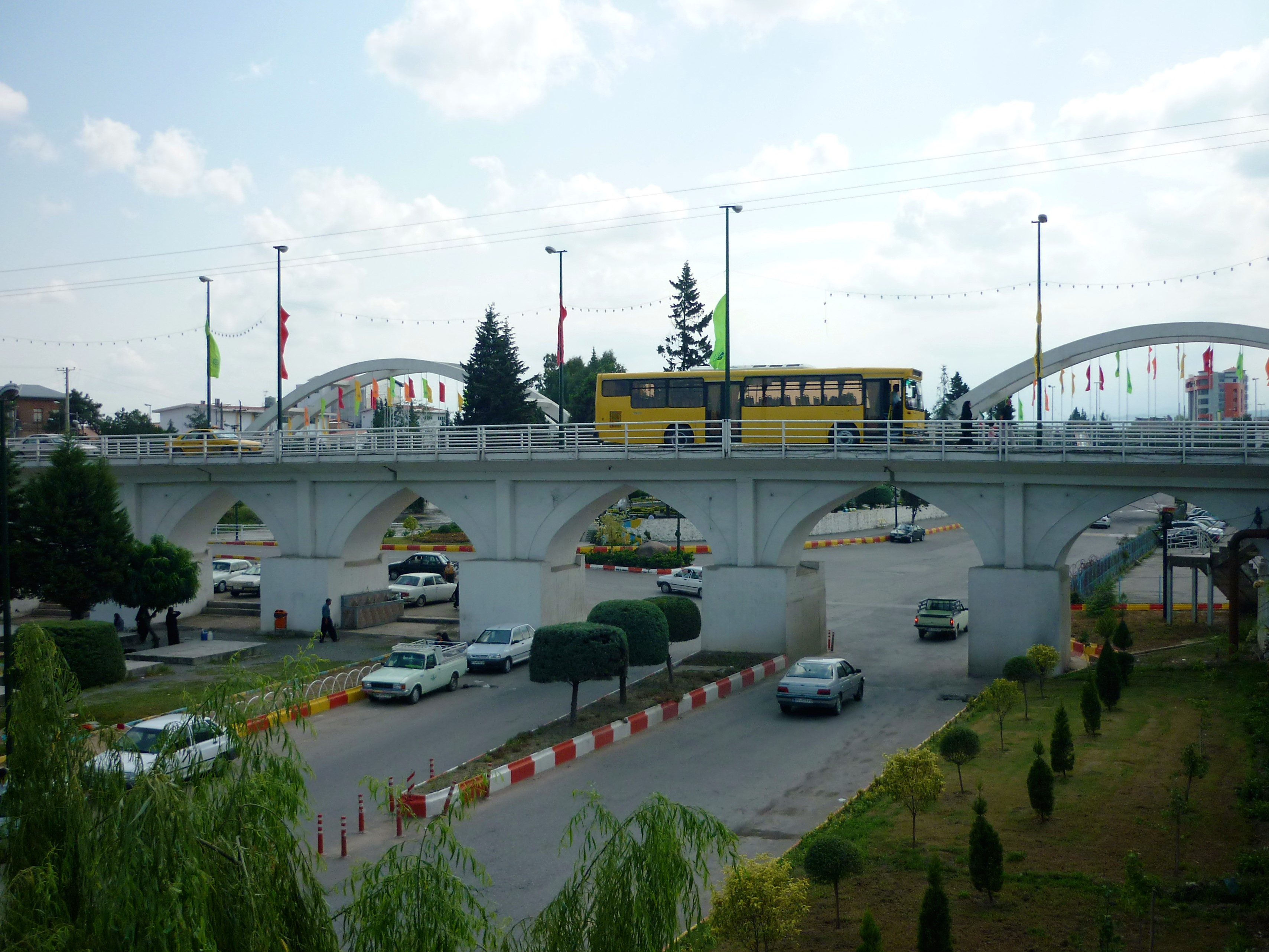
جسر فی آمل

## المعالم السياحية الأثرية
- مُتحَف وأکاديمية کندلوس:

تقع قرية کندلوس المعروفة اليوم باسم (ميخسار)، على سفوح سلسلة جبال ألبرز الخضراء في منطقة کجور في محافظة مازندران. وتم بناء أکاديمية کندلوس فوق تل يطل على القرية المذکورة، ويوجد على واجهة الأکاديمية کتيبة کُتِبَ عليها: لقد بدأ بناء هذا المبنى في عام 1360 هـ، وذلك برعاية السيد علي اصغر جهانغيري ابن الحاج حسين وبجهد أهاليقرية کندلوس، وفي عام 1366 هـ إنتهى العمل بالبناء. وکان الهدف من بناء الأکاديمية هو الاحتفاظ بالمستندات والوثائق والمقتنيات التاريخية الموجوده في هذه القرية التاريخية، حيث تم طوال السنين الماضية جمع هذه المقتنيات الثقافية والفنية. ويوجد في الأکاديمية العديد من الآثار التاريخية والفنية مثل المصنوعات الفخارية والعملات والمستندات التاريخية والکتب والمخطوطات التي تتعلق بالعلوم الإنسانية مثل الأدوات والآلات الزراعية وتربية الدواجن والصناعات اليدوية والاکسسوارات والأزياء المحلية والرسومات الجدارية. ويتم عرض هذه المقتنيات للمسافرين والزائرين والسياح.
- جسر ورسك التاريخي:

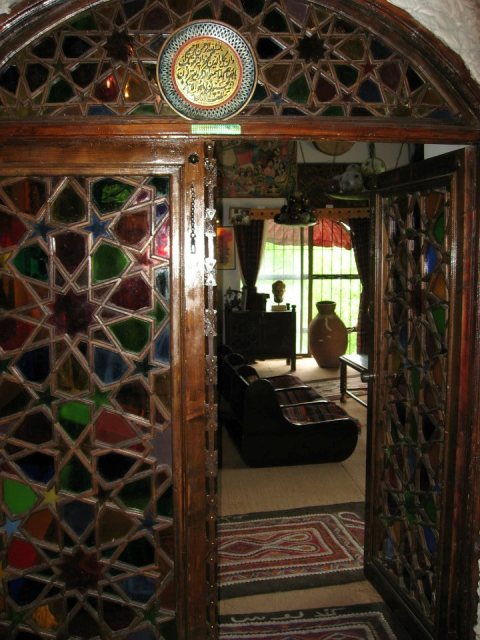
متحف كندلوس

يُعتبَر جسر ورسك أعلى وأهم سكة حديد في الشمال الإيراني في محافظة مازندران، حيث بُنيَ هذا الجسر منذ 80 عاماً وعرف بعد الحرب العالمية الثانية بجسر النصر، ويقع هذا الجسر في منطقة سوادكوه في محافظة مازندران ممتداً فوق وادي ورسك على ارتفاع 110 متر وطول 86 متراً، صممه مهندسون آلمانيون ليربط بين جبلي «عباس آباد» ببعضهما. يمّر القطار من علی هذا الجسر حتى يومنا هذا. «ورسك» اسم لقرية تقع إلی أسفل الجسر، لذلك سُميَ الجسر باسم «جسر ورسك»، لأنّه مبني بمواد البناء المعتادة مثل الإسمنت والرمل والآجر. ومن عجائب هذا الجسر أنه لم يُستَخدَم في إنشائه أي شيء معدني أو فلزي، وان المواد الانشائية المستخدمة في بنائه هي عبارة عن أدوات عادية جداً مثل الديناميت وآلة المثقاب اليدوي. وهو أحد المعالم الأثرية التي يقصدها السياح بإستمرار.
- تلفريك نمك آبرود:

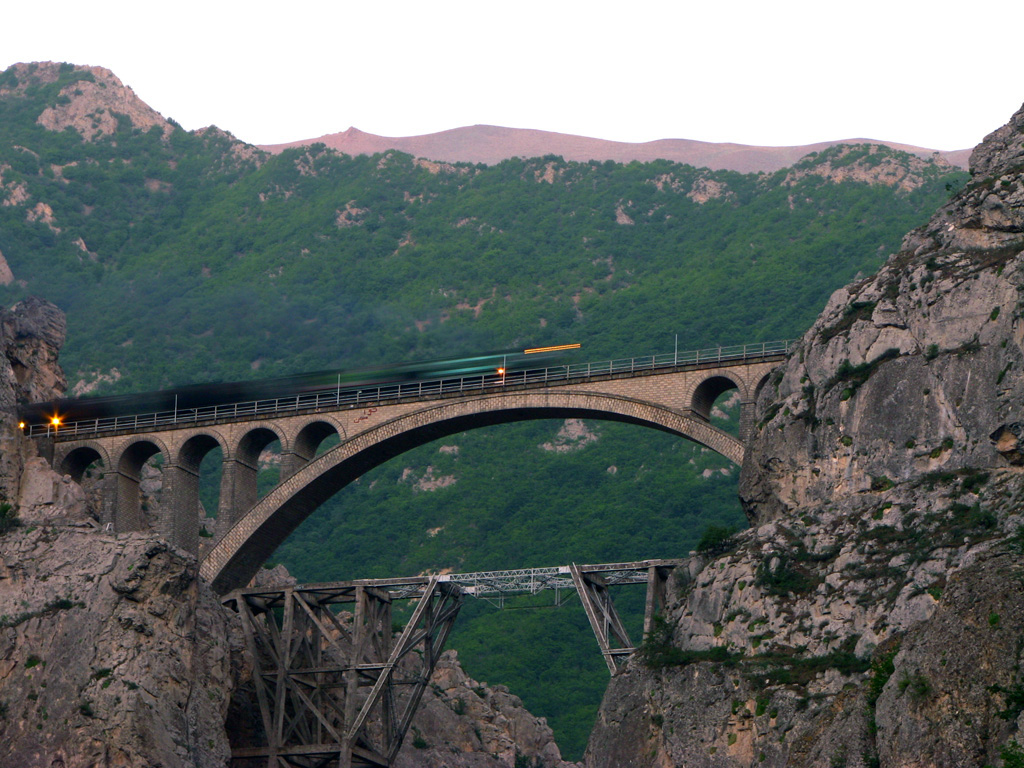
جسر ورسك التاريخي

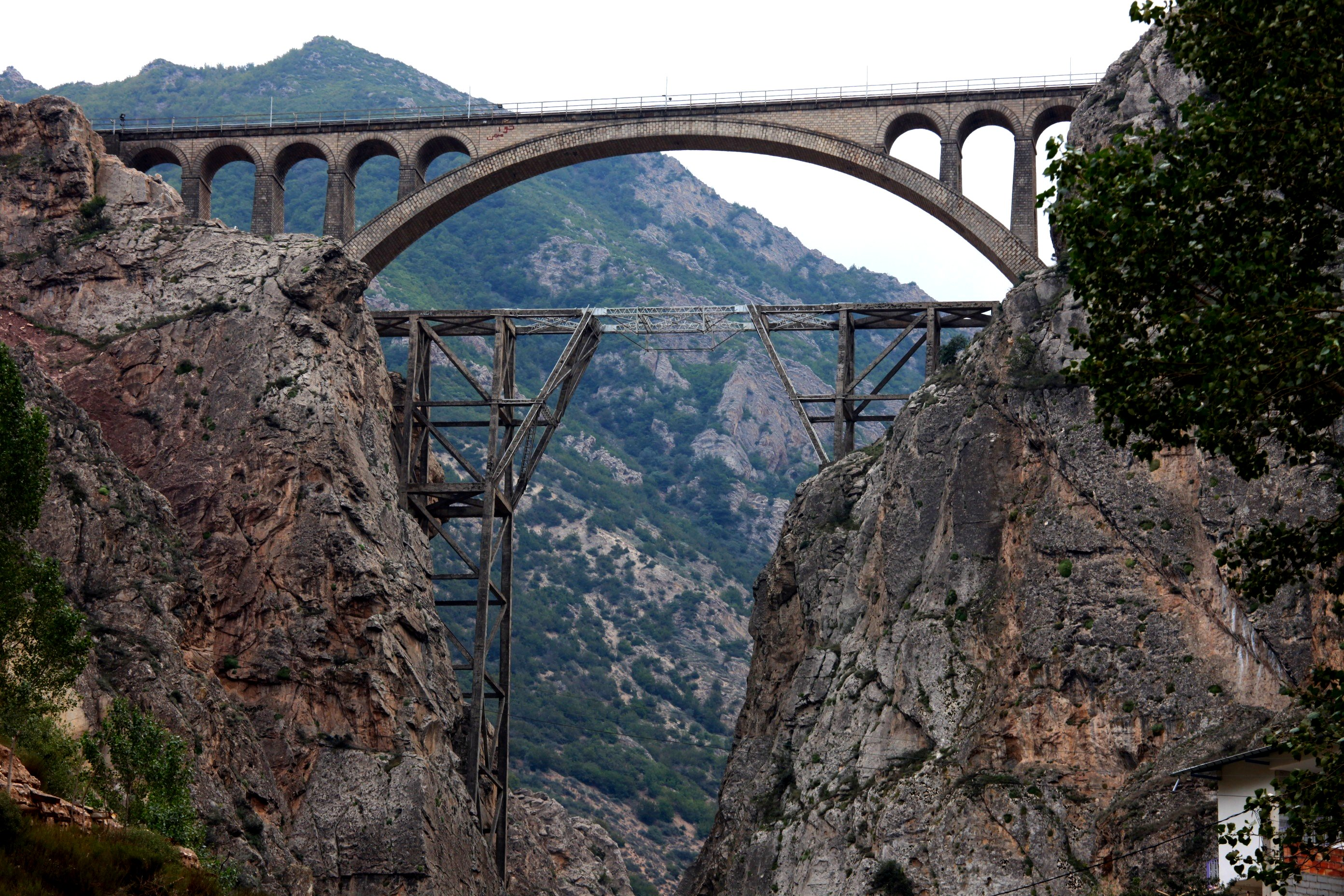
جسر ورسك الأثري في مدينة مازندران

هو عبارة عن مجموعة من خطوط التلفريك أو (القطار المعلق) والذي يُعَد أعلى تلفريك في إيران واشهرها حيث يبلغ ارتفاعه حوالي 970 متراً من سطح الأرض. وتم بناء هذا التلفريك في مدينة نمك آبرود شمال إيران والقريبة من بحر قزوين وينقل راكبيه إلى قمّتَي ديوحمام ومدوبن والتي تُعتبَر ضمن جبال ألبرز الشاهقة وتم استخدام هذا التلفريك في مدينة نمك آبرود بسبب الجبال والأسطح الوعرة التي تكثر فيها حيث تُعتبَر هذه المدينة جبلية‌ ومغطاة‌ بالغابات‌ والأشجار الكثيفة والعيون من المياه المعدنية. ويبدأ تلفريك نمك آبرود رحلته من على مستوى سطح البحر بالقرب من شواطئ بحر قزوين وينتهي على قمة مرتفعات ألبرز.
- عمارة كلبادي:

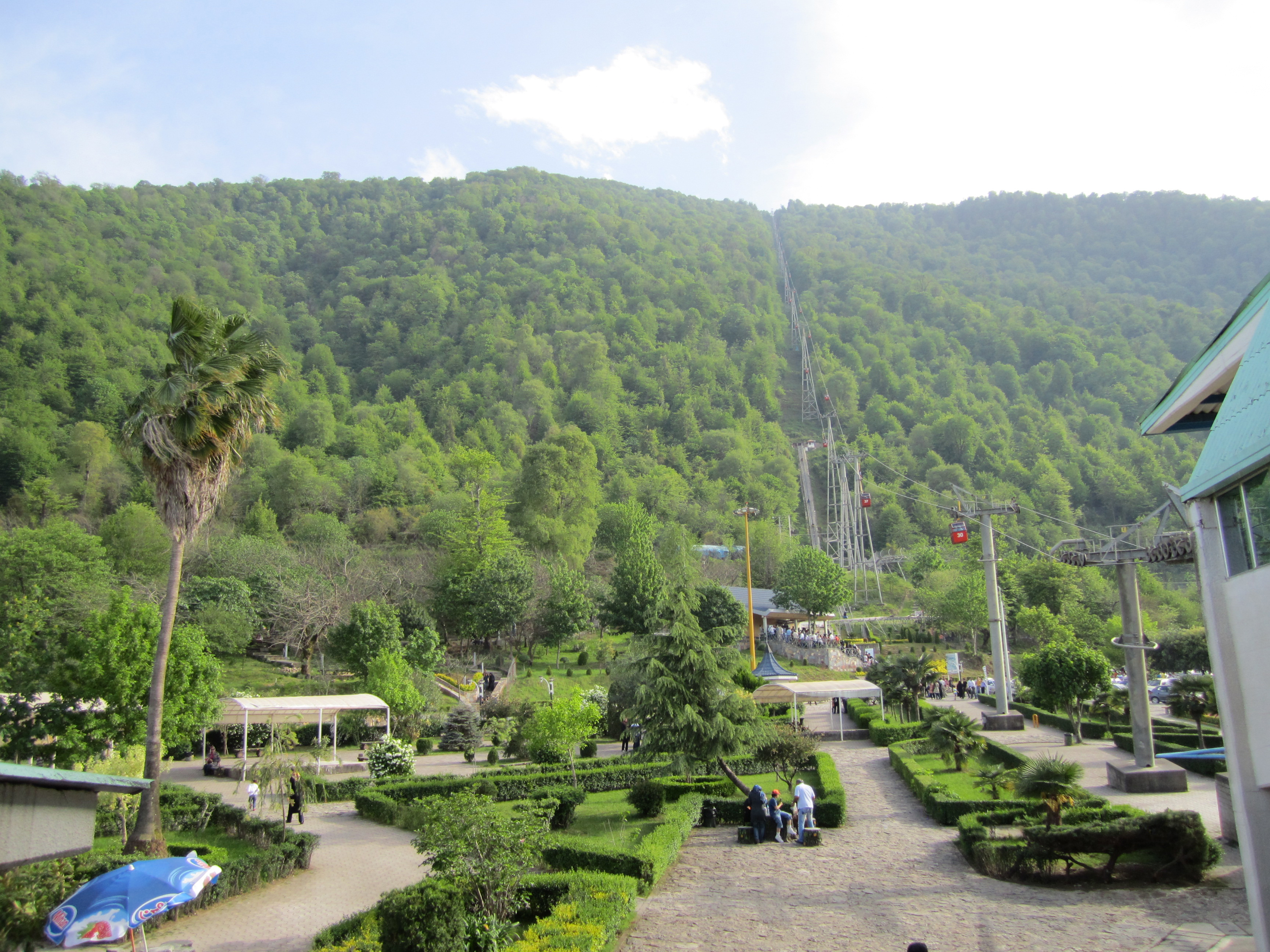
تلفريك نمك آبرود

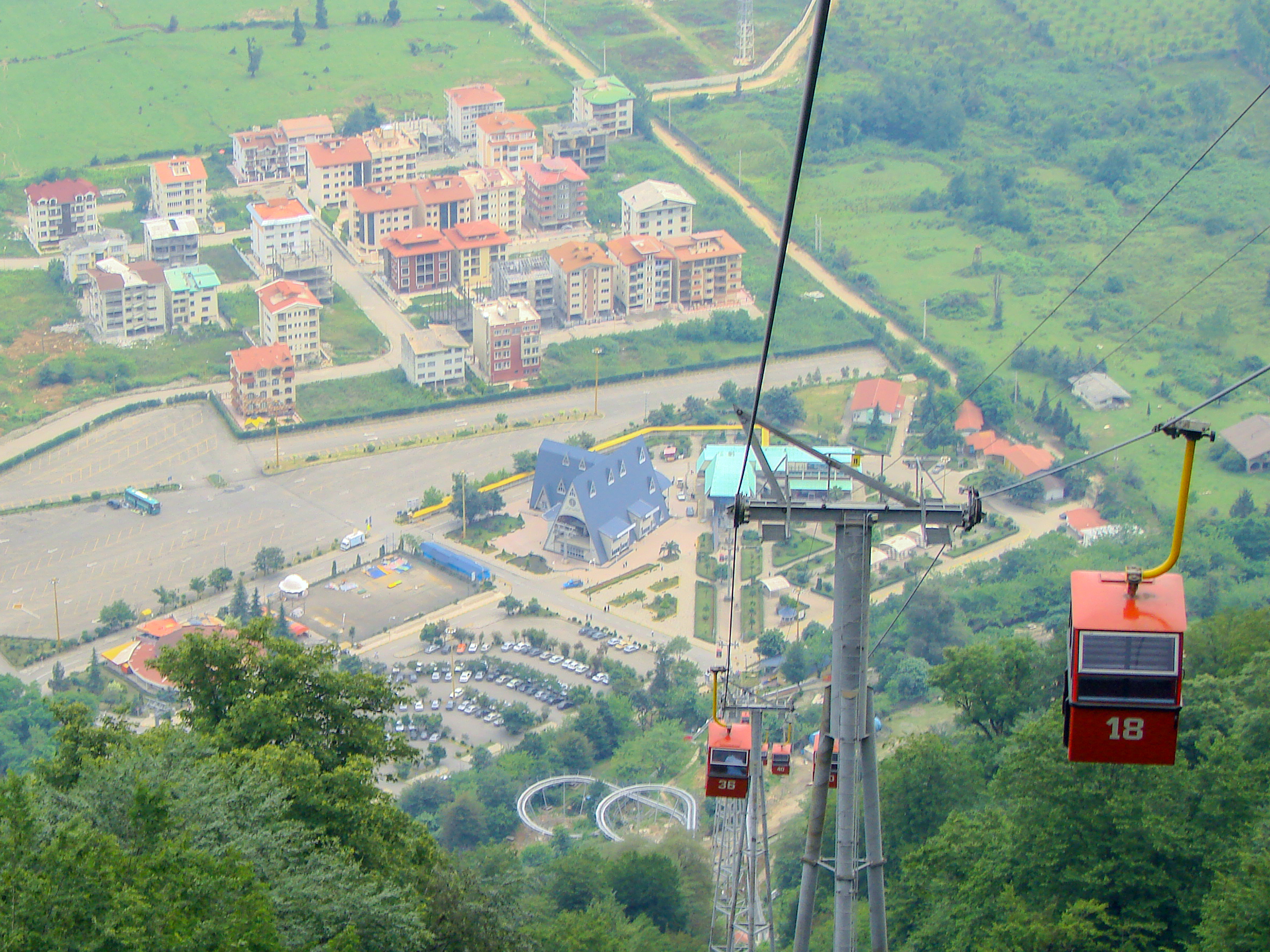
تلفريك نمك آبرود

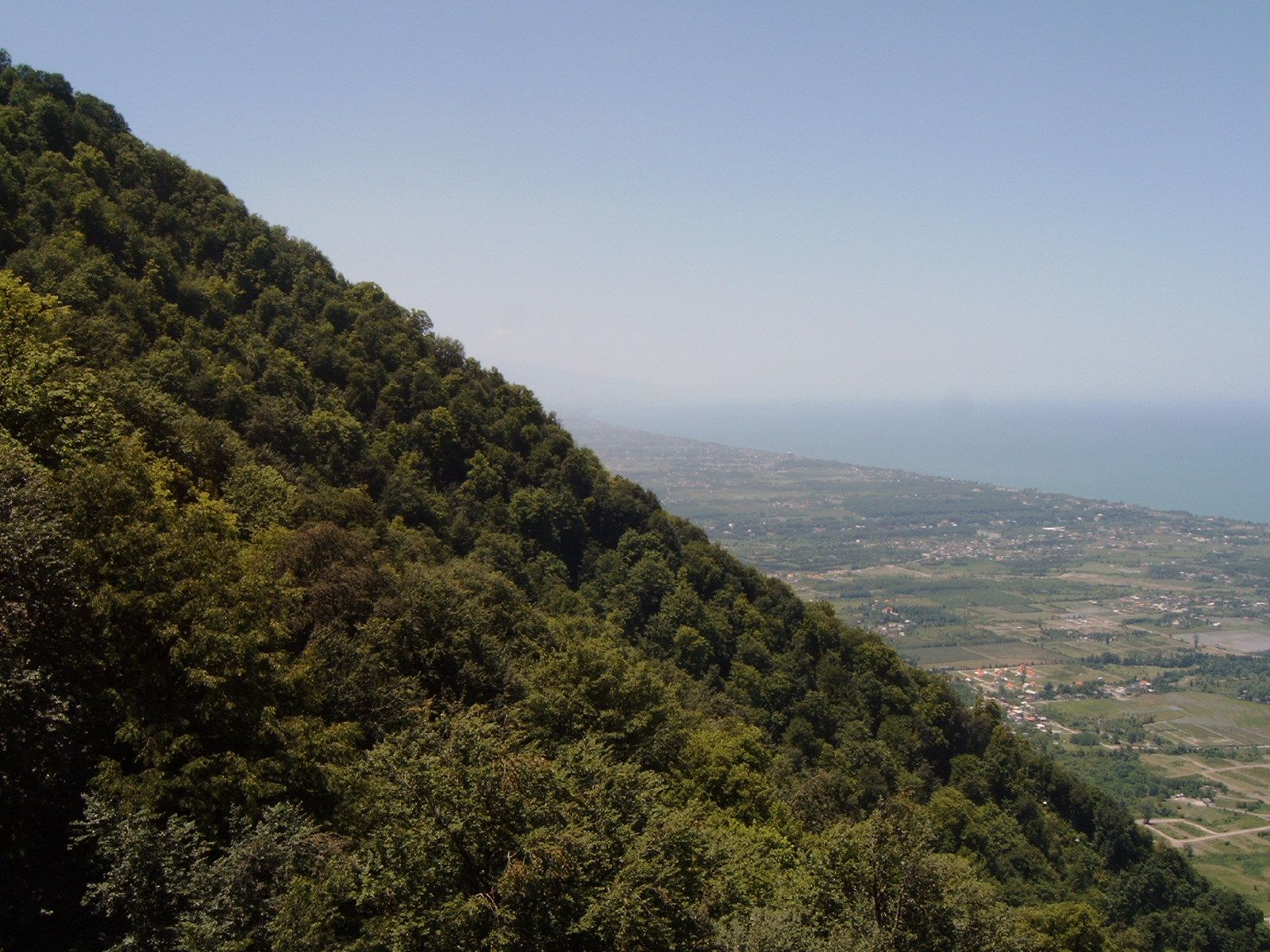
منظر لبحر قزوين من إحدى عربات تلفريك نمك آبرود

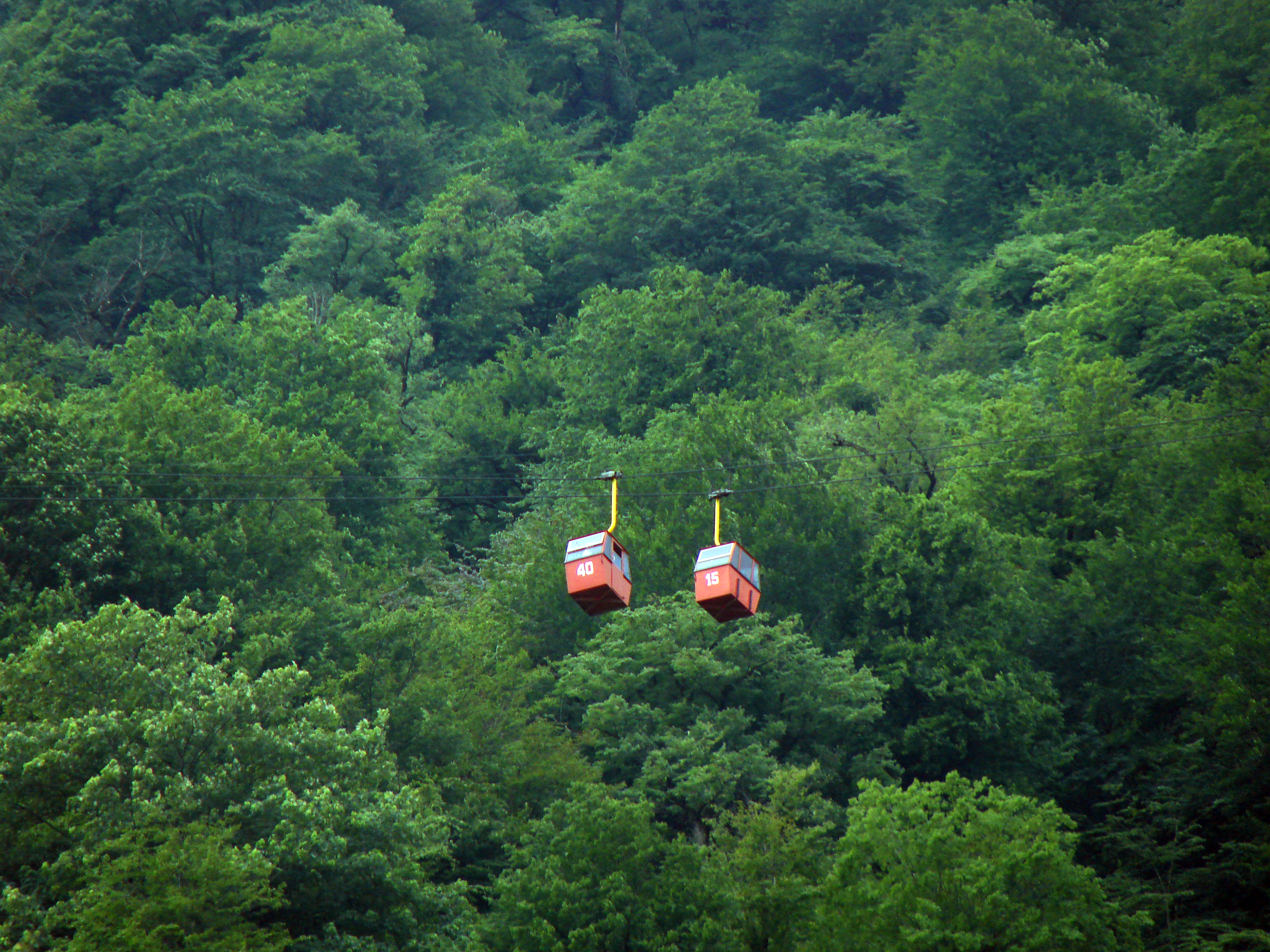
تلفريك نمك آبرود، اعلى تلفريك في إيران

بُنيَت عمارة كلبادي قبل نحو 125 سنة بأمر من «سردار جليل» الذي كان من قادة الجيش آنذاك. النمط المعماري لعمارة كلبادي يشبه تكايا العهد القاجاري. مبنى العمارة يتضمن جزءين داخلياً وخارجياً. كل طابق في هذه العمارة له غرفة خاصة للملك وهناك غرف أُخرى في جانبي هذه الغرفة إضافةً إلى وجود سلسلتين من السلالم في جانبي الغرفة الملكية. مطبخ العمارة وأجزاء سكنية منها تهدّمت بفعل الأيام والسنين، وحلت محلها غرف إدارية حديثة. أما حمام عمارة كلبادي فيه خزينتان للماء البارد والحار. المواد الانشائية الأصلية في بناء العمارة هي الطابوق والخشب والفخار، كما ازدان سقف العمارة كله بالقطع الفخارية. أجزاء هذه العمارة مثل الغرف والحجرات والغرف الملكية والحمام وحظيرة الحيوانات والساحة تتميز بخصائص فنية جميله فضلاً عن أن نوافذ العمارة وشبابيك الأرسي تم تزيينها بالزجاجات الملونة الفريدة من نوعها.

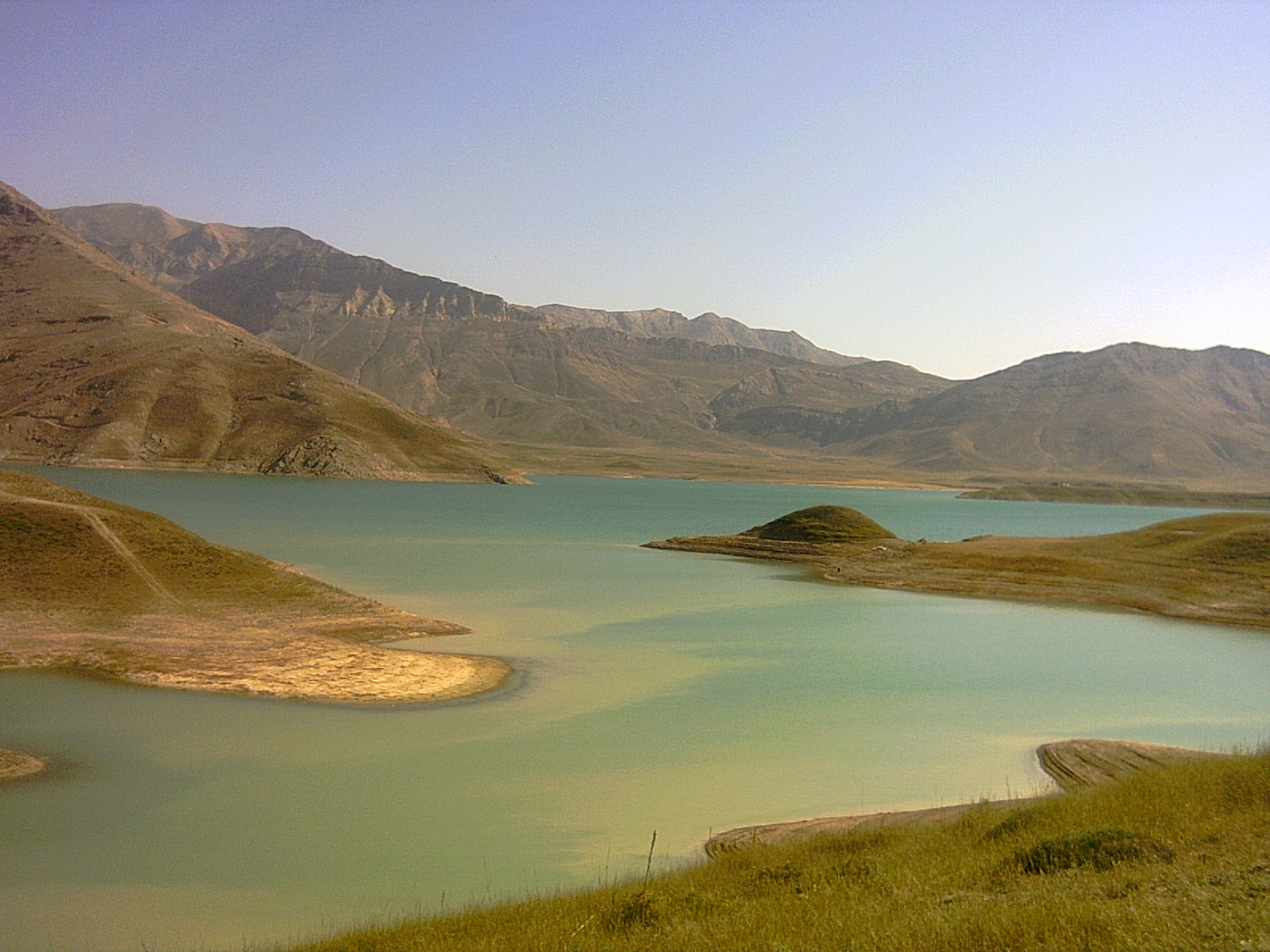
سد لار في آمل

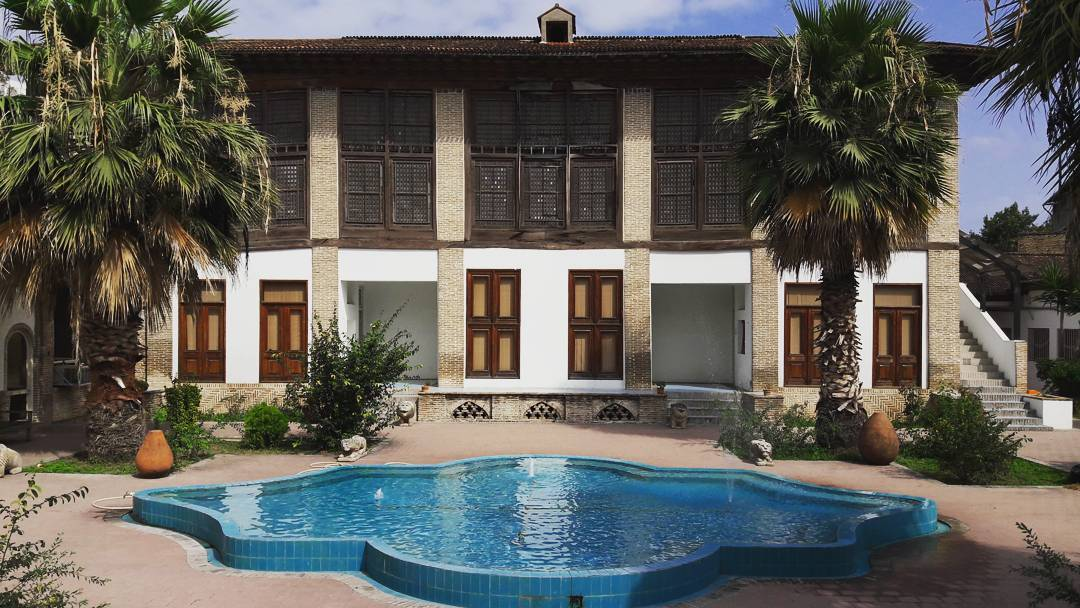
عمارة كلبادي التاريخية

## السياح العرب في مازندران
يقصد مدينة مازندران التي تطل على بحر قزوين عدداً كبيراً من السياح العرب أغلبهم من دول الخليج العربي. وأكد ذلك مدير مكتب السياحة في منظمة السياحة والتراث مرادي حيث قال: بدأنا العمل بالتعاون مع العرب منذ أكثر من 15 سنة ونعلم ما يحتاجه السائح العربي فهم يفضلون منابع المياه والشلالات والصعود إلى الجبال والغابات فلدينا جبل دماوند الأكثر ارتفاعاً في مازندران ويصل إلى 5661 متراً كما ان جبل النكو يصل ارتفاعه إلى 4600 متر ويُعتبَر من الأماكن السياحية التي يقصدها السياح العرب. وللمدينة أنهار كثيرة تُعتبَر من المناطق الجيدة للنقاهة كما ان شعبها يوصف بالمضياف حيث ان المازندرانيين يرحبون بالسياح العرب في المدينة بالإضافة إلى ذلك قُرب مازندران من طهران ووجود المطارات كل ذلك يسهل من وصول السياح العرب إليها.

## الصناعات اليدوية في مازندران ودورها في السياحة
إن أهم الصناعات اليدوية في محافظة مازندران هي السجاد والبساط والاقمشة الحريرية، والنسيج والأواني الفخارية والخشبية والتماثيل الخشبية. بالإضافة إلى الحصير والمنتجات الخشبية. ويهتم السياح کثيراً بشراء هذه المنتجات کهدايا تذکارية.

## الإقامة في‌ مازندران
‌السفر إلى‌ الجهات‌ الشمالية‌ لإيران ‌ خاصة‌ إقليم مازندران‌ من‌ حيث‌ جمال‌ الطبيعية‌ تُعتبَر جذابة‌ جداً ورائعة‌ بالنسية‌ للمسافرين‌ الأجانب الذين‌ يسافرون‌ إلى‌ إيران للوصول‌ إلى‌ مازندران‌ من‌ طهران‌ يوجد طريقان‌ رئيسيان‌ وجبليان، طريق‌ جالوس‌ وطريق‌ هراز ذات‌ الطقس‌ البديع‌ والطبيعة‌ الخلابة، إضافة‌ إلى‌ ذلك‌ فإن من‌ الممكن‌ السفر عن‌ طريق‌ الجو إلى‌ ساري‌ وسائر المدن‌ الأخرى. باستحداث‌ التلفريك في‌ منطقة «نمك‌ آبرود» الجبلية‌ المغطاة‌ بالغابات‌ والأشجار يمكن‌ رؤية‌ المناظر الطبيعية‌ الرائعة‌ أكثر من‌ أي‌ وقت‌ آخر. يُعتبَر بحر قزوين في‌ فصل‌ الصيف‌ منطقة‌ مناسبة‌ للسياحة‌ والرياضات‌ البحرية‌ بأنواعها المختلفة، كما ان‌ الإمكانيات الصحية‌ والترفيهية‌ متوفرة‌ على‌ طول‌ الخط‌ الساحلي‌ للإقليم حيث‌ المدن‌ متلاصفة‌ والمنتجعات‌ المنتشرة‌ تستقطب‌ كل‌ الزائرين والسياح.

## معرض الصور

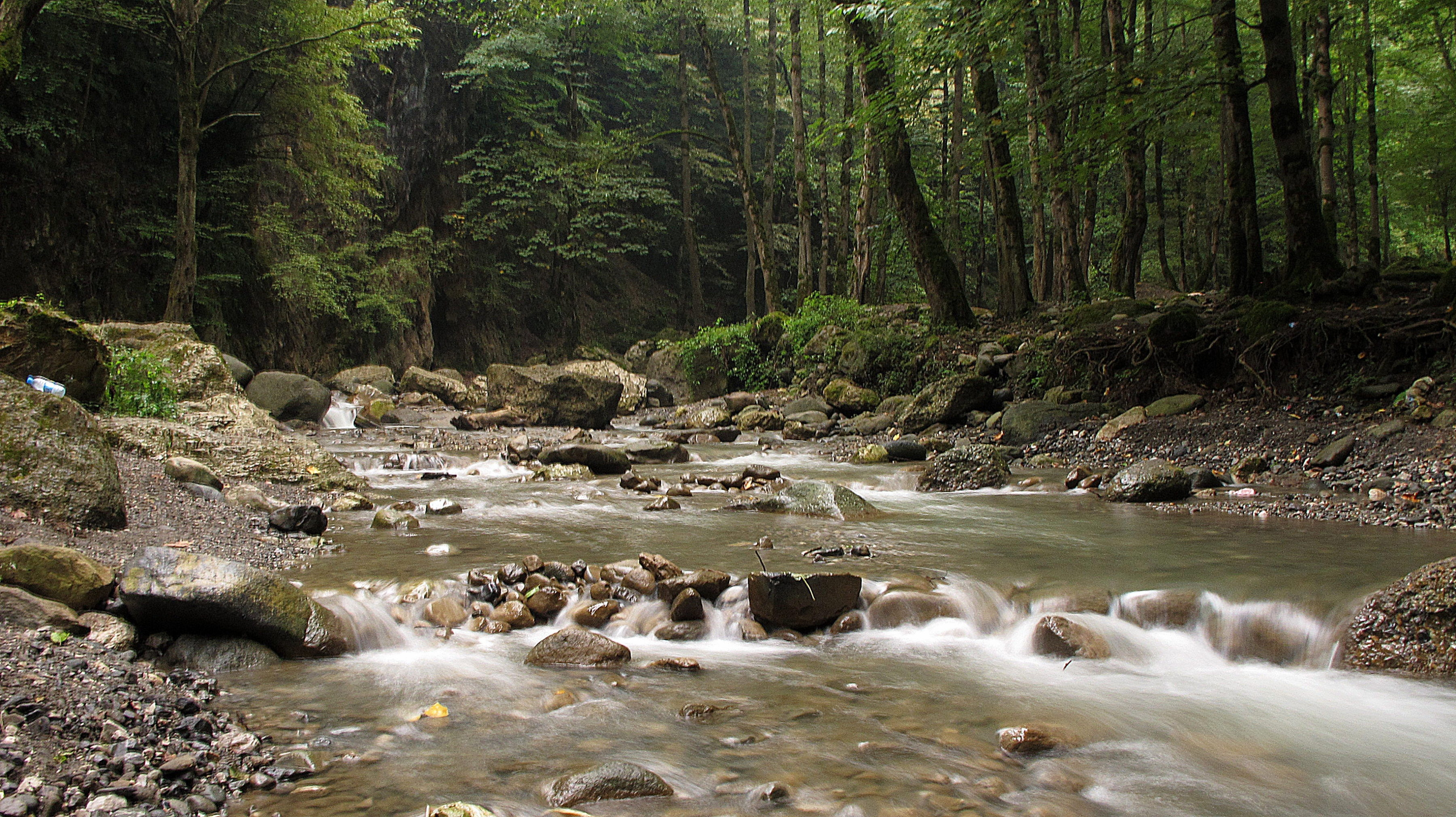
الغابات في رامسر

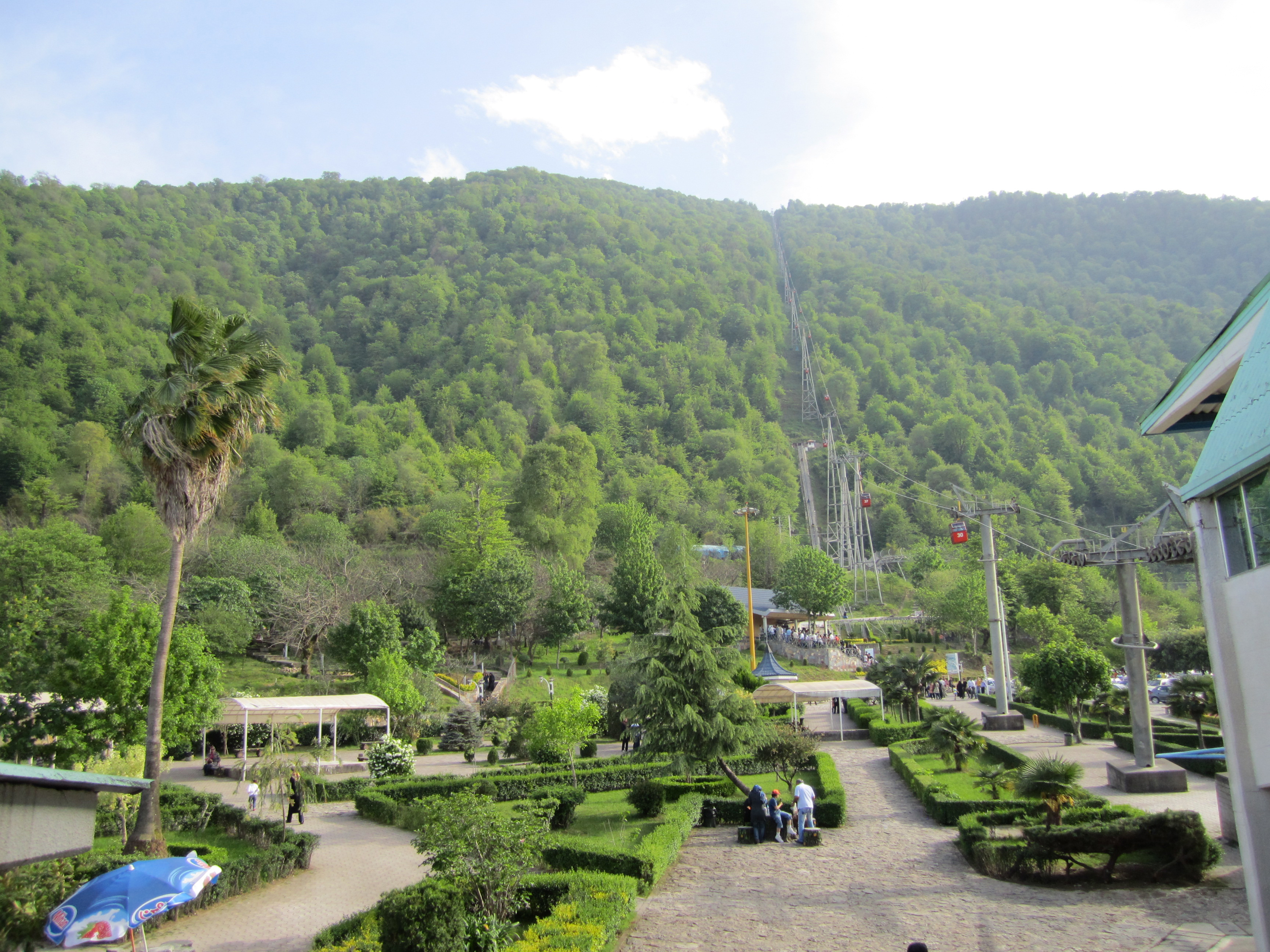
تلفريك نمك آبرود في مدينة مازندران السياحية

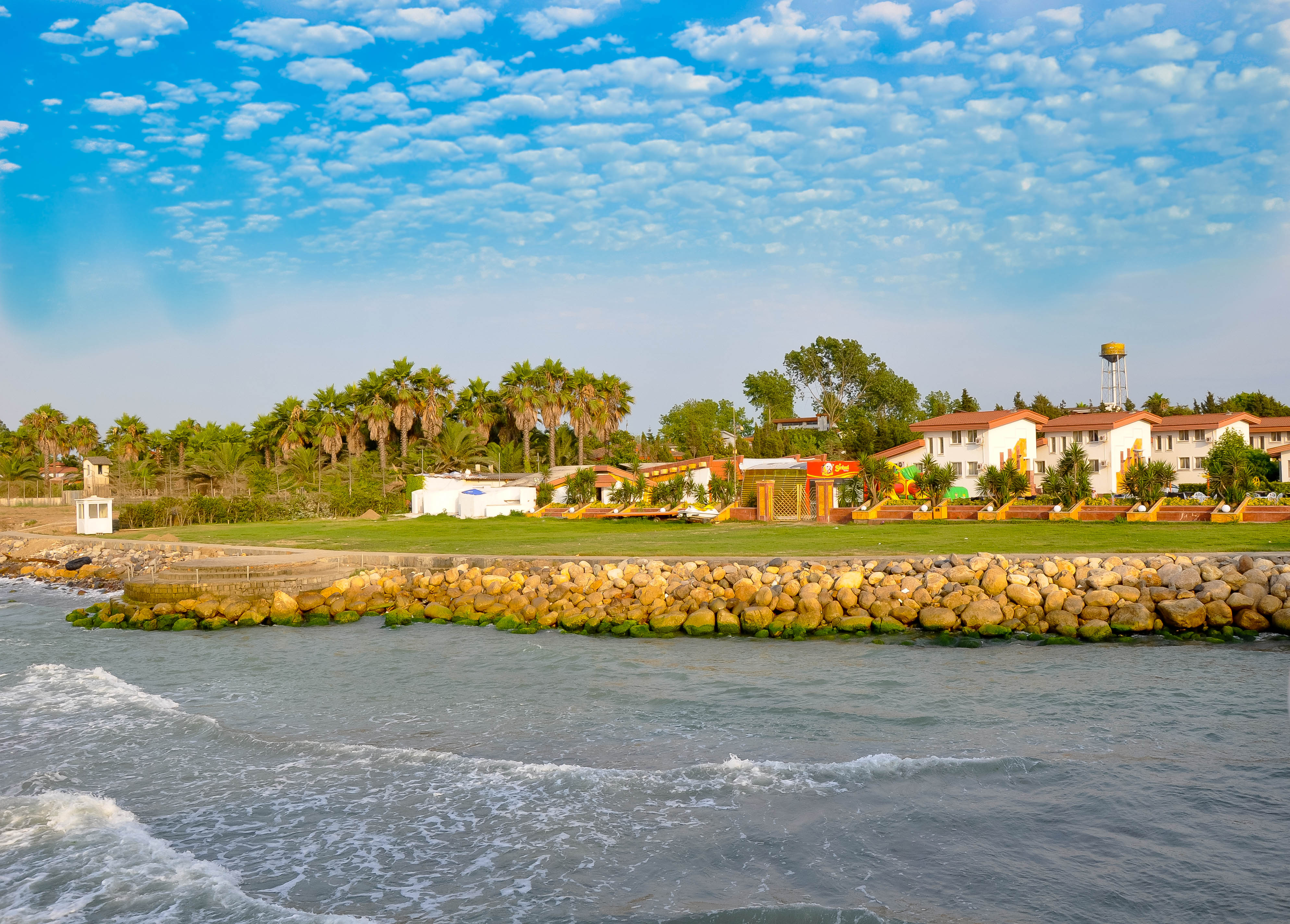
ساحل مازندران

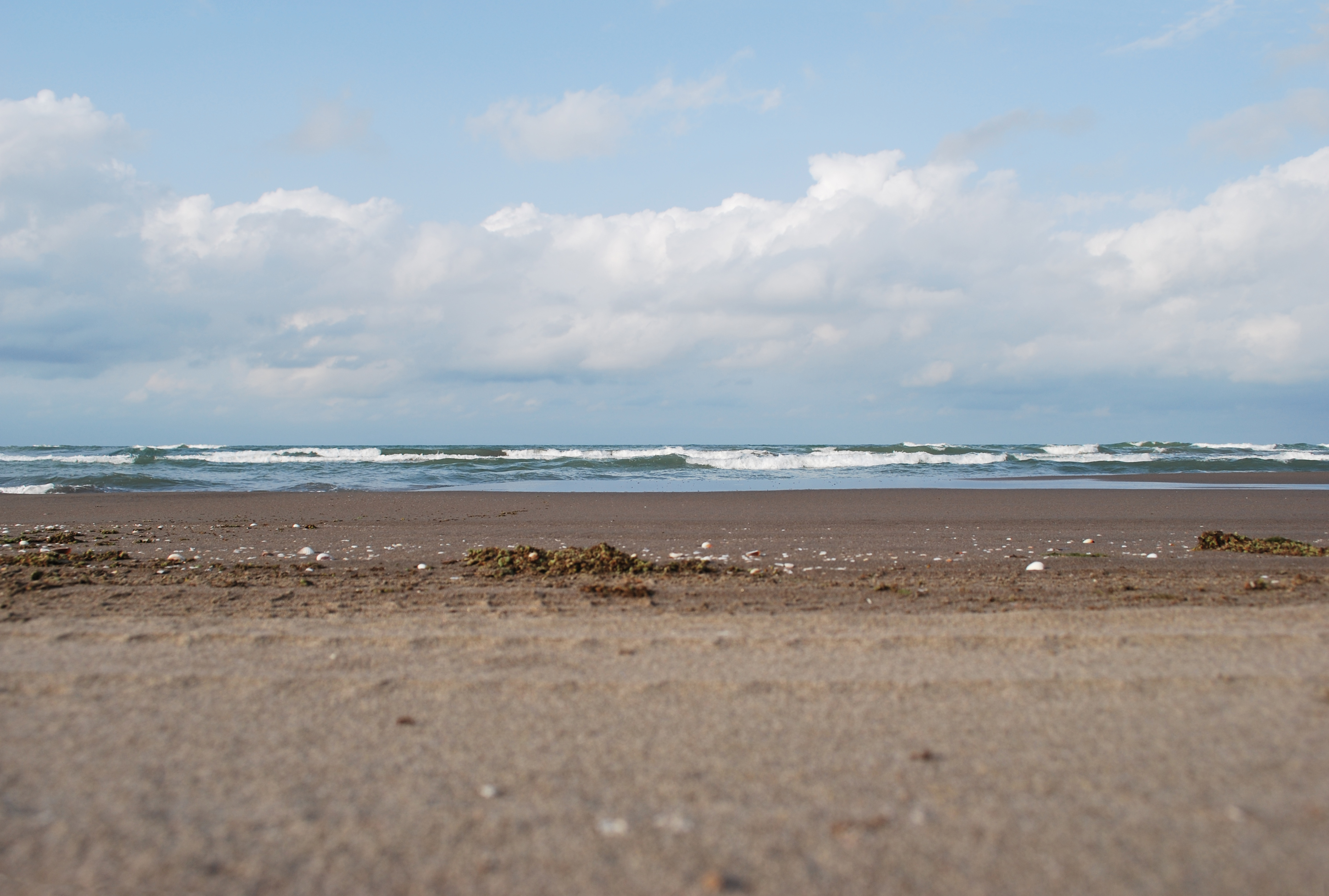
بحر مازندران

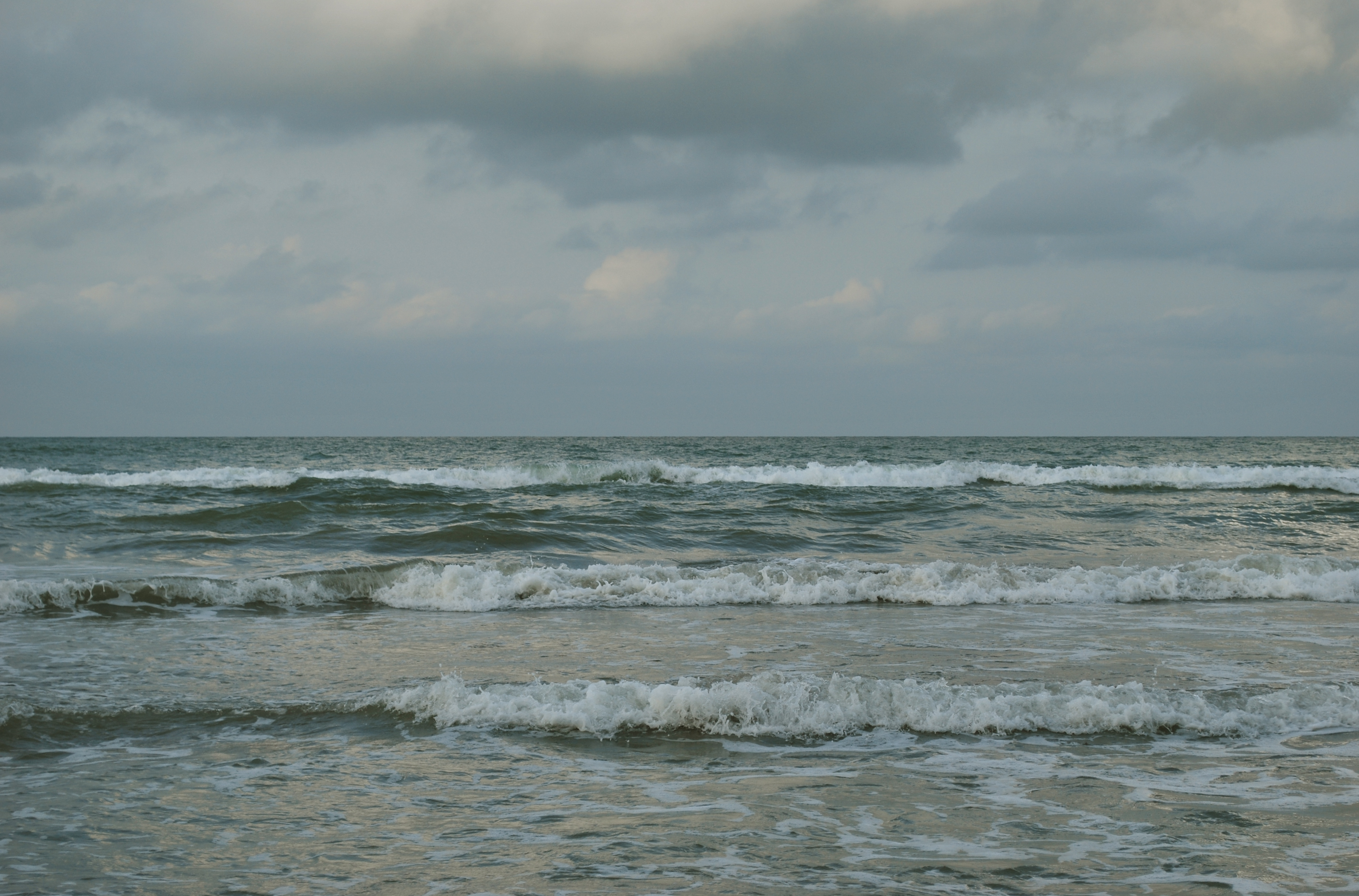
ساحل بحر مازندران

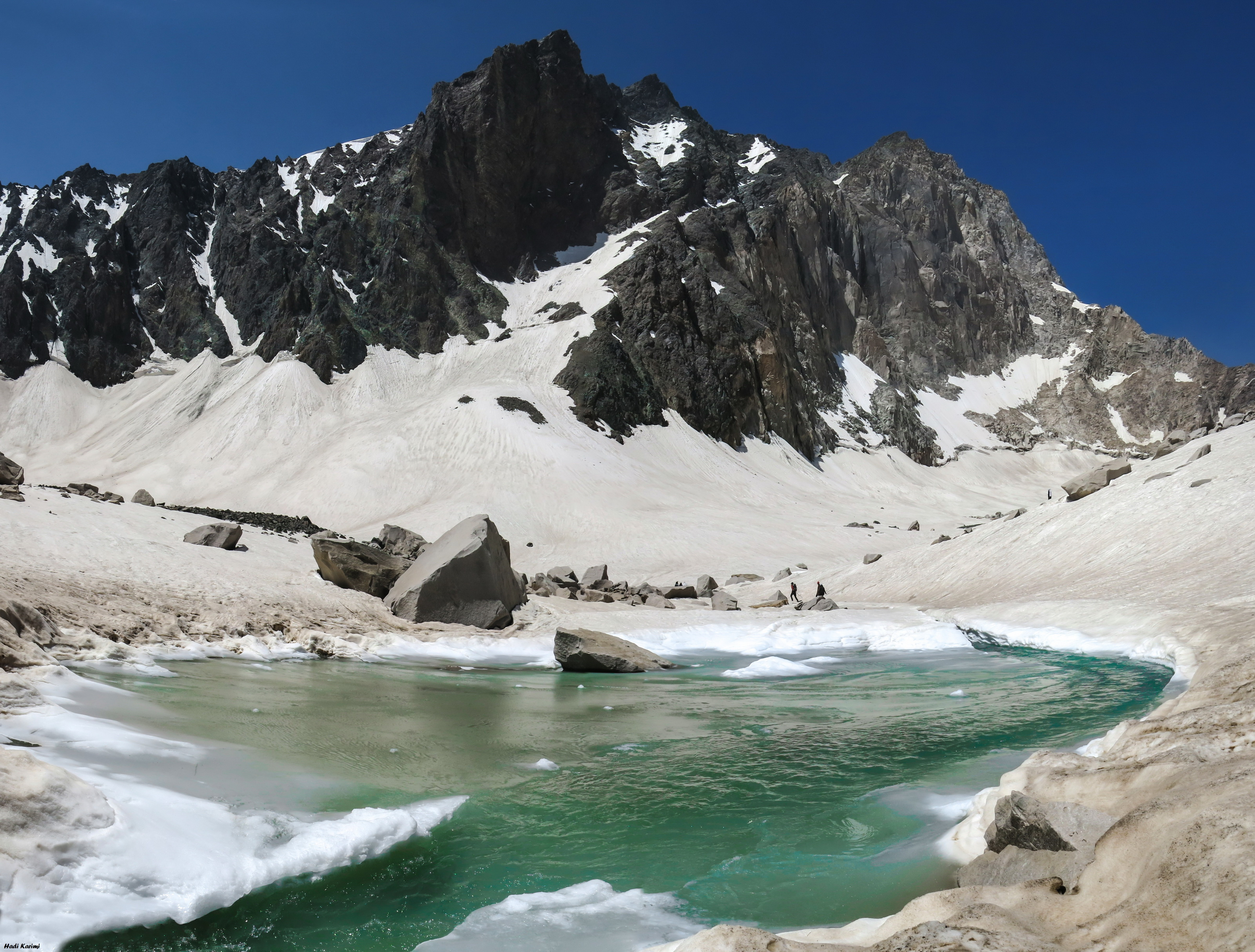
بحيرة جليدية في علم كوه

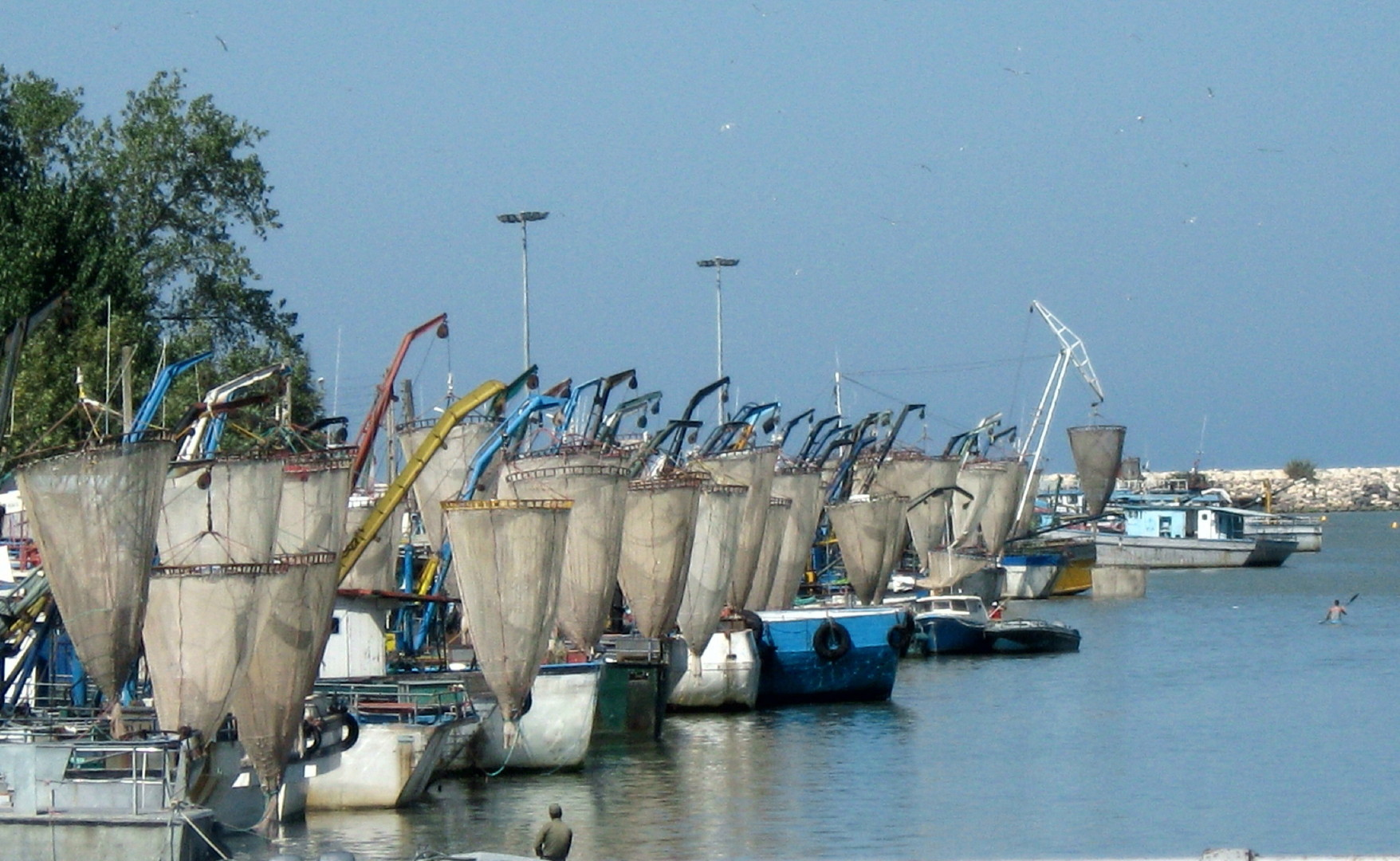
بابلسر في مازندران

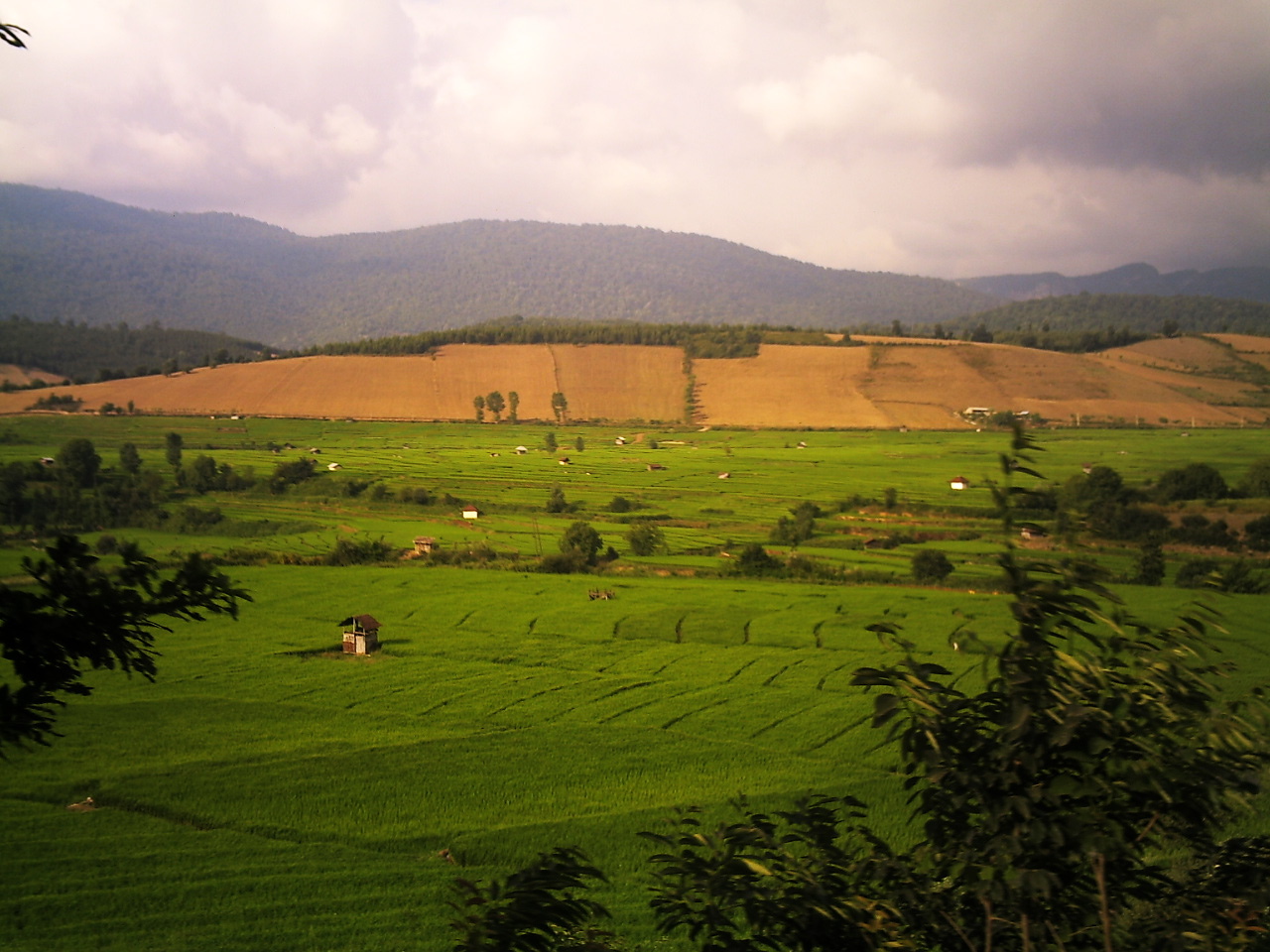
الطبيعة في مازندران

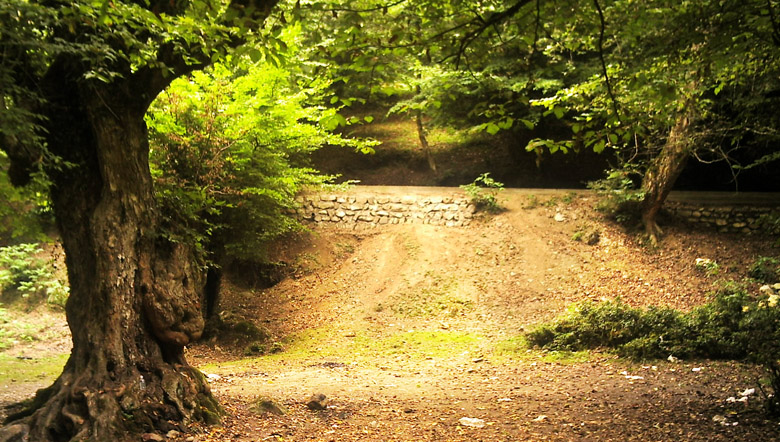
غابة فی ساري

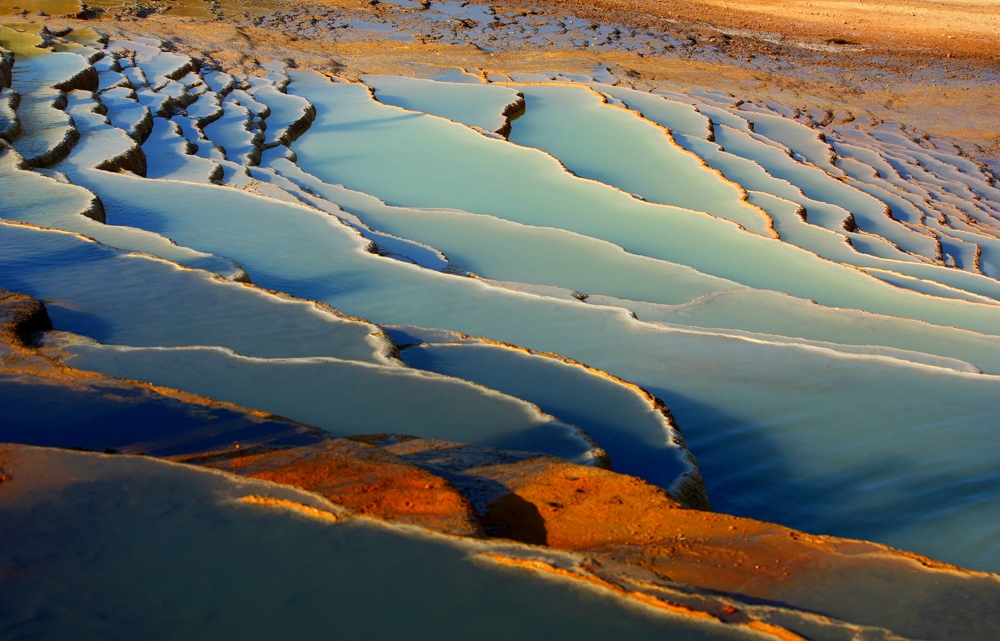
ينابيع باداب سورت المعدنية في مازندران

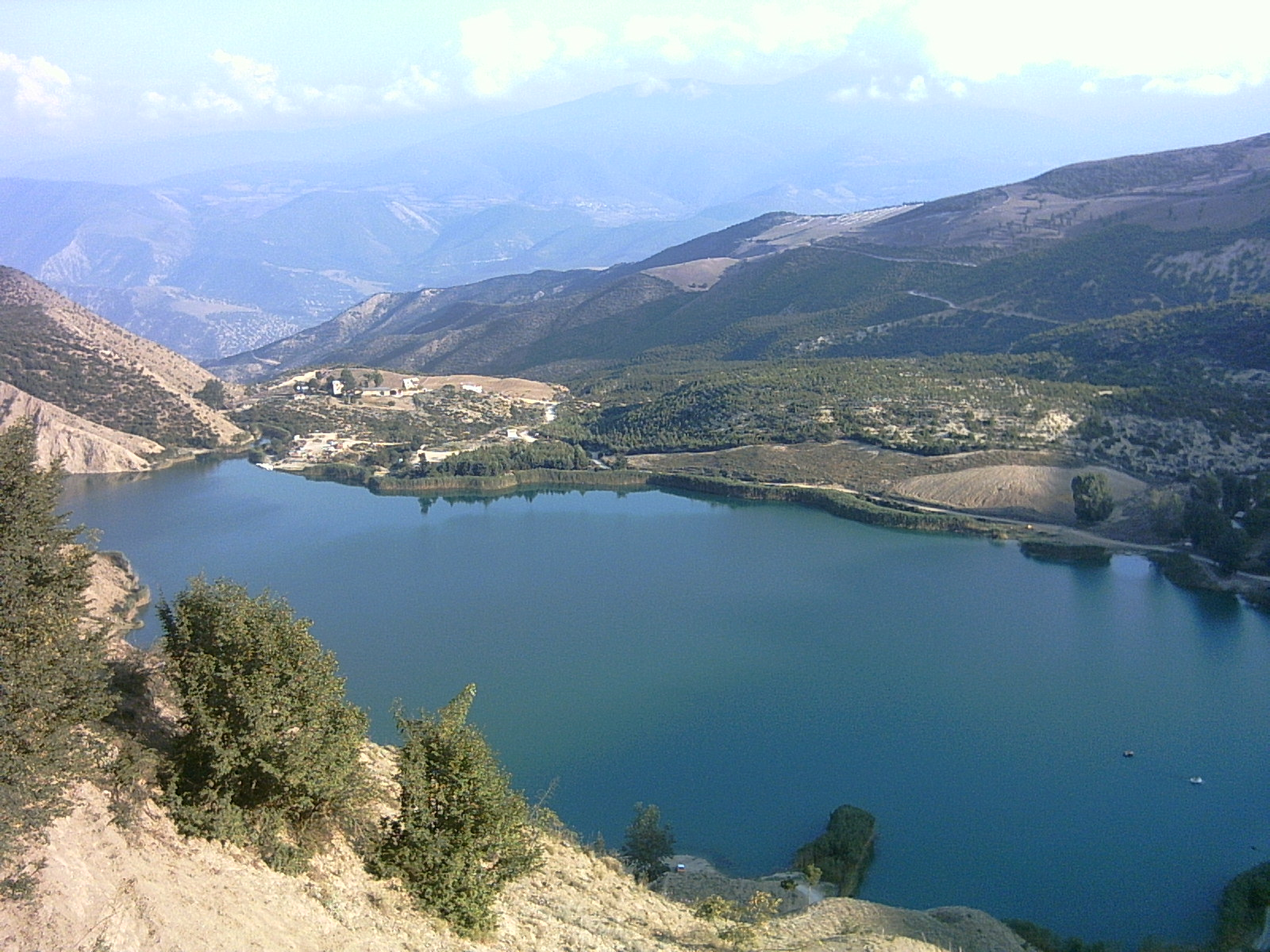
بحيرة ولشت في كلاردشت بمازندران

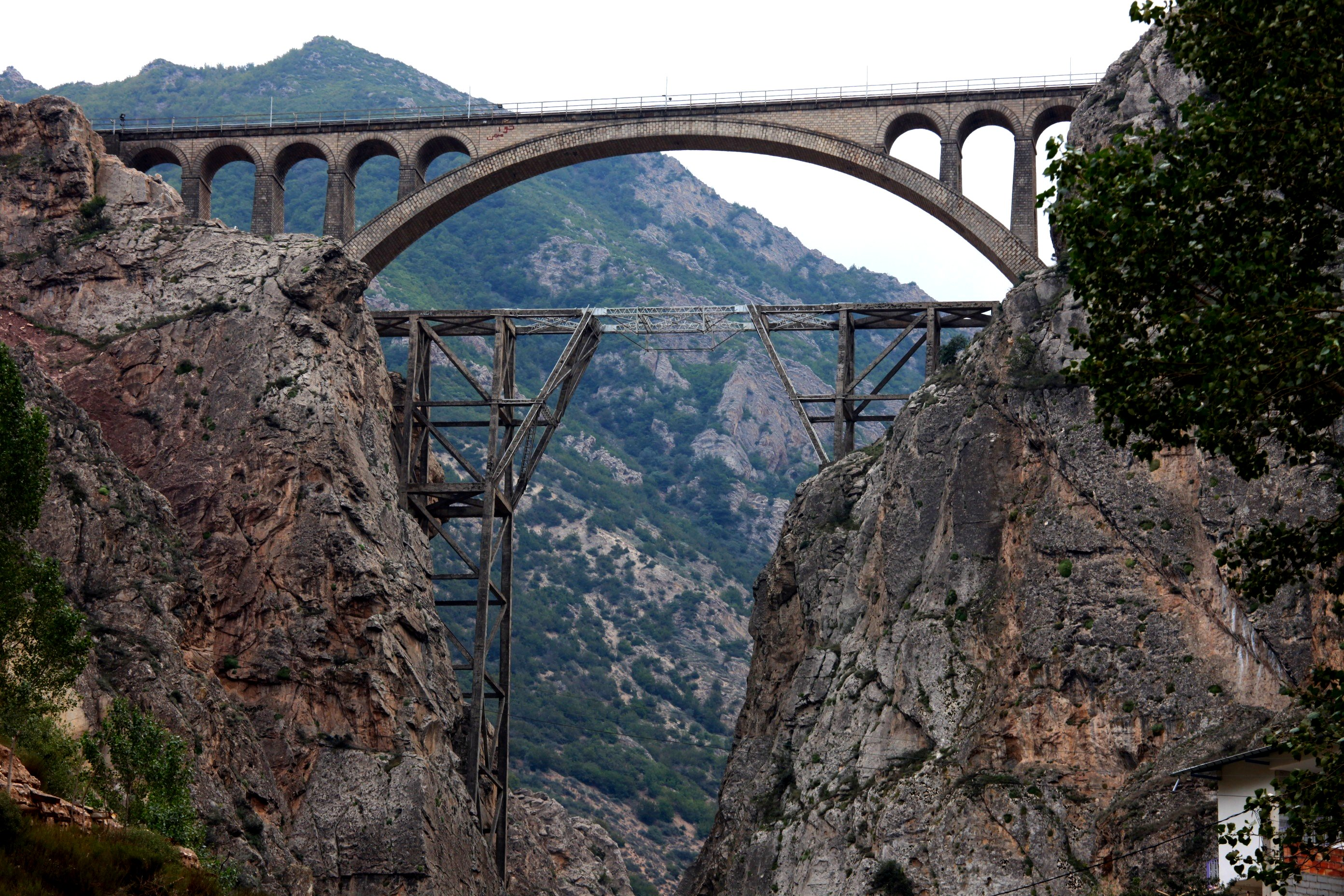
جسر ورسك الأثري في مدينة مازندران

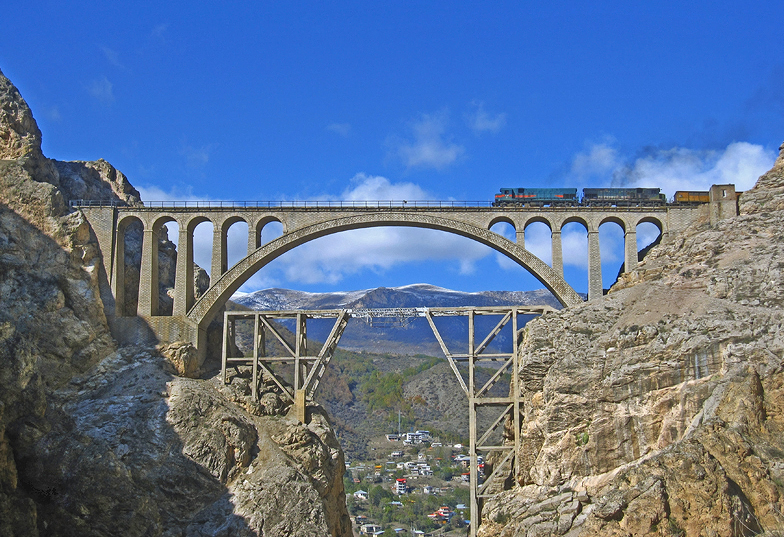
جسر ورسك

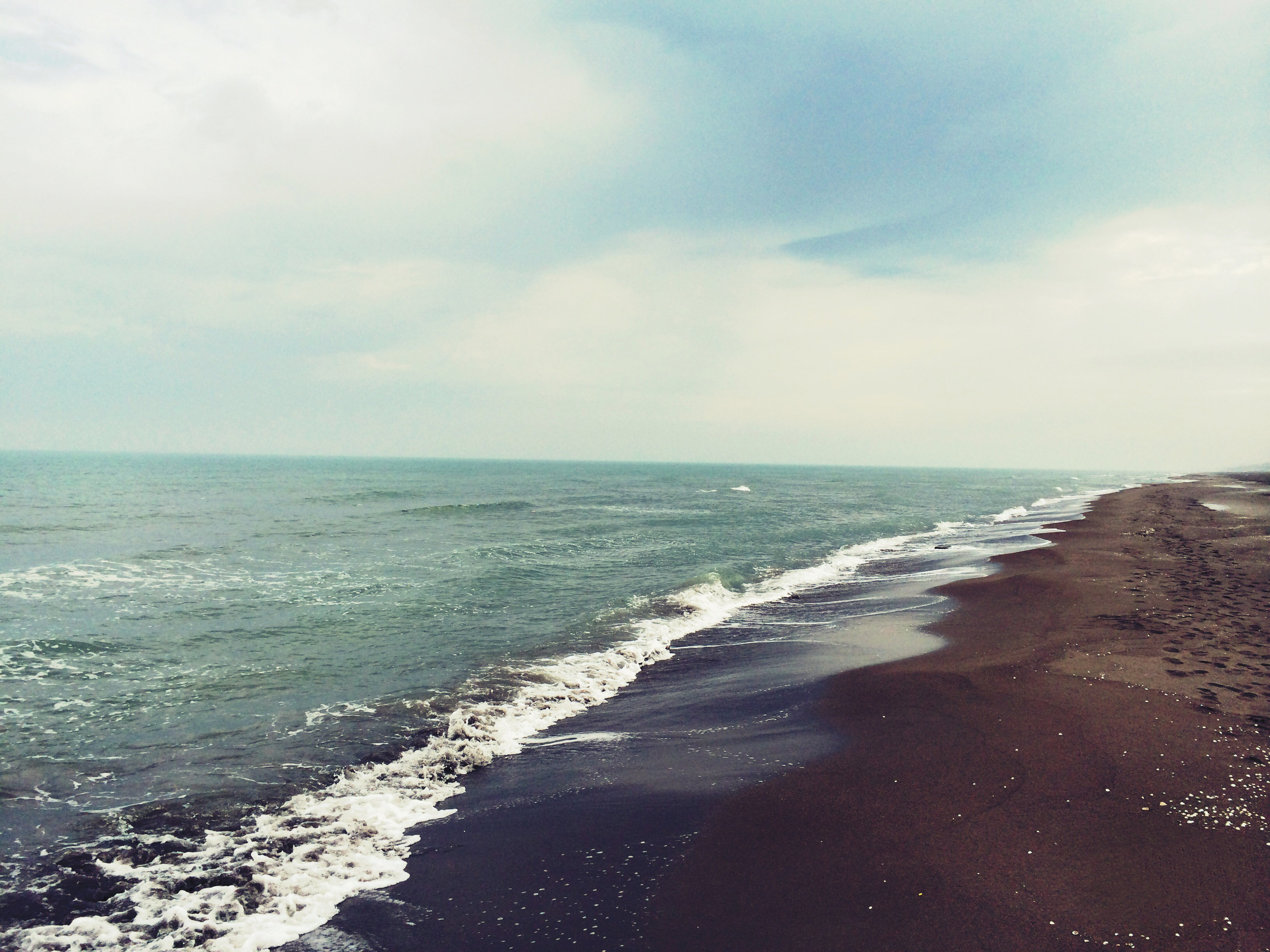
شاطىء بحر قزوين في نوشهر

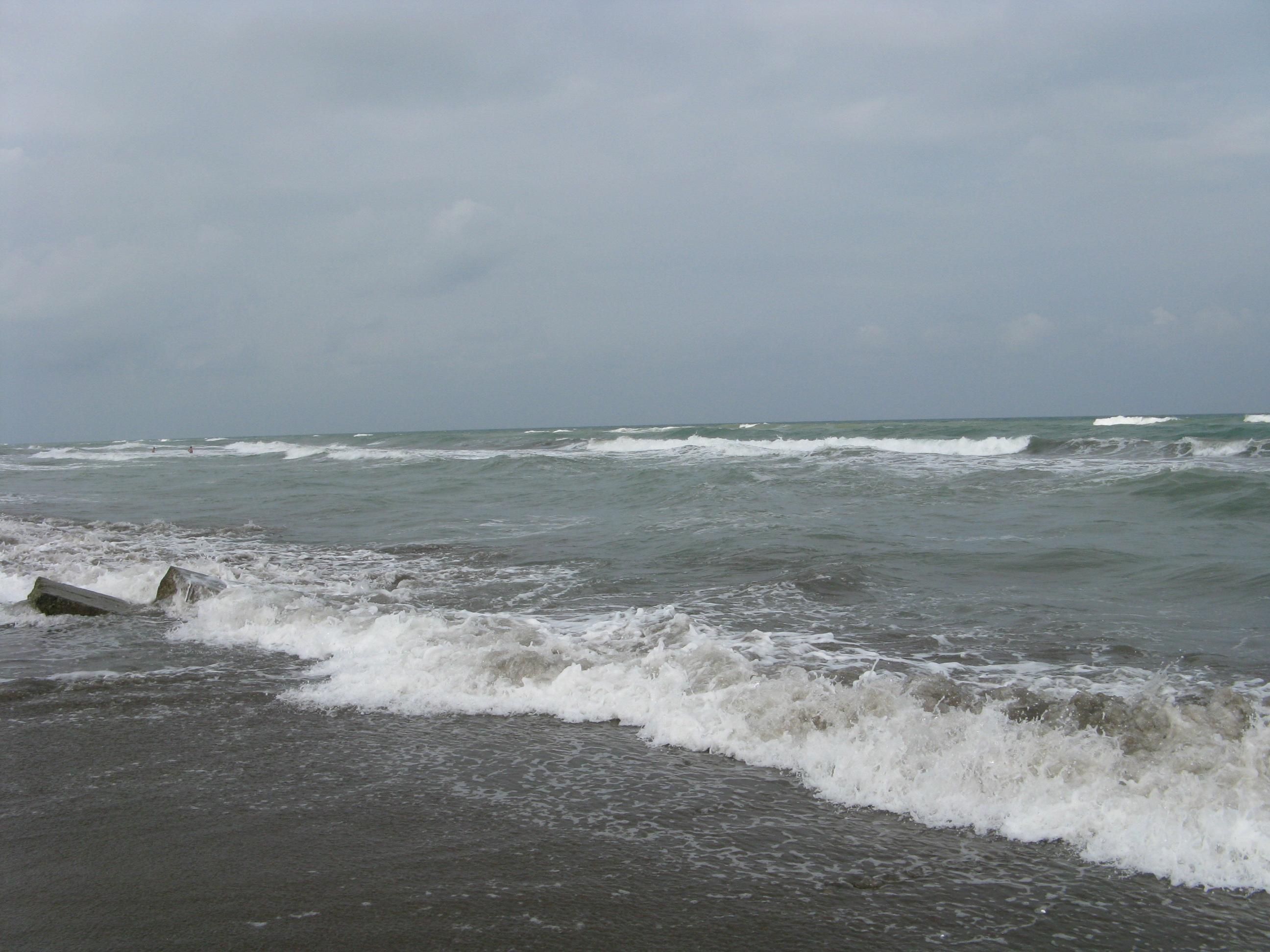
ساحل بحر قزوين في نوشهر

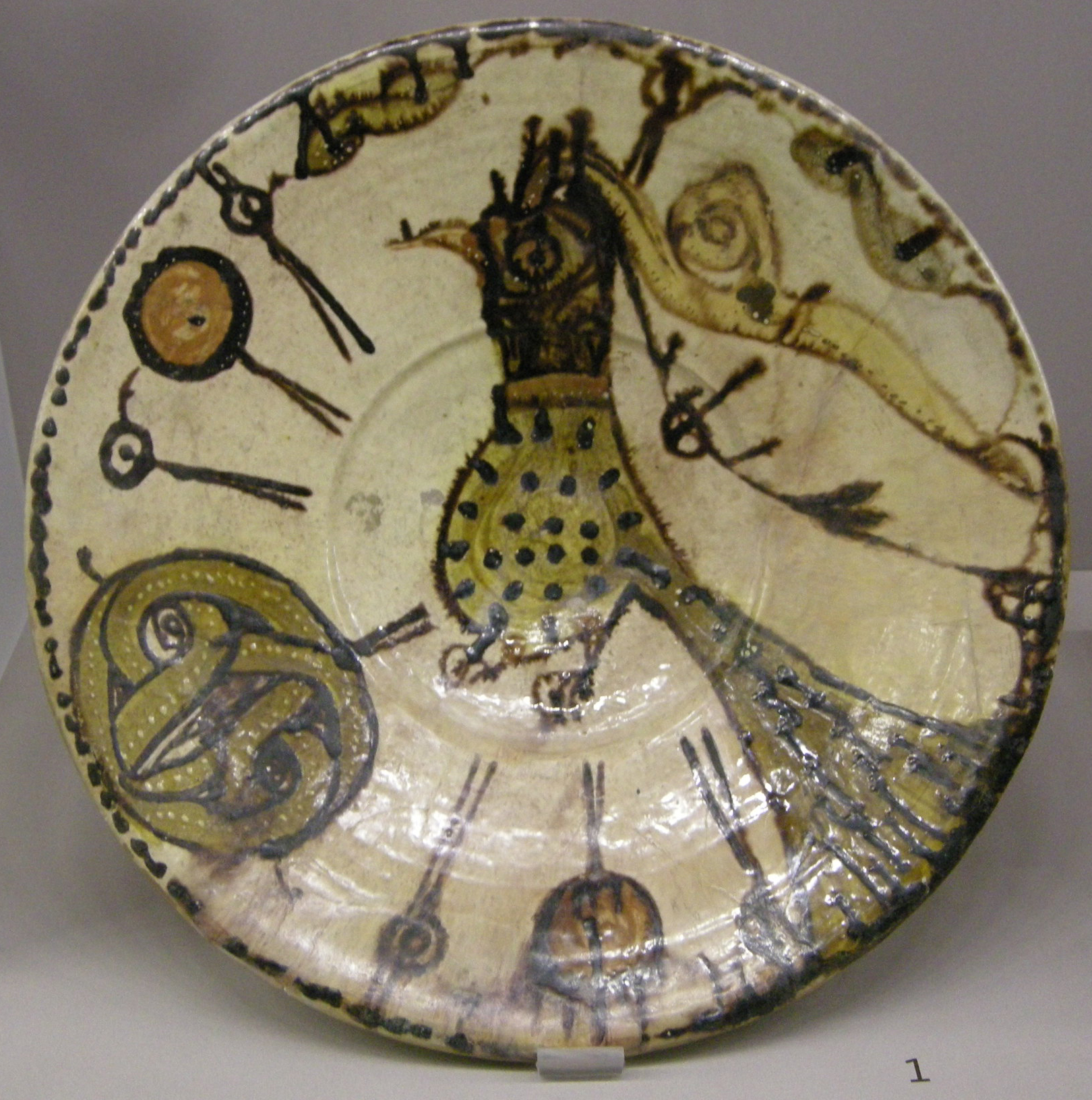
طبق أثري وجد في ساري

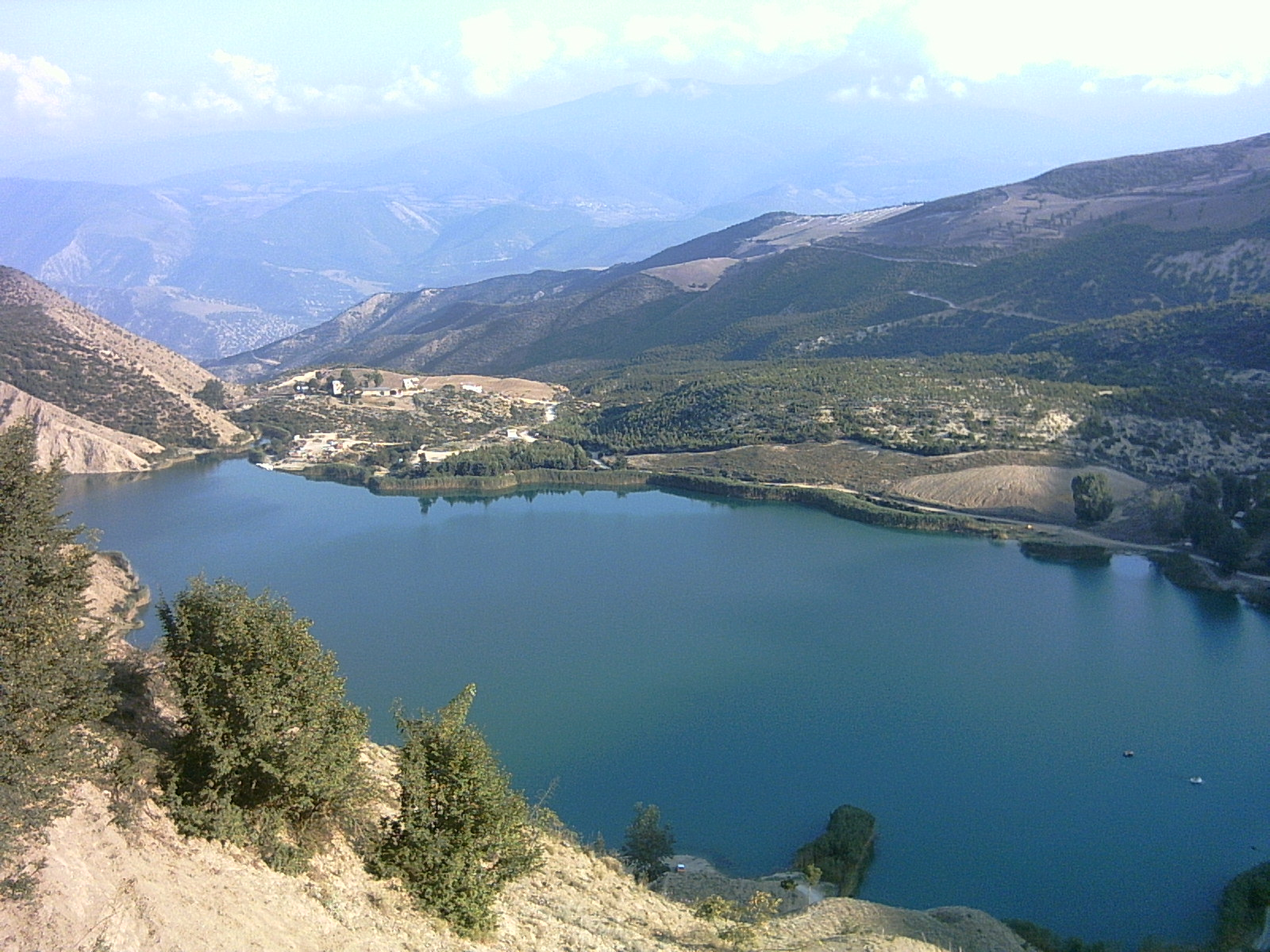
بحيرة ولشت في كلاردشت بمازندران

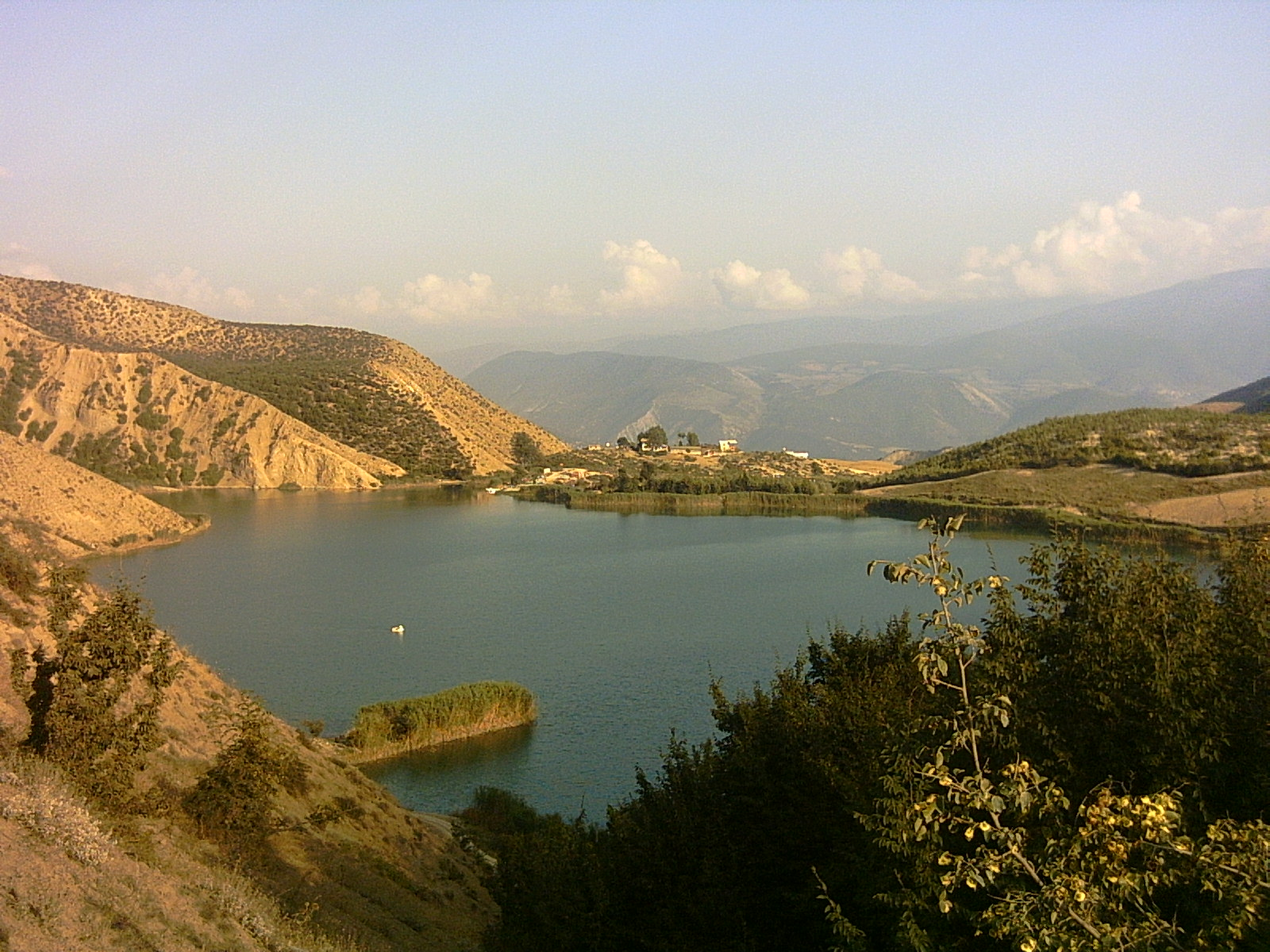
بحيرة ولشت الطبيعية في كلاردشت

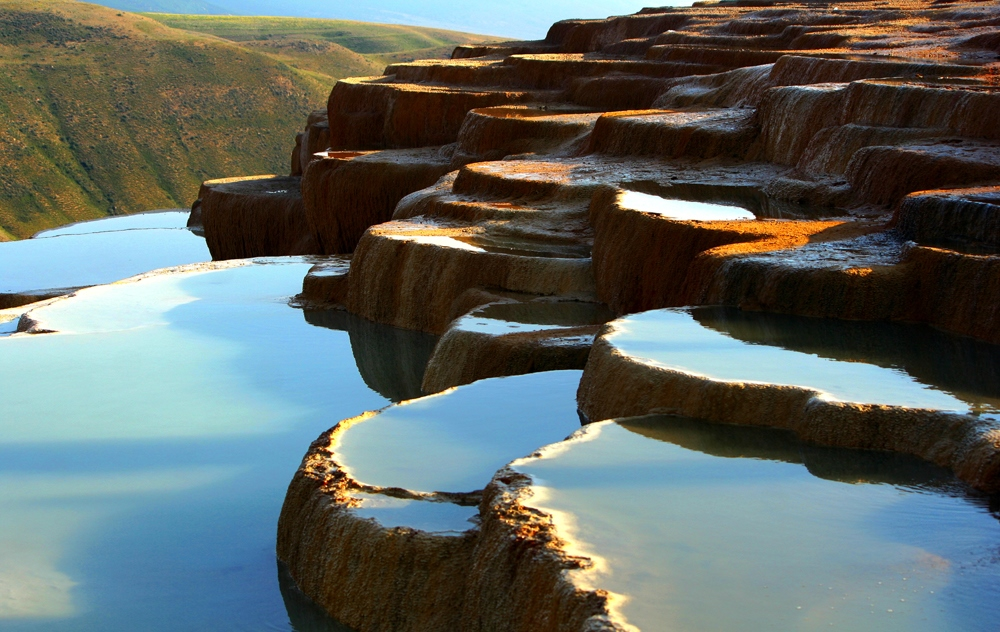
ينابيع باداب سورت، ثاني أكبر ينبوع ماء مالح في العالم

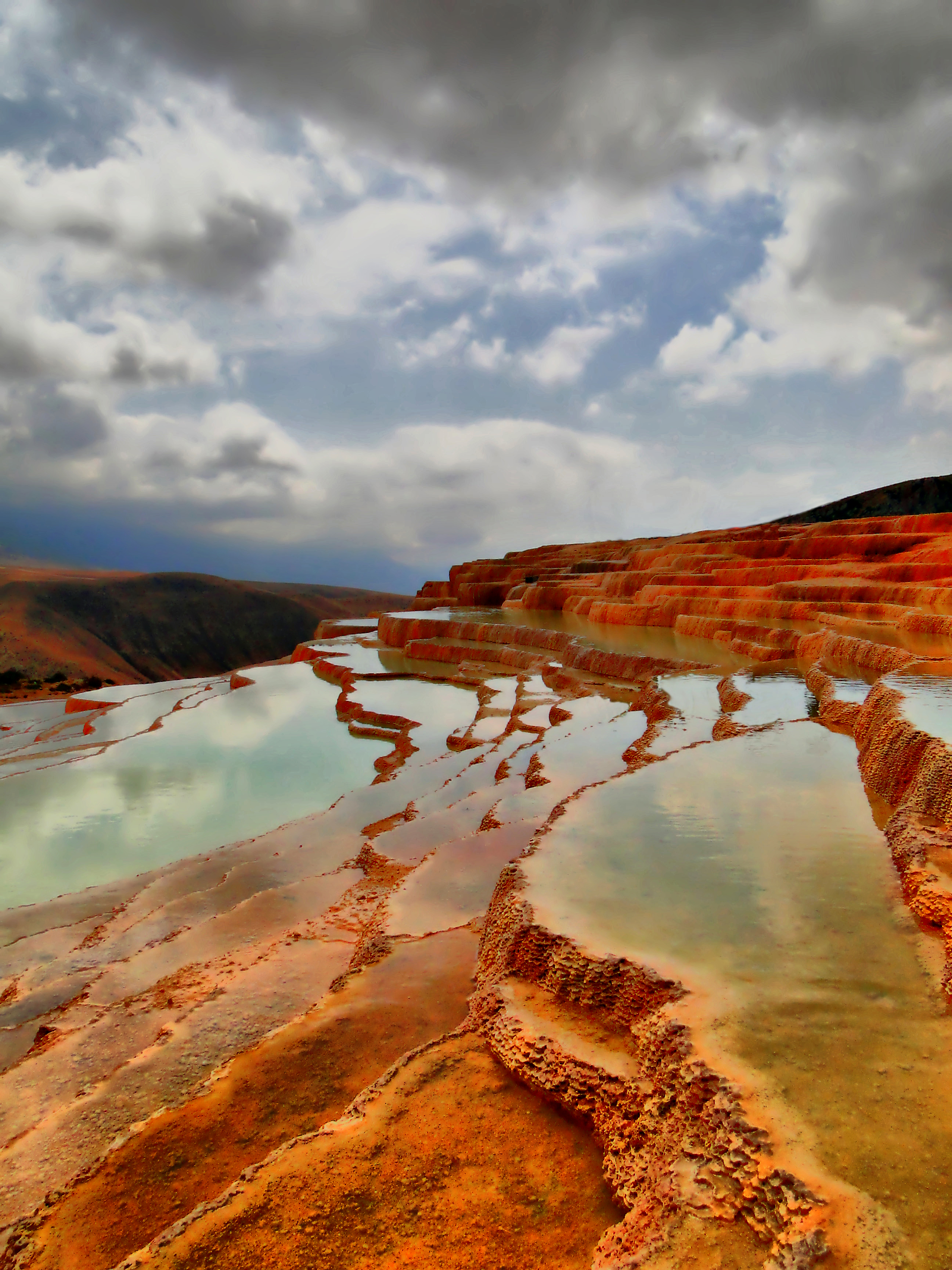

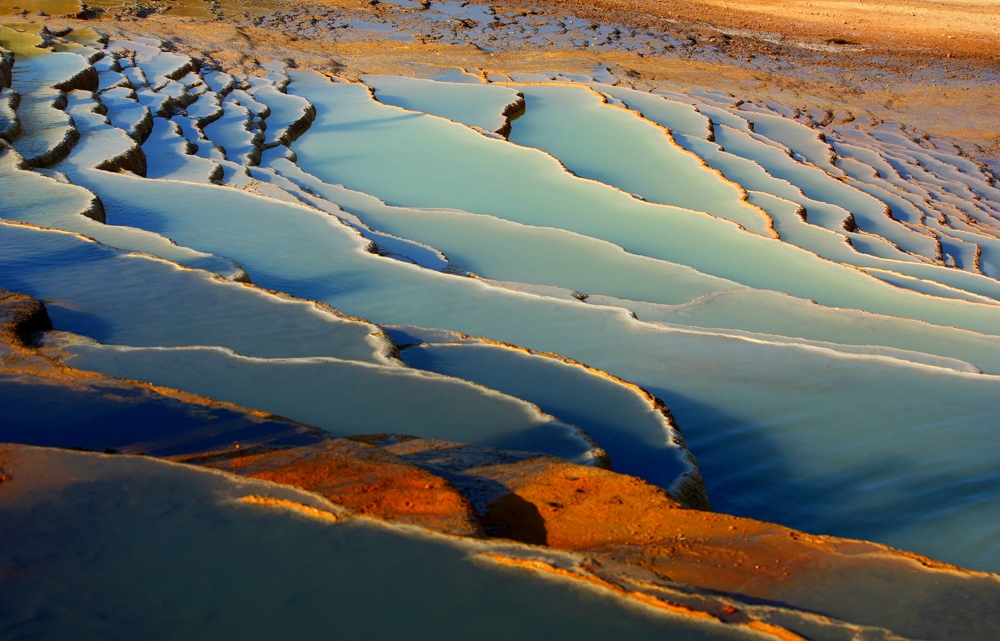
ينابيع باداب سورت المعدنية

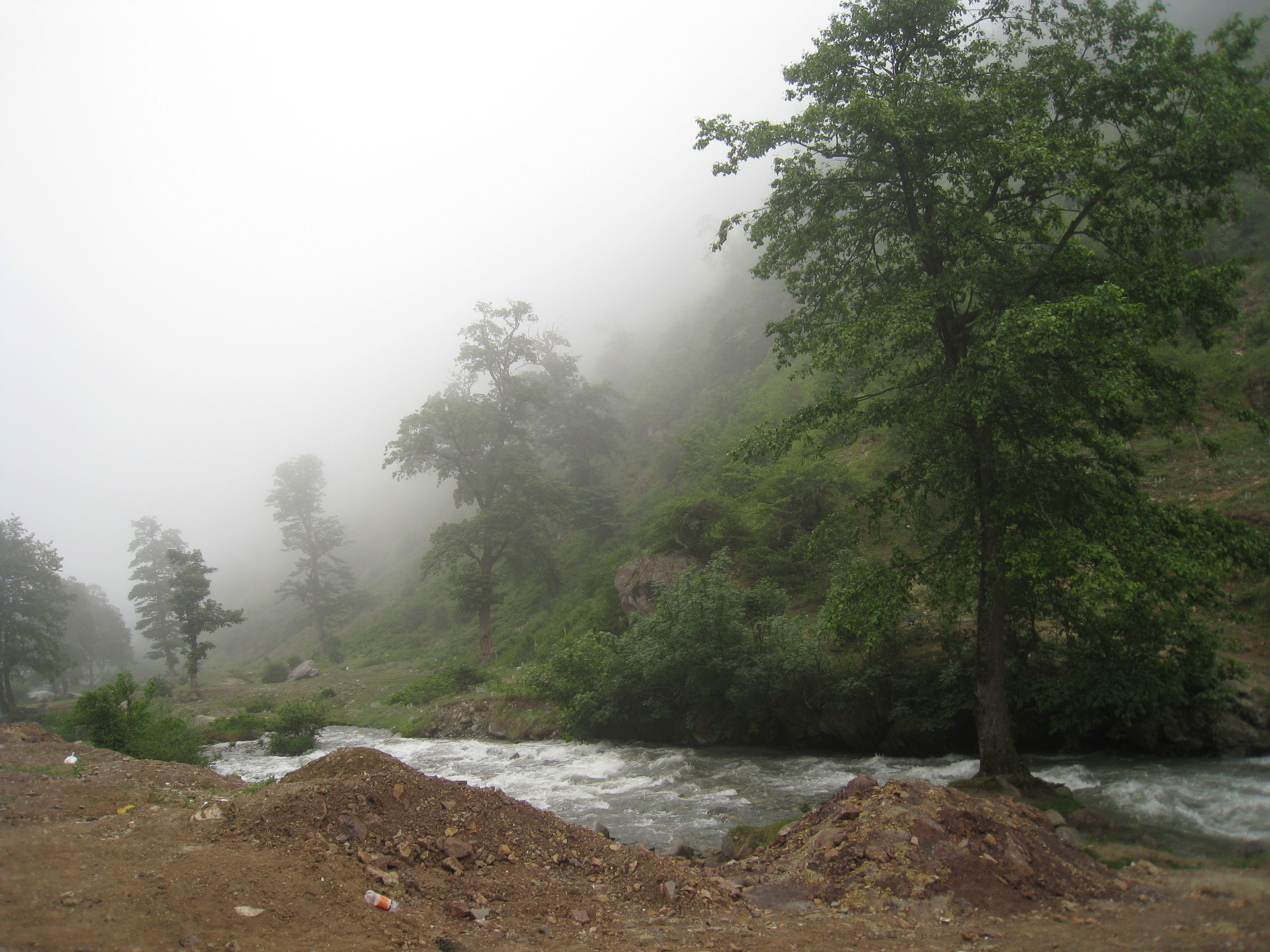
الطبيعية في كلاردشت

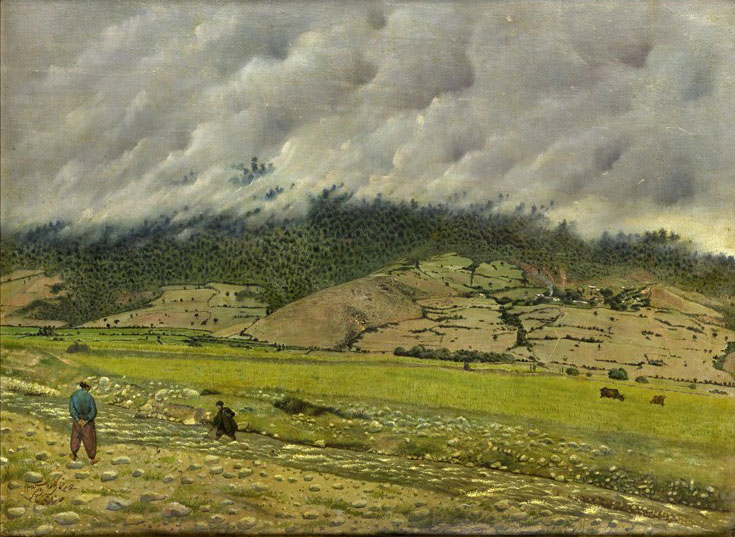
كمال الملك في كلاردشت

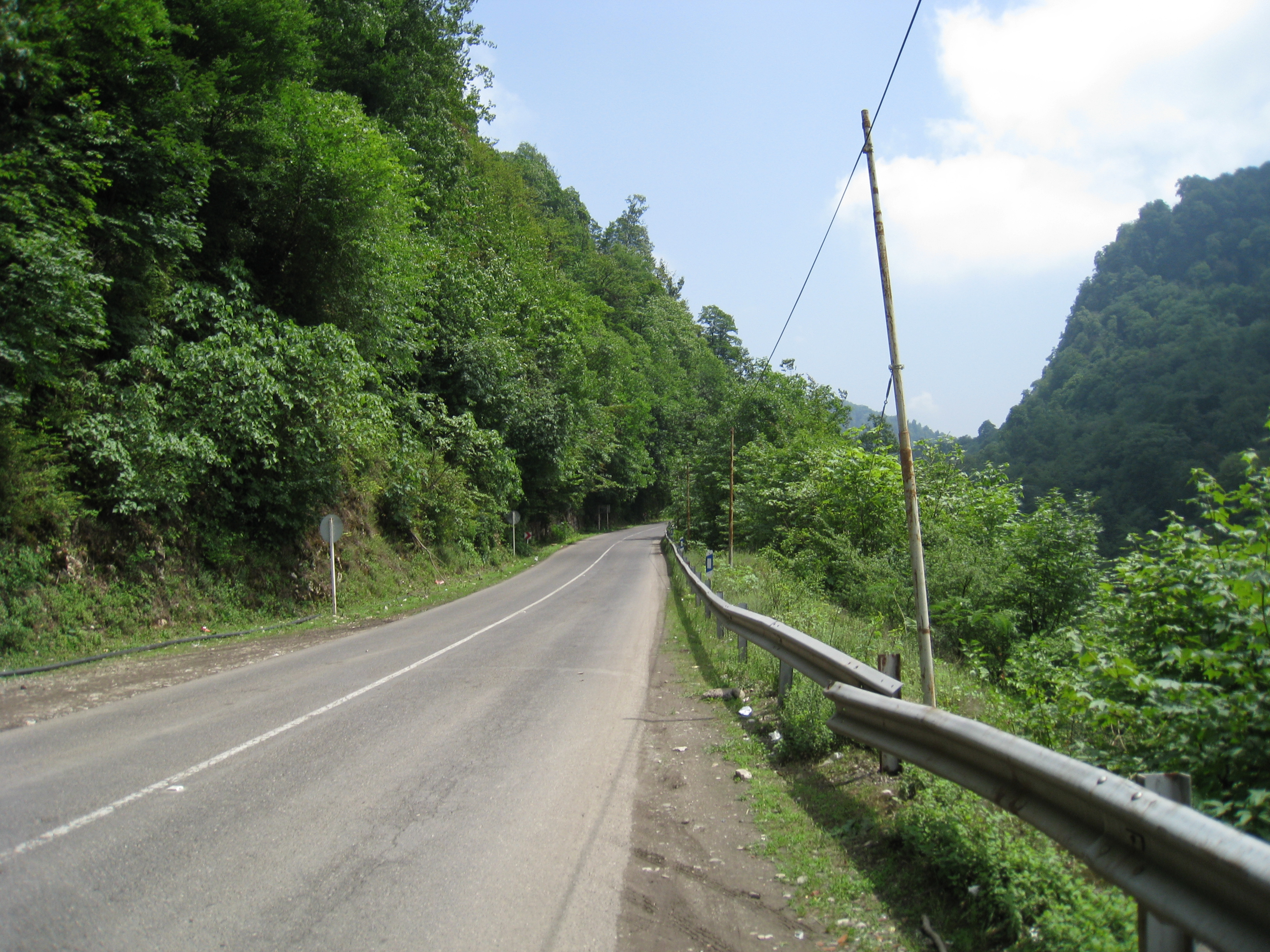
طريق كلاردشت إلى عباس آباد

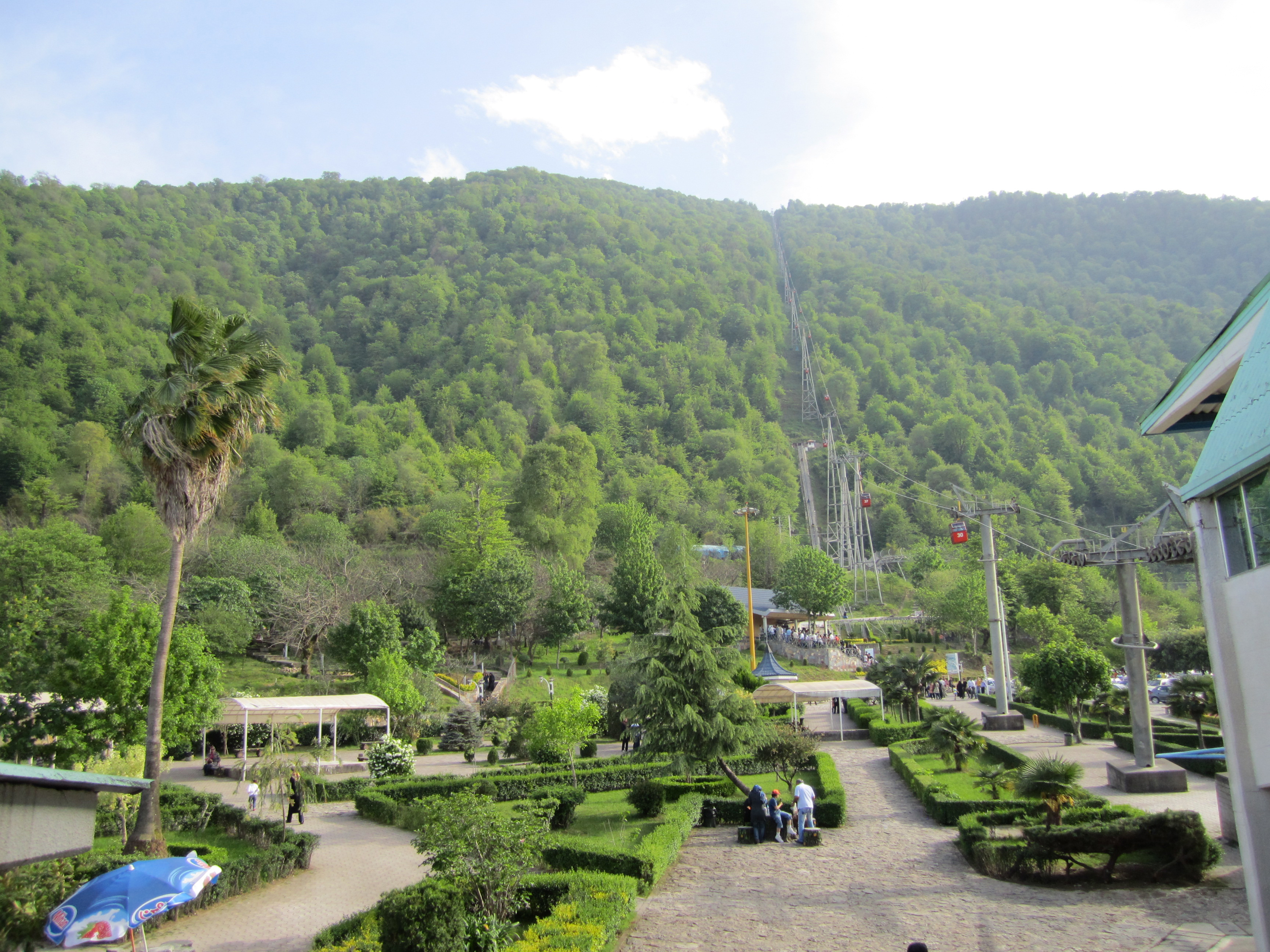
تلفريك نمك آبرود

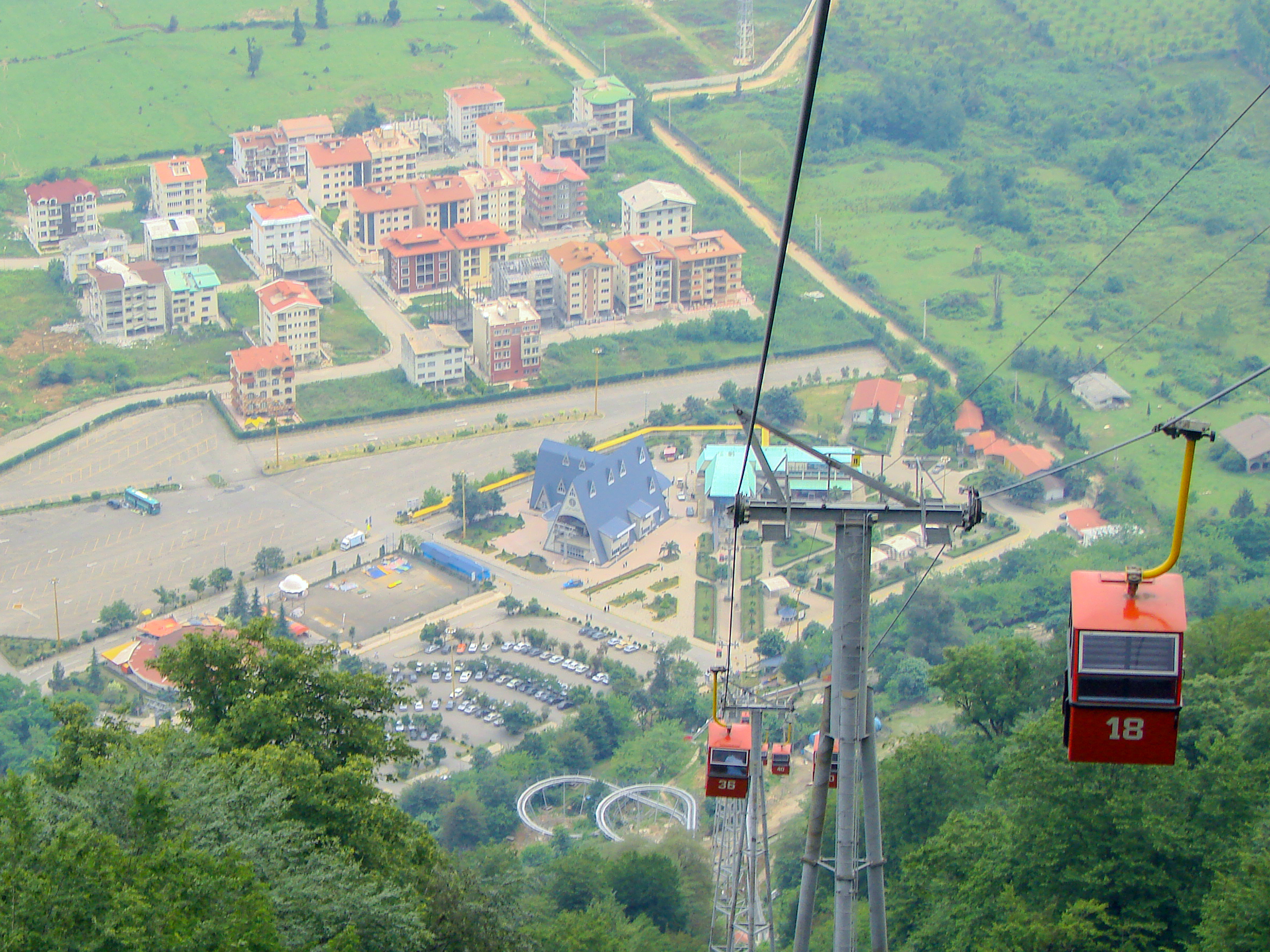
تلفريك نمك آبرود

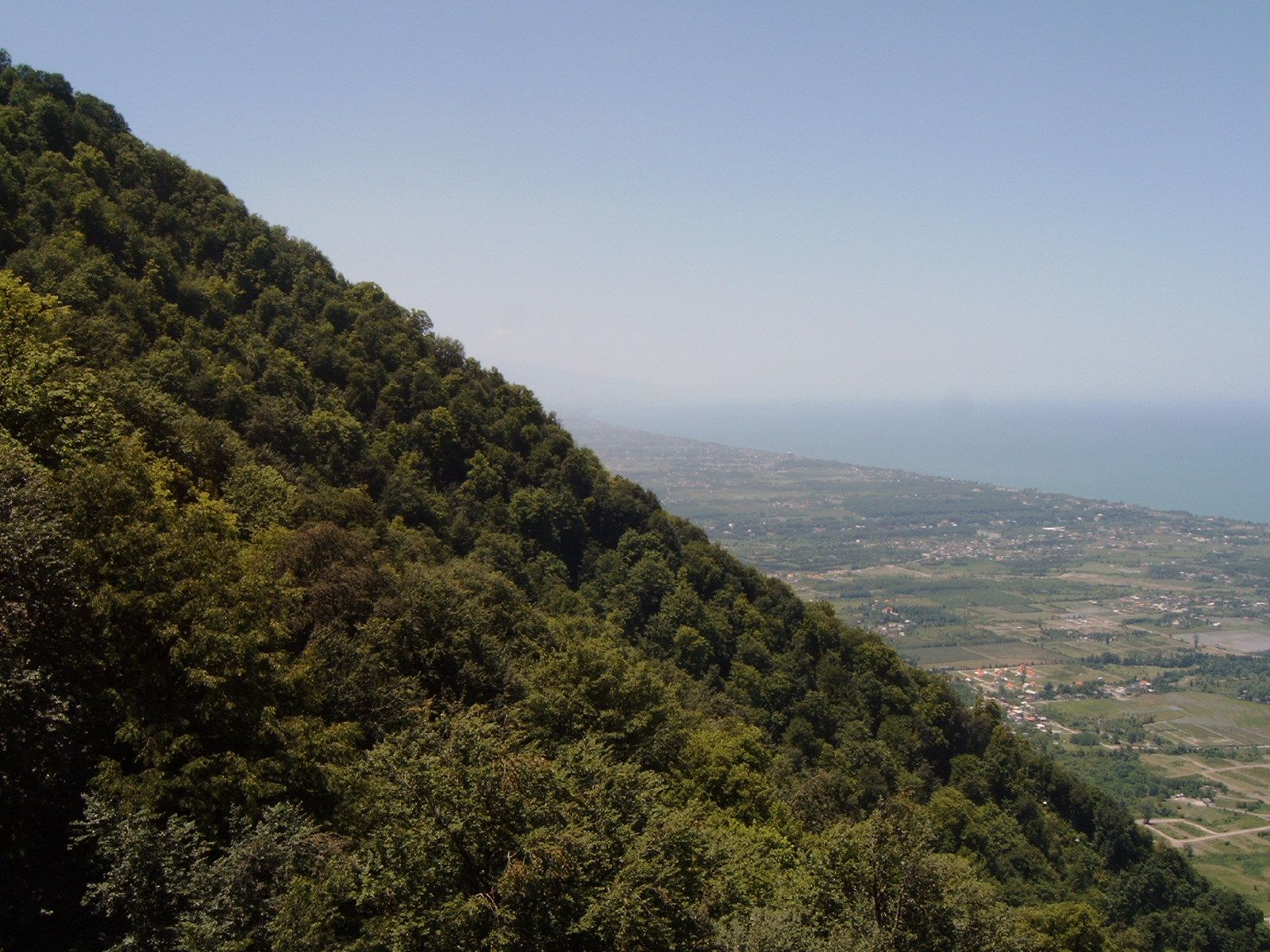
منظر لبحر قزوين من إحدى عربات تلفريك نمك آبرود

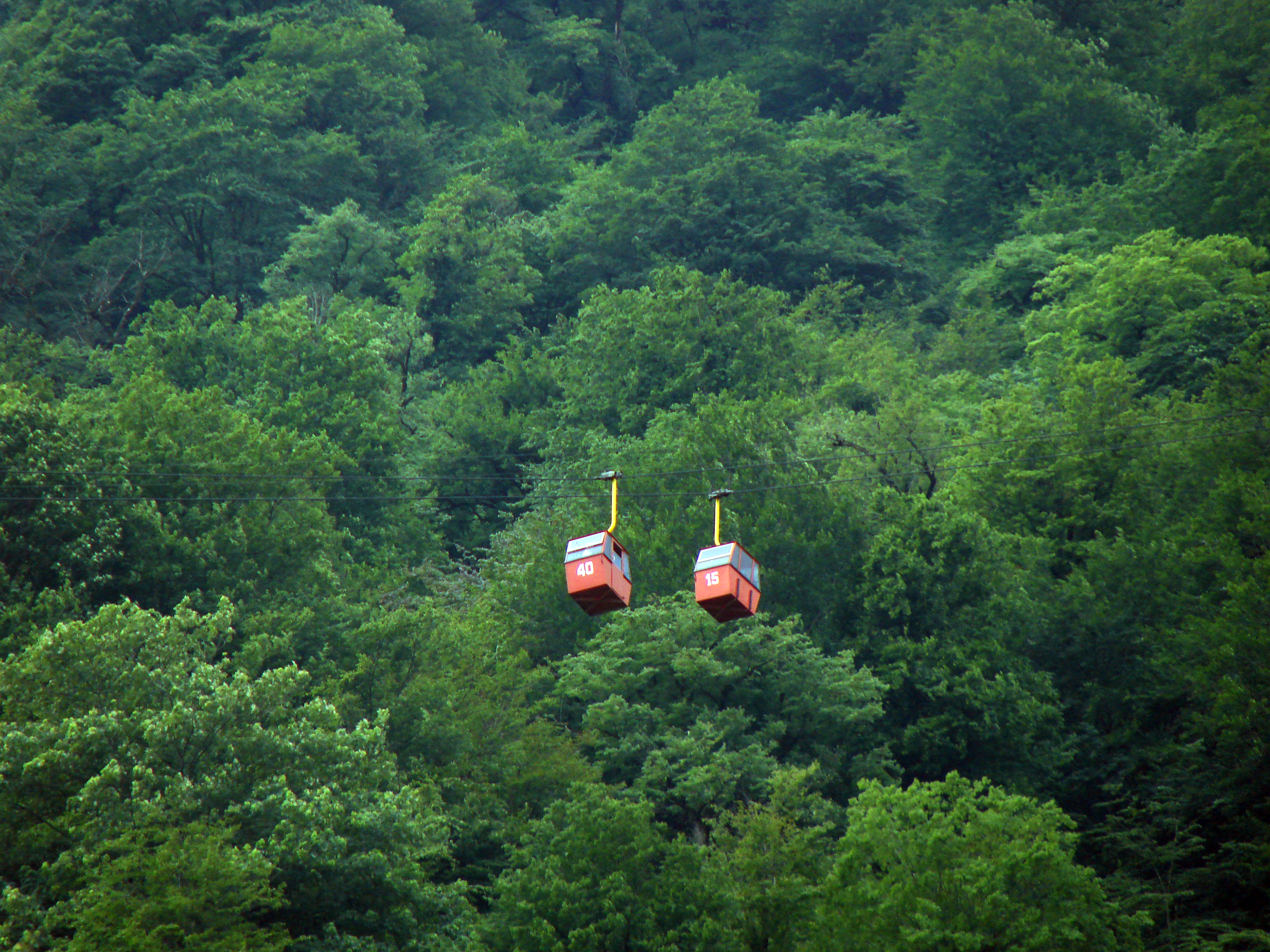
تلفريك نمك آبرود، اعلى تلفريك في إيران

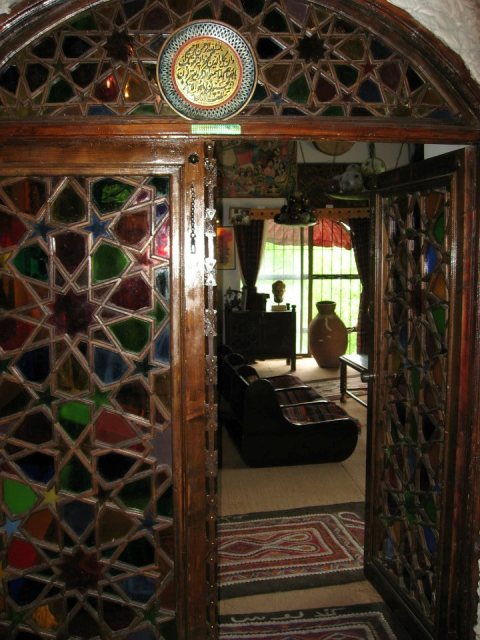
متحف كندلوس

## طالع ايضاً
- السياحة في إيران
- مازندران
- الحياة البرية في إيران
- متحف السجاد في إيران
- تلفريك توجال
- تلفريك نمك آبرود
- غابات إيران
- سد ألبرز
- سد لار
- شلالات مارغون
- شلالات شيرآباد